# Juan Domingo Perón
Juan Domingo Perón (Lobos, 8 de octubre de 1895 - Olivos, 1 de julio de 1974) fue un político, militar y escritor argentino, tres veces presidente de la Nación. Es el fundador del peronismo, la única persona en ser elegida tres veces presidente de Argentina y el primero en ser electo por sufragio universal masculino y femenino.
Participó en la Revolución del 43, liderada por un grupo de militares nacionalistas organizados bajo el Grupo de Oficiales Unidos, con el objetivo de poner fin a las políticas predominantes durante la Década Infame. Tras establecer una alianza con las corrientes sindicales socialista y sindicalista revolucionaria, asumió diversos cargos, entre ellos la titularidad del Departamento Nacional de Trabajo, la Secretaría de Trabajo y Previsión, el Ministerio de Guerra y la vicepresidencia de la Nación. 
Desde los dos primeros cargos, adoptó medidas orientadas a beneficiar a los sectores obreros y a implementar de manera efectivas las leyes laborales. Entre sus iniciativas más destacadas se encuentran la promoción de los convenios colectivos, la creación del Estatuto del Peón de Campo, la instauración de los tribunales del trabajo y la extensión de las jubilaciones a los empleados de comercio. Estas políticas le valieron el apoyo de una parte significativa del movimiento obrero, pero también el rechazo de los sectores empresariales, la oligarquía y aristocracia nacional, así como también de gobiernos extranjeros, como lo demuestra el apoyo del embajador de los Estados Unidos, Spruille Braden, al amplio movimiento opositor que surgió desde 1945. 
En octubre de 1945, un golpe palaciego lo forzó a renunciar y luego ordenó su arresto, lo que desembocó en una masiva movilización obrera el 17 de octubre de 1945 que exigió su liberación, la cual fue finalmente lograda. En ese mismo año, contrajo matrimonio con María Eva Duarte, quien desempeñó un papel político importante durante la presidencia de Perón.
Se presentó como candidato a presidente en las elecciones de 1946 y resultó triunfador. Tiempo después fusionó los tres partidos que habían sostenido su candidatura para crear primero el Partido Único de la Revolución y luego el Partido Peronista; tras la Reforma Constitucional de 1949, fue reelegido en 1951 en las primeras elecciones realizadas con participación de mujeres y varones en Argentina. Además de continuar con sus políticas en «pos de favorecer a los sectores más postergados», su gobierno se caracterizó por implementar una línea nacionalista en lo económico e industrialista, sobre todo en lo tocante a la industria textil, siderúrgica, militar, de transporte y comercio exterior. En política internacional sostuvo una tercera posición ante la Unión Soviética y los Estados Unidos, en el marco de la Guerra Fría. En su último año de gobierno se enfrentó con la Iglesia católica, acrecentando el enfrentamiento entre peronistas y antiperonistas, por lo que el Gobierno de Perón endureció su persecución hacia la oposición y a los medios de prensa opositores. Tras una serie de hechos de violencia por parte de grupos civiles y militares antiperonistas, y especialmente del bombardeo a la Plaza de Mayo a mediados de 1955, Perón fue derrocado en septiembre de ese mismo año.
La dictadura subsiguiente proscribió al peronismo de la vida política y derogó la reforma constitucional. Tras su derrocamiento Perón se exilió en Paraguay, Panamá, Nicaragua, Venezuela, República Dominicana y finalmente en España. Viudo desde 1952, durante su exilio se casó con María Estela Martínez. En su ausencia, surgió en Argentina un movimiento conocido como la resistencia peronista, integrada por diversos grupos sindicales, juveniles, estudiantiles, barriales, religiosos, culturales y guerrilleros, que tenían como fin común la vuelta de Perón y la convocatoria a elecciones libres y sin proscripciones.
Intentó retornar al país en 1964, pero el presidente Arturo Illia lo impidió solicitando a la dictadura militar gobernante en Brasil que lo detuviera y lo enviara de regreso a España. Retornó finalmente al país en 1972 para radicarse definitivamente en 1973. Con Perón, aunque no proscripto, pero si inhabilitado por no encontrarse en el país desde el 25 de agosto, el peronismo ganó las elecciones en marzo de 1973, abriendo el período conocido como tercer peronismo. Sectores internos del movimiento se enfrentaron políticamente y por medio de actos de violencia: tras la llamada masacre de Ezeiza, Perón dio un amplio respaldo a los sectores «ortodoxos» de su partido, algunos de los cuales a su vez crearon el comando parapolicial conocido como la Triple A, destinado a perseguir y asesinar militantes calificados «de izquierda», peronistas y no peronistas. Un mes y medio después de asumir, el presidente Cámpora renunció y se convocaron nuevas elecciones sin proscripciones. Perón se presentó junto a su esposa como candidatos a presidente y vicepresidenta respectivamente en septiembre de 1973 y logró un amplio triunfo, asumiendo el Gobierno en octubre de ese mismo año. Falleció a mediados de 1974, dejando la Presidencia en manos de la vicepresidenta, la cual fue derrocada sin haber terminado su mandato. El peronismo continuó existiendo y ha logrado varios triunfos electorales después de la muerte de Perón.

## Antecedentes familiares
Juan Domingo Perón nació a fines del siglo XIX en la localidad de Lobos, Provincia de Buenos Aires como «hijo natural», debido a que su madre y su padre no estaban casados en el momento de su nacimiento, cosa que hicieron posteriormente.
Debido a las insuficiencias documentales de la época y el alto grado de mestizaje de la sociedad argentina, los antecedentes familiares y étnicos de Juan Domingo Perón, así como la fecha y el lugar preciso de su nacimiento, han estado sometidos a debate histórico. En el año 2000, Hipólito Barreiro publicó sus investigaciones sobre el nacimiento y la infancia de Perón en un libro titulado Juancito Sosa: el indio que cambió la historia,
mientras que en 2010 y 2011 el abogado historiador Ignacio Cloppet publicó las suyas sobre los registros genealógicos relacionados de Perón y Eva Duarte, rastreándolos en algunos casos hasta cientos de años atrás.
Las dos investigaciones no parecen ser excluyentes, ya que la de Barreiro se enfoca sobre los hechos no registrados oficialmente y la de Cloppet sobre las constancias de los registros oficiales.

### Padre, madre y hermanos

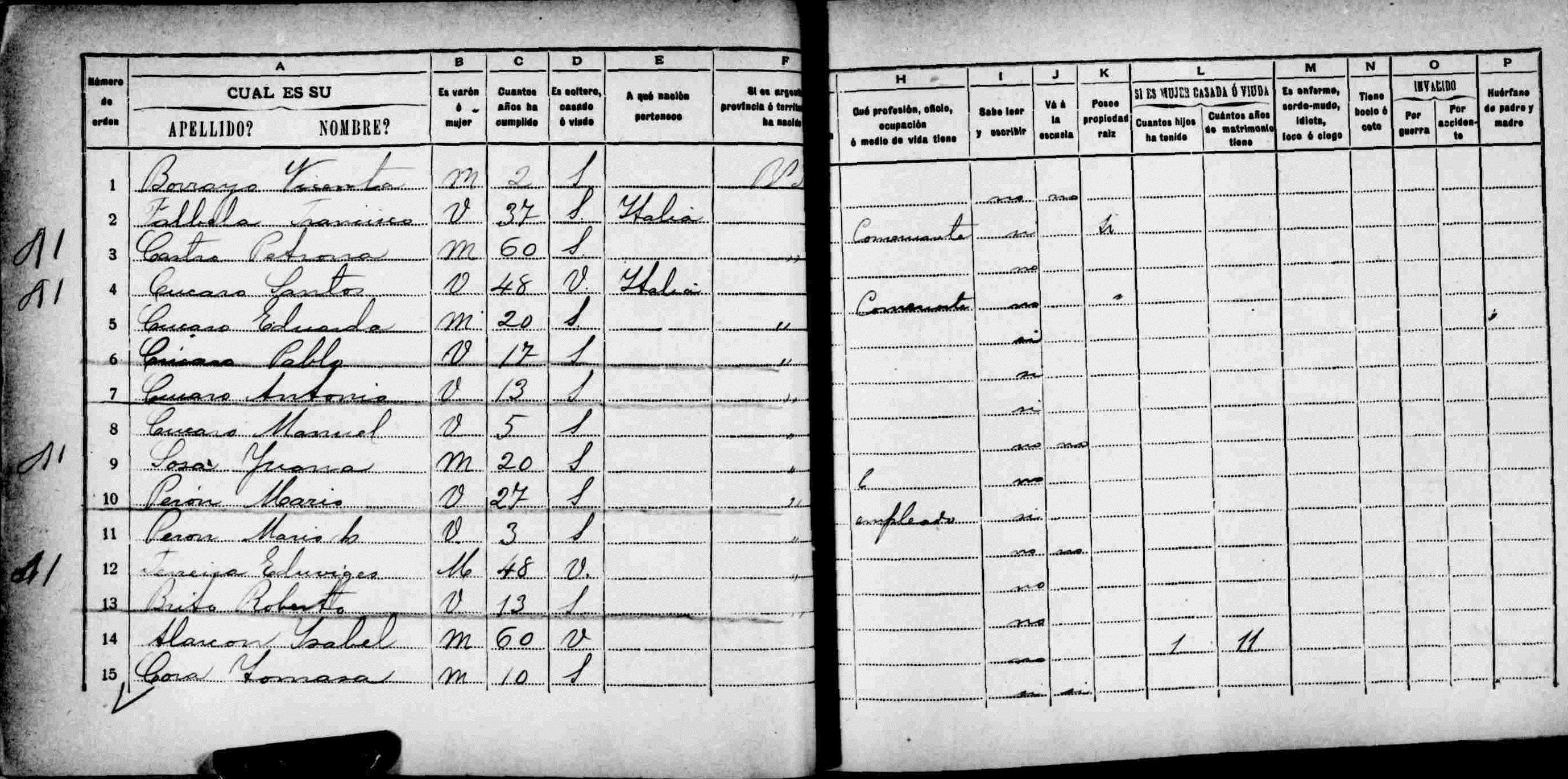
Registro del censo de 1895 realizado el domingo 10 de mayo de 1895, correspondiente al Cuartel 01 (zona urbana) de Lobos. En los registros 9 a 11 del folio, aparece censada la familia de Juan Domingo, quien habría de nacer ese año, cinco meses después:
9. Sosa Juana, m [mujer], 20 [años], s [soltera], no [sabe leer y escribir];
10. Perón Mario, v [varón], 27 [años], s [soltero], empleado, sí [sabe leer y escribir];
11. Perón Mario A, v [varón], 3 [años], s [soltero].

Su padre fue Mario Tomás Perón (1867-1928), un quintero argentino nacido en Lobos (provincia de Buenos Aires) que trabajaba como oficial de justicia. Su madre fue Juana Salvadora Sosa (1874-1953), una argentina de ascendencia tehuelche, nacida en Lobos (provincia de Buenos Aires). Su primer hijo, Mario Avelino, lo tuvo a los 17 años, cuando todavía era soltera. Ambos tuvieron tres hijos juntos sin estar casados:
- Mario Avelino Perón (Lobos, 30 de noviembre de 1891-Sarandí, 13 de enero de 1955).[13]
- Juan Domingo Perón (Lobos, 8 de octubre de 1895-Vicente López, 1 de julio de 1974), aquí tratado.
- Alberto Perón (n. 1899), fallecido cuando era bebé.

Juan Domingo fue inscrito con ese nombre el 8 de octubre de 1895 en el registro civil de Lobos por su padre y en su partida de nacimiento se indica que había nacido el día anterior y era «hijo natural del declarante», sin mencionar el nombre de la madre. En 1898 fue bautizado en la Iglesia católica sin indicar el nombre del padre y quedando registrado bajo el nombre de Juan Domingo Sosa.
La madre y el padre de Juan Domingo se casaron en Buenos Aires el 25 de septiembre de 1901.

### Rama paterna
Sus abuelos paternos fueron Tomás Liberato Perón Hughes (1839-1889), un médico nacido en Buenos Aires que tuvo un mandato como diputado provincial mitrista, profesor de química y de medicina legal, vocal del Consejo de Higiene Pública y consejero de la Facultad de Ciencias Físico-Naturales de la Universidad de Buenos Aires; y su esposa Dominga Dutey Bergouignan (1844-1930), una uruguaya nacida en Paysandú, hija de Vincenta Bergouignan y de su esposo el cordonero Jean Dutey, de origen francés.
Los padres de su abuelo paterno fueron Tomás Mario Perón (1803-1856), un genovés nacido en Cerdeña que llegó a la Argentina en 1831, y su esposa Ana Hughes McKenzie (1815-1877), una británica nacida en Londres. Los padres de su abuela paterna fueron Jean Dutey y su esposa Vicenta Bergouignan, ambos vascofranceses, oriundos de Baigorry.

### Rama materna
Sus abuelos maternos fueron Juan Ireneo Sosa Martínez, un albañil nacido en la provincia de Buenos Aires, y María de las Mercedes Toledo Gaona, nacida en Azul (provincia de Buenos Aires).

## Primeros años

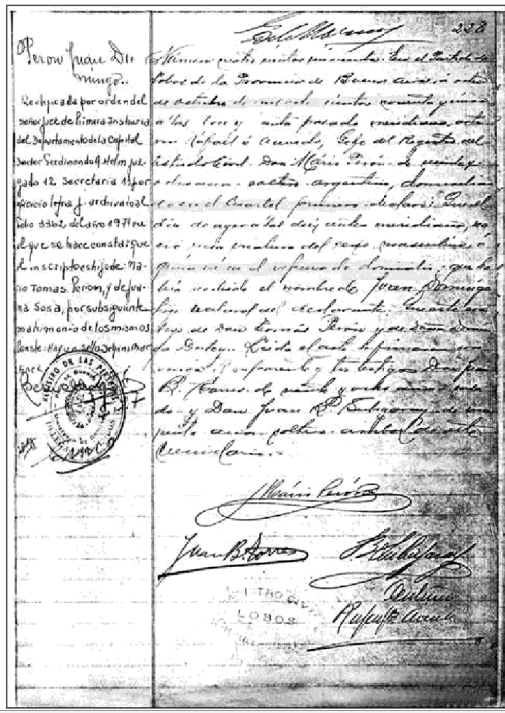
Partida de nacimiento de Juan Domingo Perón del 8 de octubre de 1895, en la que consta que nació en «el día de ayer».

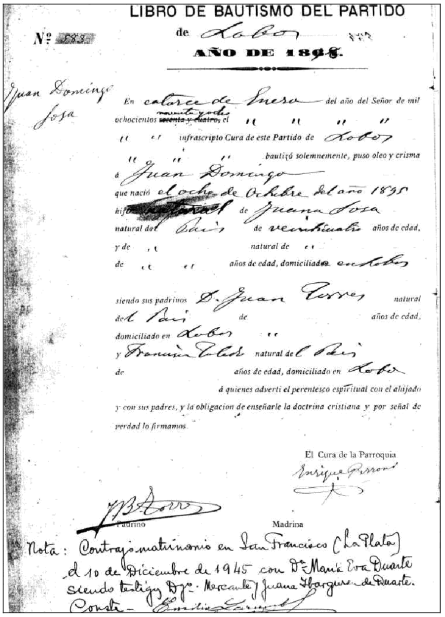
Partida de bautismo de Perón realizada en 1898.

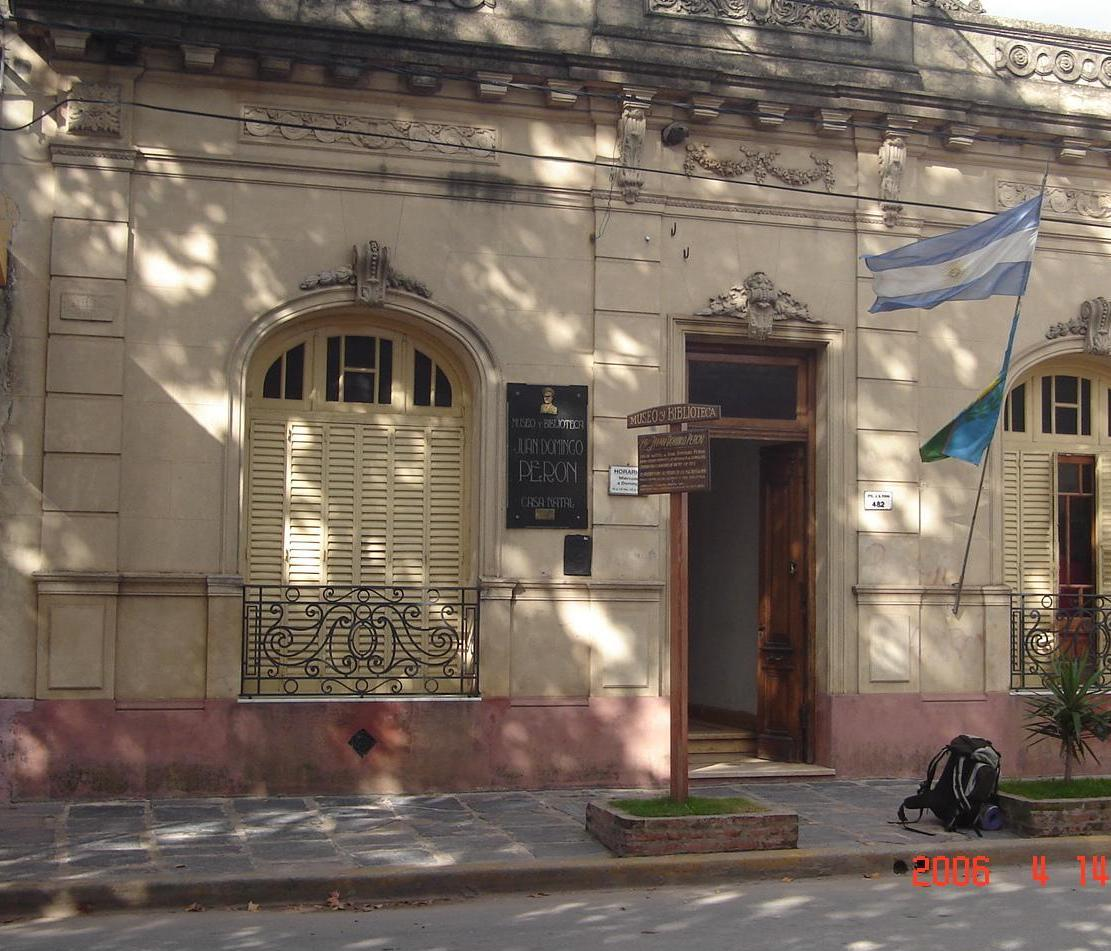
Museo Casa Natal de Juan Domingo Perón, ubicado en la actual calle Presidente Perón 482 (ex calle Buenos Aires 1380), en la ciudad de Lobos.

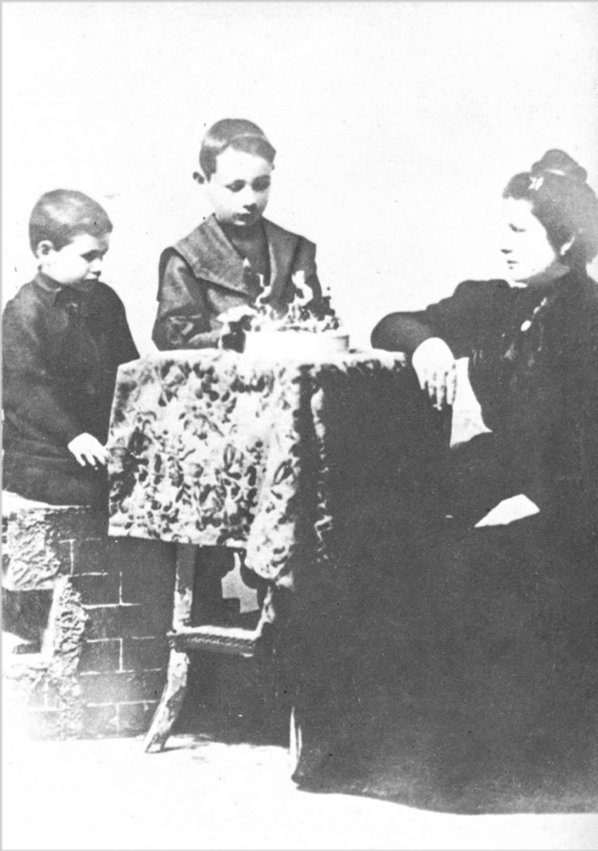
El niño Juan Domingo Perón en 1899, cuando tenía 4 años, junto a su hermano mayor Mario Perón y su madre Juana Sosa.

La partida de nacimiento de Perón indica que nació el 7 de octubre de 1895 en tanto que la Ley n.º 25 518 de 2001 declaró que su casa natal fue un inmueble ubicado en la ciudad de Lobos. Sin embargo se ha considerado tradicionalmente que Perón nació un 8 de octubre de 1895, en tanto que destacados historiadores, sostienen que Perón nació dos años antes de lo que indica su partida, en 1893, en Roque Pérez.
En uno y otro caso eran pequeñas aldeas cercanas, en el centro-norte de la provincia de Buenos Aires, y a su vez, en el centro-este de la República Argentina, pero que hasta poco antes de su nacimiento estaban ubicadas en la línea de frontera entre las Provincias Unidas del Río de la Plata y el territorio de los pueblos tehuelche, ranquel y mapuche. Precisamente Lobos surge como un fortín de frontera.  
La eventual pertenencia de Juan Domingo Perón al pueblo tehuelche por línea materna es materia de debate entre los historiadores.
Más allá de los debates, él mismo se refirió varias veces a su pertenencia étnica en privado y en público:

Me contaba mi abuela que cuando Lobos era apenas un fortín, ellos ya estaban allí... Mi abuela inmemorial era lo que bien podemos describir como una mujer machaza, que conocía todos los secretos del campo... Cuando la vieja solía contar que había sido cautiva de los indios yo le preguntaba: Entonces abuela... ¿yo tengo sangre india? Me gustaba la idea ¿sabe? Y creo que, en realidad, tengo algo de sangre india. Míreme: pómulos salientes, cabello abundante... En fin, poseo el tipo indio. Y me siento orgulloso de mi origen indio, porque yo creo que lo mejor del mundo está en los humildes.
Juan Domingo Perón, 1967, Reportaje de la Revista 7 Días

En el año 2000, el historiador Hipólito Barreiro publicó sus investigaciones sobre el nacimiento de Perón, según las cuales su anotación en el registro civil podría haberse realizado dos años después de su nacimiento y que el lugar exacto pudo haber sido la zona de Roque Pérez, cercana a Lobos y Saladillo.
Con similares resultados, los historiadores Oscar Domínguez Soler, Alberto Gómez Farías y Liliana Silva de la Universidad Nacional de La Matanza publicaron sus investigaciones en 2007 en el libro Perón ¿cuándo y dónde nació?.
En sentido contrario y sobre la base de sus investigaciones registrales de 2010 y 2011, el abogado Ignacio Cloppet ha sostenido que sus investigaciones sobre los registros jurídicos relacionados con el nacimiento de Perón, indican que nació el 8 de octubre de 1895, en la ciudad de Lobos.
Pero ambas líneas de investigación no parecen ser excluyentes ya que aquella se refiere a hechos no registrados oficialmente, y este a las constancias de los registros oficiales.
Juan Domingo se crio durante sus primeros cinco años en las zonas rurales de Lobos y Roque Pérez: «soy de los que aprendieron a andar a caballo antes que a caminar», le diría a su amigo y biógrafo Enrique Pavón Pereyra. Sobre su madre, Juana, dice:

Mi madre, nacida y criada en el campo, montaba a caballo como cualquiera de nosotros e intervenía en las cacerías y faenas rurales con la seguridad de las cosas que se dominan. Era una criolla con todas las de la ley. Veíamos en ella al jefe de la casa, pero también al médico, consejero y amigo de todos los que tenían una necesidad. Esa suerte de matriarcado ejercido sin formulismo, pero bastante efectivo; provocaba respeto pero también cariño.
Juan Domingo Perón

En 1900, cuando Juan Domingo contaba con cinco años, la familia Perón-Sosa se embarcó en el vapor Santa Cruz con rumbo a la costa marítima de la Patagonia Argentina, a unas estancias de los alrededores de Río Gallegos Chaok-Aike, Kamesa- Aike y Coy-Aike, en los inicios de un caserío que se ubicaba en antiguos asentamientos tehuelches.
En 1902 se mudaron más al norte, primero al pueblo chubutense de Cabo Raso, en donde sus parientes lejanos apellidados Maupás tenían propiedades en La Masiega, y posteriormente, en febrero de 1904 se trasladaron a la localidad de Camarones, con motivo de la designación de Mario Tomás para desempeñarse interinamente como juez de paz, el 19 de diciembre de 1906.
Poco después volvieron a trasladarse, esta vez a la finca de su propiedad que denominaron La Porteña, ubicada en la sierra Cuadrada, a 175 km de la ciudad de Comodoro Rivadavia, y más tarde fundaron otra que se llamó El Mallín.
Entre 1904 los padres de Juan y Mario decidieron enviar a sus hijos a vivir a Buenos Aires para que pudieran iniciar estudios formales, quedando al cuidado de su abuela paterna, Dominga Dutey, y las dos medias hermanas del padre, Vicenta y Baldomera Martirena, que eran maestras. Los dos niños por primera vez veían la gran ciudad y solo verían a sus padres durante los veranos. La casa de la abuela paterna de los niños se encontraba en pleno centro de la ciudad, en la calle San Martín 580. Estudia primero en la escuela que quedaba al lado de su casa, donde sus tías eran maestras y luego en diversas escuelas hasta completar su educación primaria, para realizar luego estudios secundarios politécnicos en el Colegio Internacional de Olivos, dirigido por el profesor Francisco Chelía.
Juan Domingo era llamado «Pocho» en su círculo íntimo, apodo que luego se divulgó y fue el sobrenombre con el que era mencionado en distintos ámbitos.

## Matrimonios
Perón tuvo tres esposas: el 5 de enero de 1929 contrajo matrimonio con Aurelia Gabriela Tizón (18 de marzo de 1902-10 de septiembre de 1938), hija de Cipriano Tizón y Tomasa Erostarbe, y quien falleció de cáncer uterino. Descansan sus restos en el Cementerio de Olivos, provincia de Buenos Aires, en la bóveda de la familia Tizón.
El 22 de octubre de 1945 se casó en Junín con la actriz Eva Duarte (1919-1952).
Según testigos de la época, fue precisamente mientras estaba en cautiverio que habría pensado en casarse. Ya en libertad, en un encuentro informal, Eva Duarte le presentó a fray Pedro Errecart, quien sorprendió a Perón por su habilidad para relacionarse con uno de sus perros al que nadie se le acercaba, y por la sinceridad con la que le dijo: «si no se casa por Iglesia no puede ser presidente».
La frase fue un impulso más para Perón y fray Errecart, que ya contaba con la simpatía de Eva Duarte, en poco tiempo se ganó su confianza. Habían programado para fines de noviembre una ceremonia austera con no más de unas doce personas, pero la información se filtró y cuando llegaron a La Plata se encontraron con una multitud que los esperaba y que los hizo desistir de la idea hasta dos semanas después.

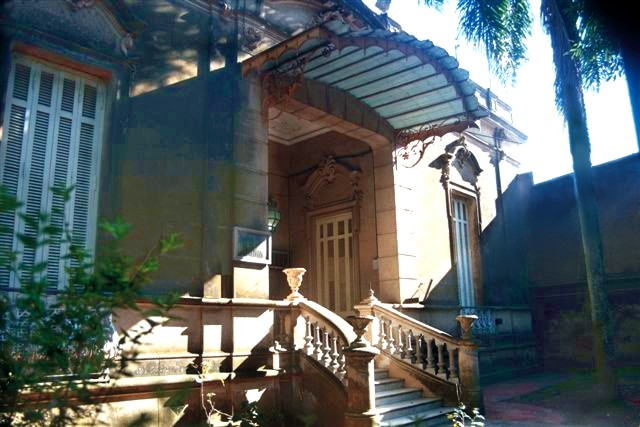
Edificio donde funcionó la Escribanía Ordiales, en Junín, encargada de confeccionar el acta de matrimonio civil entre Eva Duarte y Juan Domingo Perón en 1945. Enfrente se encontraba la casa de la familia Duarte. La casona es actualmente la sede del Tribunal de Trabajo de Junín.

Finalmente el 10 de diciembre de 1945 pudieron concretar el casamiento con una ceremonia privada que quedó inscrita en el folio 2397 del libro de matrimonios de la parroquia San Francisco. Juan Domingo Perón tenía 50 años y Eva Duarte 26. Después de la ceremonia los invitados compartieron con ellos una comida en una casona ubicada a pocas cuadras del templo.
Los vecinos más viejos de barrio recuerdan que tanta fue la gratitud del General que hasta le propuso construir una nueva iglesia en el predio del parque Saavedra, pero ante la cerrada negativa del sacerdote, asignó los fondos para arreglar la parroquia, que terminó de remozarse en el año 1946.
Conocida como Evita, Eva Perón colaboró en la gestión de su esposo con una política de ayuda social y apoyo a los derechos políticos de la mujer, a la que se concedió por primera vez el derecho al voto. El 26 de julio de 1952, mientras Perón ejercía por segunda vez la presidencia, Evita murió después de una larga lucha contra el cáncer uterino.
El 15 de noviembre de 1961 se casó en España con María Estela Martínez Cartas, conocida como Isabelita, que luego lo acompañó como vicepresidenta en las elecciones de septiembre de 1973 y le sucedió en el cargo a su fallecimiento, hasta el 24 de marzo de 1976, en que fue derrocada por un golpe militar.
Juan Perón no tuvo hijos, por lo que sus descendientes más cercanos fueron sus nueve sobrinos, hijos de su hermano Mario Avelino y de Eufemia Jáuregui: Dora Alicia, Eufemia Mercedes, María Juana (nacida en 1921), Mario Alberto, Olinda Argentina, Lía Vicenta, Amalia Josefa, Antonio Avelino y Tomás.

## Carrera militar
El 1 de marzo de 1911 ingresó en el Colegio Militar de la Nación, gracias a la beca que le consiguió Antonio M. Silva, íntimo amigo de su abuelo paterno, quien lo asistió en la enfermedad hasta su fallecimiento.
Se graduó el 13 de diciembre de 1913 como subteniente de infantería de la promoción 38 del Colegio Militar, con orden de mérito 43 sobre un total de 64 egresados de la mencionada academia de formación de oficiales militares.
Entre sus compañeros de promoción, se encontraba el subteniente Juan Filomeno Velazco, quien sería posteriormente gobernador de Corrientes y senador nacional por el Partido Justicialista.
En 1914 fue destinado al Regimiento 12 de Infantería con asiento en Paraná, Entre Ríos, donde permaneció hasta 1919.
En 1915 ascendió al grado de teniente.
En 1916 evidenció públicamente por primera vez una postura política. En ese año se realizaron en Argentina por primera vez elecciones con voto universal y secreto, aunque solo para hombres, en las que triunfó Hipólito Yrigoyen de la Unión Cívica Radical, en lo que se considera el primer gobierno democrático. Perón votó en esa elección por primera vez, optando por Yrigoyen y la UCR, en abierta confrontación con los sectores conservadores y oligárquicos organizados en el Partido Autonomista Nacional de ideología roquista, que había gobernado sin alternancia los 36 años anteriores. Durante los gobiernos radicales (1916-1930) Perón iría asumiendo una postura cercana a los militares nacionalistas legalistas (como las que ejemplificaban Enrique Mosconi o Manuel Savio), y al mismo tiempo crítica hacia el gobierno radical, principalmente a causa de la masacre obrera conocida como Semana trágica de 1919 y lo que consideraba «inoperancia» ante los graves problemas sociales del país.
Ya con el grado de teniente integró el Regimiento 12 de Infantería con asiento en Paraná al mando del general Oliveira Cézar, que fue enviado en 1917 y 1919 por el gobierno de Yrigoyen a intervenir militarmente en las huelgas obreras que se realizaban en los obrajes forestales que la empresa inglesa La Forestal tenía en el norte de la provincia de Santa Fe. Su postura y la de otros militares de la época fue que en ningún caso el Ejército debía reprimir a los huelguistas.

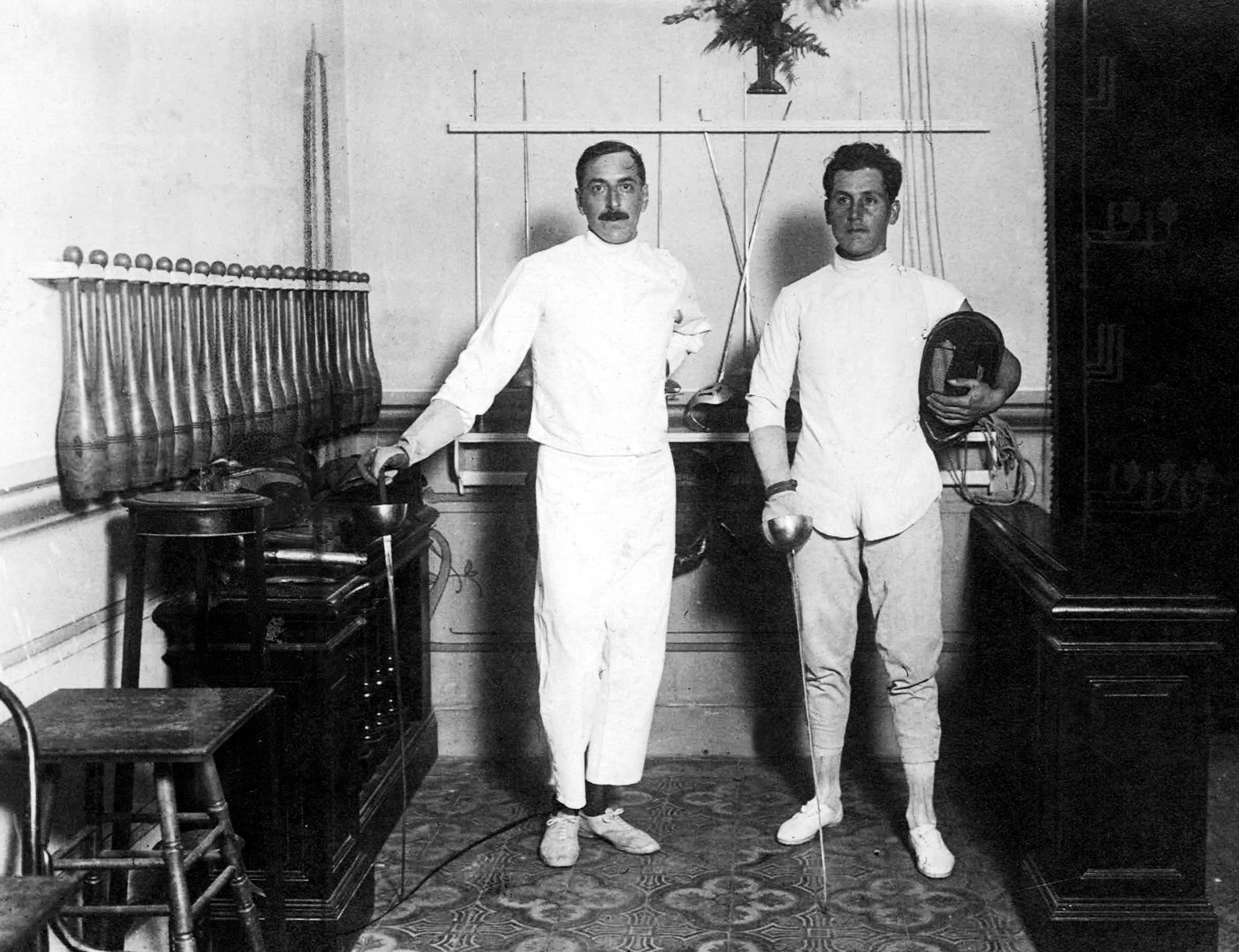
Perón le dio gran importancia a la difusión del deporte. En la foto aparece en 1921 siendo teniente con el profesor Ángel Arias luego de realizar un asalto de esgrima en la fiesta social del centro Tres de Febrero de Villa Urquiza.

Le otorgó gran importancia al deporte: practicó boxeo, atletismo y esgrima. En 1918 se consagró campeón militar y nacional de esgrima. Redactó varios textos deportivos para el entrenamiento militar. El 31 de diciembre de 1919 ascendió al grado de teniente primero y en 1924 al de capitán. En 1926 ingresó a la Escuela Superior de Guerra.
En esos años redactó varios textos que resultaron impresos como materiales de estudio en las academias militares, como Higiene militar (1924), Moral militar (1925), Campaña del Alto Perú (1925), El frente oriental en la guerra mundial de 1914. Estudios estratégicos (1928), entre otros trabajos.
El 12 de enero de 1929 obtuvo su diploma como oficial de Estado Mayor y el 26 de febrero fue destinado al Estado Mayor del Ejército como ayudante del coronel Francisco Fasola Castaño, subjefe del Estado Mayor.
Su paso por la Escuela de Suboficiales le proporcionaría el contacto con los humildes aspirantes y cadetes de la escuela. Durante esta época Perón educó a los cadetes en la más estricta disciplina militar, pero también les enseñó desde modales de convivencia, hasta moral y ética. Durante esta etapa Perón también destacó como deportista, siendo campeón de espada del ejército y nacional entre 1918 y 1928, recibiendo un reconocimiento generalizado de superiores y subalternos por la tarea que desarrolló en la práctica de los deportes.
En 1920 fue transferido a la Escuela de Suboficiales «Sargento Cabral» en Campo de Mayo, donde sobresalió como instructor de tropas. Ya entonces se distinguía entre otros colegas por su especial interés y trato para con sus hombres, lo que prontamente lo convirtió en un militar carismático. Por aquellos años publicó sus primeros trabajos en forma de contribuciones gráficas a la traducción del alemán de un libro de ejercicios para soldados y algunos capítulos de un manual destinado a aspirantes a suboficial.
A comienzos de 1930 fue designado profesor suplente de Historia Militar en la Escuela Superior de Guerra, y asumió tras ganar el cargo por concurso la titularidad a fin de año. Ese año se produjo el golpe de Estado del 6 de septiembre, liderado por el general José Félix Uriburu que derrocó al presidente constitucional Hipólito Yrigoyen. El golpe contó con el apoyo de un amplio espectro que incluía a radicales antipersonalistas, socialistas independientes, conservadores, organizaciones patronales y estudiantiles, el Poder Judicial, así como los gobiernos de Estados Unidos y Reino Unido.[cita requerida]
Perón no ocupó ningún cargo en el gobierno dictatorial de Uriburu, pero participó marginalmente en la preparación del golpe formando parte de un grupo autónomo, de tendencia «nacionalista legalista», liderado por los tenientes coroneles Bartolomé Descalzo y José María Sarobe, que criticaba al grupo «conservador oligárquico» que rodeaba a Uriburu. Este grupo pretendía darle un amplio sustento popular al movimiento y evitar la instalación de una dictadura militar, hecho que finalmente ocurrió. Perón formó parte de una columna que desalojó pacíficamente la Casa Rosada, donde grupos civiles estaban realizando saqueos y destrozos.
Luego del golpe, el grupo militar de los tenientes coroneles Descalzo y Sarobe, del que participaba Perón, fue desmantelado por la dictadura militar, enviando a sus integrantes al exterior o a posiciones lejanas en el interior del país.
El propio Perón sería asignado a la Comisión de Límites, debiendo trasladarse a la frontera norte. En 1937 es designado veedor militar en Italia. La estadía se prolongó desde febrero de 1939 hasta fines de 1940. Perón integra un regimiento de alta montaña con asiento en Chieti (Abruzos), al Comando de la División Alpina Trentina y también a la División de Infantería de Montaña asentada en Pinerolo en la región de Piamonte. Siguió con el adiestramiento en la Escuela de Alpinismo y Esquí de Aosta, de gran renombre en Europa.
La dictadura de Uriburu (1930-1932) organizó elecciones en las que proscribió a Hipólito Yrigoyen y restringió las posibilidades de actuación del radicalismo yrigoyenista, facilitando así el triunfo electoral de una coalición de radicales antiyrigoyenistas, conservadores y socialistas, llamada la Concordancia, que gobernaría en sucesivos turnos electorales fraudulentos hasta 1943. Esa etapa es conocida en la historia argentina como la Década Infame.
El 31 de diciembre de 1931 Perón ascendió al grado de mayor. En 1932 fue designado ayudante de campo del ministro de Guerra y publicó el libro Apuntes de historia militar, premiado al año siguiente con medalla y diploma de honor en Brasil. Realizó nuevas publicaciones como Apuntes de historia militar. Guerra ruso-japonesa de 1904-1905 (1933) y Toponimia araucana (1935).
El 26 de enero de 1936 fue designado agregado militar en la embajada argentina en Chile, cargo al que pocos meses después sumó el de agregado aeronáutico. Retornó a Argentina a comienzos de 1938, siendo destinado al Estado Mayor General del Ejército.
Tras la muerte de su mujer en septiembre de 1938, Perón trató de distraerse ayudando a su amigo, el padre Antonio D’Alessio, en la organización de competencias atléticas para los niños del vecindario. Poco después emprendió un viaje hacia la Patagonia. Recorrió miles de kilómetros en automóvil y regresó a principios de 1939. Fruto de aquel viaje y de prolongadas charlas con los caciques mapuches Manuel Llauquín y Pedro Curruhuinca, fue su Toponimia patagónica de etimología araucana.
A comienzos de 1939 fue enviado a Italia a seguir cursos de capacitación en diversas disciplinas, como economía, alpinismo, esquí y alta montaña. Visitó también Alemania, Francia, España, Hungría, Yugoslavia, Albania y la Unión Soviética. Volvió a Argentina dos años después, el 8 de enero de 1941. Dictó una serie de conferencias sobre el estado de situación bélica en Europa ―en el marco de la Segunda Guerra Mundial (1939-1945)―, tras lo cual fue ascendido al grado de coronel a fin de año.
El 8 de enero de 1941, fue destinado a una unidad de montaña en la provincia de Mendoza, para alejarlo de los focos conspirativos porteños, que estaban demasiado activos desde el comienzo de la guerra y habían acelerado sus actividades al conocerse el carácter terminal de la enfermedad del presidente Roberto M. Ortiz. Allí publicó un artículo e instrucciones sobre los comandos de montaña. El 18 de mayo de 1942 se dispuso los traslados de Perón y Domingo Mercante a la Capital Federal.
En 1942 y 1943 murieron los dos principales líderes de la Argentina durante la Década infame, el expresidente Marcelo T. de Alvear (referente del principal partido popular de oposición, la Unión Cívica Radical) y el expresidente Agustín P. Justo (referente de las Fuerzas Armadas y de los partidos que integraban la Concordancia oficialista). La súbita ausencia de líderes, tanto en el ámbito político como militar, tendría mucha influencia en los hechos militares y políticos que se desencadenarán al año siguiente, en los que Perón desempeñó un papel cada vez más importante.
Perón fue designado en un cargo secundario en la Revolución del 43, pero durante la misma fue creciendo su influencia hasta ser designado vicepresidente de la Nación. En octubre de 1945 un golpe de Estado militar dispuso su detención y exigió su pase a retiro, pero una multitud lo liberó. En su discurso del 17 de octubre de 1945, Perón dijo que iba a pedir el retiro, lo que hizo de inmediato y le fue concedido. El 31 de mayo de 1946 el presidente Edelmiro Farrell dispuso su reincorporación y ascenso a general de brigada. Por Decreto 15 656, Farrell lo restituyó a la actividad como coronel hasta el 31 de diciembre de 1945 y lo ascendió a general de brigada, retroactivo al 1 de enero de 1946.
El 1 de mayo de 1950, el Congreso Nacional aprobó la ley 13896 por la cual ascendió a Perón a general de división ―no obstante que había manifestado su oposición― con efecto al 31 de diciembre de 1949; la ley quedó promulgada de hecho.
El 6 de octubre de 1950 accedió a la jerarquía de general de ejército (luego redenominada «teniente general»). El 10 de noviembre de 1955 se publicó en el Boletín Oficial de la República Argentina el Decreto-Ley N.º 2034/55 -fechado al 31 de octubre- que oficializó la condena del Tribunal de Honor Militar por descalificación por falta gravísima en el cual se lo privó del grado militar, condecoraciones y derecho a vestir uniforme. Esta situación se mantuvo hasta la publicación de la Ley 20530 -aprobada por el Congreso el 29 de agosto de 1973 y promulgada el 10 de septiembre- en la cual se declaraba la total nulidad de las leyes, decretos leyes, reglamentos, decretos y demás disposiciones a partir del 21 de septiembre de 1955 que  tras el golpe de Estado privaron al exmandatario de sus bienes, estado y jerarquía militar, derecho de uso de uniforme, distinciones y condecoraciones.
Restituido de su grado militar, Juan Domingo Perón fue readmitido en las filas del Ejército en calidad de oficial en actividad, situación que revistó hasta el último día de su vida. En el libro «Promociones egresados del Colegio Militar de la Nación (1873-2000)» se lo registra al biografiado como fallecido en servicio activo.

### Condecoraciones y distintivos
Durante su carrera militar recibió numerosas condecoraciones y distintivos:
- «Oficial de Estado Mayor» Escuela Superior de Guerra
- «Distintivo Tropa de Montaña» (Cóndor de los Andes).
- «Emblema Piloto Militar»

## Revolución del 43
El 4 de junio de 1943 se produjo un golpe de Estado que derrocó al gobierno del presidente conservador Ramón Castillo. El gobierno de Castillo fue el último de una serie de gobiernos conocidos en la historia argentina como la Década infame, impuestos por la dictadura del general José Félix Uriburu (1930-1931) y sostenidos por el fraude electoral. En 1943 asumió el general Arturo Rawson, pero tres días después fue a su vez destituido por el general Pedro Pablo Ramírez.
Varios historiadores vinculan a Perón al GOU, siglas de una logia militar que podrían corresponder a Grupo Obra de Unificación o Grupo de Oficiales Unidos, o al ATE (Asociación de Tenientes del Ejército), integrados por oficiales del Ejército de mediana y baja graduación. Sin embargo, varios historiadores de importancia, como Rogelio García Lupo y Robert Potash, han sostenido que el GOU tuvo escaso poder. El historiador Roberto Ferrero sostiene que el dúo Farrell-Perón intentaba conformar un polo «nacionalista popular» que llevara hacia una salida democrática del régimen, confrontando con el sector «nacionalista elitista» no democrático, que había sostenido a Ramírez como presidente. Con los sentimientos provocados por la guerra en Europa forja una relación epistolar con Oliverio Girondo quien tomaba posición ideológica oponiéndose al nazismo y al imperialismo inglés, sus escritor influyerón en la concepción de Perón de las relaciones exteriores.
El coronel Perón era jefe de la plana mayor de la Inspección de Tropas de Montaña (sin mando de tropa), bajo el mando del general de brigada Edelmiro J. Farrell. No ocupó ningún cargo inicialmente en el gobierno de la Revolución, pero fue llevado por Farrell como su secretario privado, quien había sido designado ministro de Guerra. El 27 de octubre de 1943, asumió como jefe del Departamento Nacional de Trabajo, en ese entonces un pequeño organismo del Estado de escasa importancia política.

### Inicios de Perón en el nuevo gobierno: la alianza con los sindicatos

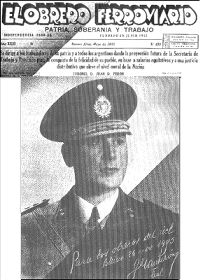
Tapa de 1945 del periódico de la Unión Ferroviaria, el principal sindicato del país desde la década de 1920. A fines de 1943, el coronel Perón estableció una alianza con un amplio grupo de sindicatos de diversas tendencias que se organizó como corriente laborista-nacionalista influyendo notablemente en el curso de la autodenominada Revolución del 43.

Perón se desempeñaba como secretario privado del general Edelmiro Farrell, quien había quedado a cargo del Ministerio de Guerra desde el 4 de junio de 1943. El 7 de junio, líderes de la CGT N.º 2, conducida por el sector socialista de Francisco Pérez Leirós y Ángel Borlenghi y los comunistas, se entrevistaron con el ministro del Interior de la dictadura para ofrecerle el apoyo sindical mediante una marcha a la Casa Rosada. El gobierno rechazó el ofrecimiento y poco después disolvió la CGT N.º 2, encarcelando a varios de sus dirigentes.
En agosto de 1943, el movimiento obrero intentó un nuevo acercamiento con Farrell esta vez a raíz de una iniciativa del poderoso sindicato Unión Ferroviaria de la CGT N.º 1, al tomar conocimiento de que uno de sus dirigentes era hermano del teniente coronel Domingo Mercante. Esas conversaciones prosperaron, y poco a poco se fueron sumando a ellas otros dirigentes sindicales y, a petición de Mercante, el coronel Juan Domingo Perón. Hasta ese momento los sindicatos habían desempeñado un papel menor en la vida política del país y estaban conducidos por cuatro corrientes: socialismo, sindicalismo revolucionario, comunismo y anarquismo. Los dos principales sindicatos eran la Unión Ferroviaria, liderada por José Domenech, y la Confederación de Empleados de Comercio, liderada por Ángel Borlenghi.
En las primeras reuniones, caracterizadas por la desconfianza, los sindicalistas propusieron a Mercante y a Perón realizar una alianza que se instalara en el pequeño Departamento Nacional de Trabajo, para desde allí impulsar la sanción y sobre todo la aplicación efectiva de las leyes laborales reclamadas largamente por el movimiento obrero, así como el fortalecimiento de los sindicatos y del propio Departamento de Trabajo. El poder y la influencia creciente de Perón provino de su alianza con un sector del sindicalismo argentino, principalmente con las corrientes sindicales socialista y sindicalista revolucionaria. Entre las primeras medidas impulsadas por Perón estuvo el pedido del congelamiento y la reducción de alquileres urbanos, a fines de agosto de 1943; en septiembre se hizo lo mismo para los arrendamientos rurales.
A partir de esa alianza y secundado por Mercante, Perón pidió que se lo designara al frente del Departamento Nacional del Trabajo, que era poco influyente entonces, hecho que sucedió el 27 de octubre de 1943. Perón designó a los líderes sindicales en los principales cargos del departamento y desde allí pusieron en marcha el plan sindical, adoptando inicialmente una política de presión sobre las empresas para que resolvieran los conflictos laborales por medio de convenios colectivos de trabajo. La vertiginosa actividad del Departamento de Trabajo ocasionó el creciente apoyo a su gestión por parte de dirigentes sindicales de todas las corrientes: socialistas, sindicalistas revolucionarios, comunistas y anarquistas, y a su vez incorporando a otros socialistas como José Domenech (ferroviario), David Diskin (empleados de comercio), Alcides Montiel (cervecero) y Lucio Bonilla (textil); sindicalistas revolucionarios provenientes de la Unión Sindical Argentina, como Luis Gay (telefónico) y Modesto Orozo (telefónico); incluso a algunos comunistas como René Stordeur (gráficos) y Aurelio Hernández (sanidad)
y hasta trotskistas como Ángel Perelman (metalúrgico).

### Secretario de Trabajo y Previsión

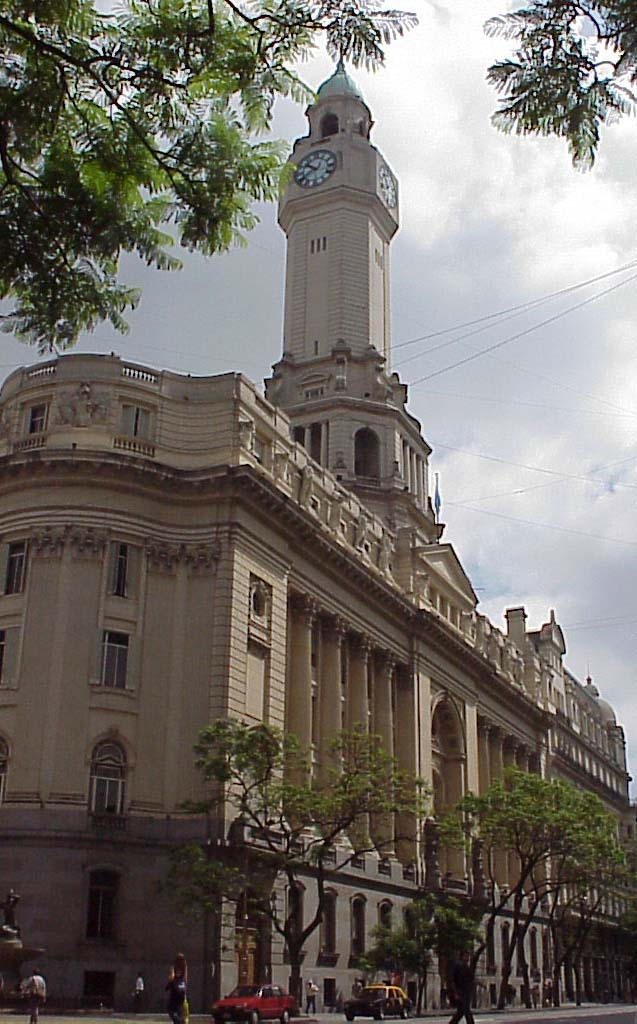
En noviembre de 1943, Perón instaló su oficina como secretario de Trabajo en la sede del Concejo Deliberante de la Ciudad de Buenos Aires (actual Palacio Legislativo).

El 27 de noviembre de 1943, un decreto ―redactado por José Figuerola y Juan Atilio Bramuglia― creaba la Secretaría de Trabajo y Previsión de la Nación; y nombraba a Perón como secretario, encabezándola.
El nuevo organismo incorporaba en su organigrama las funciones del Departamento de Trabajo y a otras reparticiones, tales como la Caja Nacional de Jubilaciones y Pensiones, la Dirección Nacional de Salud Pública y Asistencia Social, la Junta Nacional para Combatir la Desocupación, la Cámara de Alquileres, entre otras. Dependía directamente del Presidente, de modo que tenía todas las atribuciones de un ministerio; su función consistía en centralizar toda la acción social del Estado y fiscalizar el cumplimiento de las leyes laborales, para lo cual contaba con delegaciones regionales en todo el país.
Se transfirieron a la Secretaría, además, los servicios y facultades de carácter conciliatorio y arbitral, así como las funciones de policía del trabajo, los servicios de higiene industrial, los de inspección de asociaciones mutualistas y los relacionados con el trabajo marítimo, fluvial y portuario.
Como reflejo de la jerarquización administrativa de la nueva Secretaría, Perón trasladó las oficinas del antiguo Departamento ―que estaban en un pequeño edificio en Perú esquina Victoria, actual Hipólito Yrigoyen― a la sede del Concejo Deliberante de la Ciudad de Buenos Aires.
A fines de 1943, el sindicalista socialista José Domenech, secretario general de la poderosa Unión Ferroviaria, le propuso a Perón participar personalmente de las asambleas obreras. La primera asamblea sindical a la que asistió fue el 9 de diciembre de 1943 en la ciudad de Rosario, donde Domenech lo presentó como «el Primer Trabajador de la Argentina». La presentación de Domenech tendría consecuencias históricas, ya que ese título sería uno de los argumentos para que, dos años después, se aceptara la afiliación de Perón al nuevo Partido Laborista, y apareciera también como uno de los versos más destacados de la Marcha Peronista.

### Secretario de Trabajo, ministro de Guerra y vicepresidente
El 24 de febrero de 1944, Perón fue designado para el estratégico cargo de ministro de Guerra. Al día siguiente, Farrell ocupó interinamente la presidencia de la Nación, y el 9 de marzo de ese año fue nombrado por sus pares presidente de la Nación.
Cómo ministro de Guerra promovió el incremento del presupuesto de defensa para adquirir equipos y mejorar las instalaciones del Ejército y la Marina, llevó adelante la reorganización de la estructura de las fuerzas armadas. Pidió presidente restringiera el envío de militares en caso de intervención federal a las provincias y prohibió a los militares intervenir en política. Durante su ministerio el gobierno encaró una modernización de armamento y una fuerte política industrialista respondiendo a la preocupación de los militares por librarse de la dependencia de otros países en aprovisionamientos militares.
Como Secretario de Trabajo, Perón realizó una obra notable, haciendo aprobar las leyes laborales que habían sido reclamadas históricamente por el movimiento obrero argentino, entre ellas, generalización de la indemnización por despido, que existía desde 1934 para empleados de comercio, jubilaciones para empleados de comercio, Estatuto del Peón de Campo, creación de la justicia laboral, aguinaldo, eficacia real de la policía de trabajo, ya existente, para garantizar su aplicación, y por primera vez la negociación colectiva, que se generalizó como regulación básica de la relación entre el capital y el trabajo. También dejó sin efecto el decreto-ley de asociaciones sindicales sancionado por Ramírez.
De la mano con esta actividad, Perón, Mercante y el grupo inicial de sindicalistas que concretaron la alianza (los socialistas Borlenghi y Bramuglia, principalmente), comenzaron a organizar una nueva corriente sindical que iría asumiendo una identidad laborista-nacionalista.
Durante 1944, Farrell impulsó decididamente las reformas laborales que proponía la Secretaría de Trabajo. Ese año, el gobierno convocó a sindicatos y empleadores a negociar convenios colectivos, un proceso que no tenía precedentes en el país. Ese año se firmaron 123 convenios colectivos que alcanzaban a más de 1,4 millones de obreros y empleados, y al año siguiente (1945) se firmarían otros 347 convenios, que cubrirían a 2,2 millones de trabajadores.
La Secretaría de Trabajo y Previsión comenzó a hacer realidad el programa histórico del sindicalismo argentino: se sancionó el Decreto 33 302/43, extendiendo a todos los trabajadores las indemnizaciones por despido que ya tenían los empleados de comercio; se sancionó el Estatuto del Periodista; se creó el Hospital Policlínico para trabajadores ferroviarios; se prohibieron las agencias privadas de colocaciones y se crearon escuelas técnicas orientadas a obreros. El 8 de julio de 1944, Perón fue designado vicepresidente de la Nación, manteniendo los cargos de ministro de Guerra y secretario de Trabajo.
El 18 de noviembre de 1944, se anunció la promulgación del Estatuto del Peón de Campo (Decreto-Ley N.º 28 194) sancionado el mes anterior, modernizando la situación semifeudal en que aún se encontraban los trabajadores rurales, alarmando a los grandes estancieros (latifundistas) que controlaban las exportaciones argentinas. El 30 de noviembre se establecieron los tribunales de trabajo, resistidos por el sector patronal y los grupos conservadores. Esta normativa fijó por primera vez, para todo el territorio de la república, condiciones de trabajo humanitarias para los asalariados rurales no transitorios, entre ellas: salarios mínimos, descanso dominical, vacaciones pagas, estabilidad, condiciones de higiene y alojamiento. Este decreto fue ratificado por la Ley 12 921 y reglamentado por el Decreto 34 147 del año 1949. De esta forma se fortaleció el poder de negociación de los sindicatos rurales, estableció el Estatuto del Tambero-Mediero, respaldó públicamente y se comprometió a mantener la rebaja obligatoria del precio de los arrendamientos y la suspensión de los desalojos, y trasladó al Consejo Agrario Nacional al ámbito de la Secretaría de Trabajo y Previsión, desde donde se llevaron adelante algunas expropiaciones. Perón sostendría: «La tierra no debe ser un bien de renta, sino un bien de trabajo».
El 4 de diciembre, se aprobó el régimen de jubilaciones para empleados de comercio, que fue seguido por una manifestación sindical de apoyo a Perón, la primera en su apoyo y en la que habló en un acto público, organizada por el socialista Ángel Borlenghi, secretario general del sindicato, reuniendo una enorme multitud estimada en 200 000 personas.
Ese mismo año se creó la Dirección Nacional de Salud, dependiente del Ministerio del Interior, que pasó a administrar el Fondo de Ayuda Federal destinado a compensar los desequilibrios de las jurisdicciones en materia sanitaria, y por medio de las Delegaciones Regionales ejerció influencia sobre la salud pública de las provincias y gobernaciones del país. Mediante la resolución 30 655/44 por la que se impulsó la atención médica gratuita en las fábricas con responsabilidad de la empresa, se apoyaron políticas para que los sindicatos desarrollaran el seguro social como complementario de la acción estatal y se crearon servicios hospitalarios bajo control de los gremios de la industria azucarera, ferroviarios y del vidrio, entre otros.
Paralelamente, aumentaba la sindicalización de los trabajadores: mientras que en 1941 había 356 sindicatos con 441 412 miembros, en 1945 esa cantidad había aumentado a 969 sindicatos con 528 523 miembros, en su mayoría «nuevos» trabajadores, étnicamente distintos de los inmigrantes de las décadas anteriores, provenientes de la migración masiva que estaba sucediendo desde el interior del país y países limítrofes a las ciudades, especialmente al Gran Buenos Aires. Se los empezó a llamar despectivamente «morochos», «grasas», «negros», «negras» y «cabecitas negras» por las clases medias y altas, y también por algunos de los trabajadores industriales «viejos», descendientes de la inmigración europea.
La Secretaría de Trabajo, con el apoyo de un sector cada vez más importante de sindicalismo, estaba reconformando masivamente la cultura que sostenía las relaciones laborales, caracterizada hasta ese momento por el predominio del paternalismo característico de la estancia. Un exponente del sector patronal opuesto a las reformas laborales «peronistas» sostenía por entonces que lo más grave de las mismas era que los trabajadores habían «comenzado a mirar a los ojos» a sus empleadores.
En ese contexto de transformación cultural referido al lugar de los trabajadores en la sociedad, la clase obrera se ampliaba constantemente debido a la industrialización acelerada del país. Esta gran transformación socioeconómica fue la base del nacionalismo laborista que tomó forma entre la segunda mitad de 1944 y la primera mitad de 1945 y que adoptaría el nombre de peronismo. Jugó un rol central en la sanción del decreto-ley 1740/45 fijando el régimen de vacaciones para los obreros industriales y la creación de la Justicia Nacional del Trabajo. Por decreto N.º 33302 del 20 de diciembre de 1945 se crea el «Instituto Nacional de Remuneraciones», se otorga un aumento salarial y se instituye, por primera vez, el sueldo anual complementario o aguinaldo. Perón representaba a la línea de mayor apertura ante los problemas sociales. A través de la Secretaría de Trabajo y Previsión, creada por iniciativa de Perón, se produjeron cambios fundamentales tendientes a establecer una relación más fuerte con el movimiento obrero, y se sancionaron una serie de reformas en la legislación laboral como el Estatuto del Peón, que estableció un salario mínimo y procuró mejorar las condiciones de alimentación, vivienda y trabajo de los trabajadores rurales, y también se estableció el seguro social y la jubilación, que benefició a 2 millones de personas. Además, se crearon Tribunales de Trabajo, cuyas sentencias, en líneas generales, resultaron favorables a las demandas obreras (entre ellas, la fijación de mejoras salariales y el establecimiento del aguinaldo para todos los trabajadores), y se reconocieron la asociaciones profesionales, con lo cual el sindicalismo obtuvo una mejora sustancial de su posición en el plano jurídico. También otorga nuevos derechos como indemnizaciones, vacaciones pagas, licencias, prevención de accidentes de trabajo, capacitación técnica, etcétera. Asimismo, entre los años 1936 a 1940, los sindicatos habían firmado solo 46 convenios colectivos de trabajo, y tan solo entre los años 1944 y 1945 rubricaron más de 700. El 2 de octubre de 1945 se dicta la Ley de Asociaciones Profesionales, por la cual los sindicatos son declarados entidades de bien público. Los trabajadores obtienen así el reconocimiento de sus derechos, se les da apoyo legal y cuentan con el estado como respaldo.

## 1945
1945 fue uno de los años más trascendentes de la historia de la Argentina.
Se inició con la obvia intención de Farrell y Perón de preparar el ambiente para declarar la guerra a Alemania y Japón, el rol de Perón en esta decisión debe ser señalado. El 26 de enero de 1944, el Gobierno argentino había roto las relaciones diplomáticas con Alemania y Japón ―Italia estaba ocupada por los aliados―: «Declárase el estado de guerra entre la República Argentina y el Imperio del Japón», y recién en el artículo 3 se le declaraba la guerra a Alemania. El 20 de marzo, el encargado de negocios británico Alfred Noble se reunió con Perón para subrayar la necesidad de dar aquel paso. Pero existía oposición dentro del Ejército y la opinión pública se encontraba dividida en torno a declarar la guerra o no, sin embargo tomó medidas tendientes a mejorar su imagen: cese total del intercambio comercial con los países del Eje, cierre de publicaciones pronazis, intervención de empresas alemanas, arresto de un número importante de espías nazis o sospechosos de serlo.
Ya en octubre del año anterior Argentina había solicitado una reunión a la Unión Panamericana para considerar un rumbo de acción común. Seguidamente, la alianza de Perón con los sindicatos fue desplazando al sector nacionalista de derecha que estaba instalado en el Gobierno desde el golpe de 1943: el ministro de Relaciones Exteriores Orlando L. Peluffo, el interventor de Corrientes David Uriburu, y sobre todo el general Juan Sanguinetti, desplazado del crucial cargo de interventor de la provincia de Buenos Aires que, luego de un breve interregno, fue asumido por Juan Atilio Bramuglia, el abogado socialista de la Unión Ferroviaria, integrante del sector sindical que inició el acercamiento del movimiento obrero a Perón.
En febrero, Perón realizó un viaje secreto a Estados Unidos para convenir la declaración de guerra, el cese del bloqueo, el reconocimiento al gobierno argentino y la adhesión de este a la Conferencia Interamericana de Chapultepec, la cual estaba prevista para el 21 de febrero de ese año.
Poco después, renuncia el nacionalista de derecha Rómulo Etcheverry Boneo al Ministerio de Educación y es reemplazado por Antonio J. Benítez, un hombre del grupo de Farrel-Perón.
El 27 de marzo, al mismo tiempo que la mayor parte de los países latinoamericanos, Argentina le declaró la guerra a Alemania y Japón y una semana después firmó el Acta de Chapultepec, quedando habilitada a participar en la Conferencia de San Francisco que fundó las Naciones Unidas el 26 de junio de 1945, integrando el grupo de los 51 países fundadores.
Simultáneamente, el gobierno comenzó un giro para la realización de elecciones. El 4 de enero el ministro del Interior almirante Tessaire, anunció la legalización del Partido Comunista. Se prohibieron los diarios pronazis Cabildo y El Pampero, y se ordenó el cese de los interventores universitarios para volver al sistema reformista de autonomía universitaria, a la vez que se restituía a los profesores cesados.

### Peronismo y antiperonismo

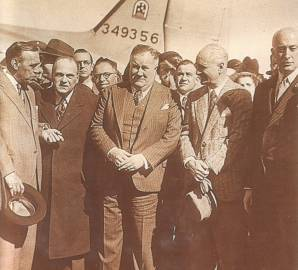
Spruille Braden, el nuevo embajador de Estados Unidos en la Argentina, llegó a Buenos Aires el 19 de mayo de 1945. Fue el principal organizador del antiperonismo.

La característica principal del año 1945 en la Argentina sería la radicalización de la situación política entre peronismo y antiperonismo, impulsada en gran medida por Estados Unidos, por medio de su embajador, Spruille Braden. En adelante la población argentina quedaría dividida en dos bandos frontalmente enfrentados: los partidarios de Perón, que eran mayoría en la clase obrera, y los no peronistas, que eran mayoritarios en la clase media (sobre todo porteña) y la clase alta.
El 19 de mayo llegó a Buenos Aires Spruille Braden, el nuevo embajador estadounidense, quien se desempeñaría en el puesto hasta noviembre del mismo año. Braden era uno de los dueños de la empresa minera Braden Copper Company de Chile, partidario de la política imperialista dura del «Gran Garrote»; tenía una posición abiertamente antisindical y se oponía a la industrialización de la Argentina. Con anterioridad había desempeñado un papel relevante en la Guerra del Chaco entre Bolivia y Paraguay, preservando los intereses de la Standard Oil y en Cuba (1942) operando para que rompiera relaciones con España.
Con posterioridad se desempeñó como Subsecretario de Asuntos Latinoamericanos de Estados Unidos y comenzó a trabajar como lobbista pagado de la United Fruit Company, impulsando el golpe de Estado contra Jacobo Arbenz en Guatemala en 1954.
Según el embajador británico, Braden tenía «la idea fija de que había sido elegido por la Providencia para derrocar al régimen Farrell-Perón». Desde un primer momento, Braden comenzó públicamente a organizar y coordinar a la oposición, exacerbando el conflicto interno. El historiador radical Félix Luna dice que la aparición del antiperonismo fue previa a la aparición del peronismo. La Bolsa de Comercio y la Cámara Argentina de Comercio lanzan Manifiesto del Comercio y la Industria junto con 321 organizaciones patronales, criticando la política laboral del Secretario de Trabajo, ya que estaba creando «un clima de recelos, de provocación y de rebeldía, que estimula el resentimiento, y un permanente espíritu de hostilidad y reivindicación».
El movimiento sindical, en el que aún no predominaba el apoyo abierto a Perón, reaccionó rápidamente en defensa de la política laboral y el 12 de julio la CGT organizó un multitudinario acto bajo el lema «Contra la reacción capitalista». Según Félix Luna, esa fue la primera vez que los trabajadores comenzaron a identificarse como «peronistas».
El antiperonismo adoptó la bandera de la democracia y criticó duramente las que llamaba actitudes antidemocráticas del peronismo; este por su parte tomó como bandera la justicia social y criticaba duramente el desprecio por los trabajadores de sus adversarios. El movimiento estudiantil expresaba su oposición con la consigna «no a la dictadura de las alpargatas»
y el movimiento sindical y las manifestaciones obreras que apoyaban las leyes laborales que iba promoviendo Perón contestaban «alpargatas sí, libros no».
El 19 de septiembre de 1945, la oposición apareció unida en una enorme manifestación de más de 200 000 personas, denominada la Marcha de la Constitución y la Libertad, que se dirigió del Congreso al barrio de la Recoleta, encabezada por cincuenta personalidades de la oposición, entre ellos los radicales José P. Tamborini, Enrique Mosca, Ernesto Sammartino y Gabriel Oddone, el socialista Nicolás Repetto, los radicales antipersonalistas José M. Cantilo y Diógenes Taboada, el conservador (PDN) Laureano Landaburu, los demócratas cristianos Manuel Ordóñez y Rodolfo Martínez, el filocomunista Luis Reissig, el demócrata progresista Juan José Díaz Arana, y el rector de la UBA Horacio Rivarola.
Se ha dicho que la manifestación estaba mayoritariamente integrada por personas de clase media y alta, lo que resulta históricamente indiscutible,
pero ello no invalida el significado histórico de su amplitud social y su pluralidad política. La marcha impactó de lleno en el poder de Farrell-Perón y desencadenó una sucesión de planteos militares contra la permanencia de Perón en el gobierno que se concretaron el 8 de octubre, cuando ante una votación adversa de los oficiales de Campo de Mayo, que estaba al mando del general Eduardo J. Ávalos ―uno de los líderes del GOU―, con apoyo del radicalismo a través de Amadeo Sabattini, Perón presentó la renuncia a todos sus cargos. El 11 de octubre Estados Unidos le pidió a Gran Bretaña que dejara de comprar bienes argentinos durante dos semanas para producir la caída del gobierno.
El 12 de octubre, Perón fue detenido y llevado a la Isla Martín García. En ese momento, los líderes del movimiento opositor tuvieron el país y el gobierno a su disposición. «Perón era un cadáver político»
y el gobierno, presidido formalmente por Farrell, estaba en realidad en manos del general Eduardo Ávalos, quien asumió como ministro de Guerra en reemplazo de Perón y sólo pretendía entregar el poder a los civiles lo antes posible.
Perón fue reemplazado en la vicepresidencia por el ministro de Obras Públicas general Juan Pistarini, quien mantuvo los dos cargos, mientras que el jefe de la Marina contralmirante Héctor Vernengo Lima asumió la titularidad del Ministerio de Marina. La tensión llegó a un punto tal que el líder radical Amadeo Sabattini fue abucheado por nazi en la Casa Radical, un gigantesco acto civil atacó el Círculo Militar (12 de octubre) y un comando paramilitar llegó a planear el asesinato de Perón.
La Casa Radical de la calle Tucumán en Buenos Aires se había convertido en el centro de deliberaciones de la oposición. Pero los días pasaron sin que se tomara ninguna resolución, llegando muchas veces a impulsar el revanchismo patronal. El día martes 16 de octubre era día de pago:

Al ir a cobrar la quincena, los obreros se encontraron con que el salario del feriado 12 de octubre no se pagaba, a pesar del decreto firmado días antes por Perón. Panaderos y textiles fueron los más afectados por la reacción patronal. ―¡Vayan a reclamarle a Perón!― era la sarcástica respuesta.

Organizaciones como la Federación Universitaria de Buenos Aires, la Federación Universitaria Argentina y el Colegio de Abogados participaron en algunos casos en actividades golpistas y terroristas.

### El 17 de octubre

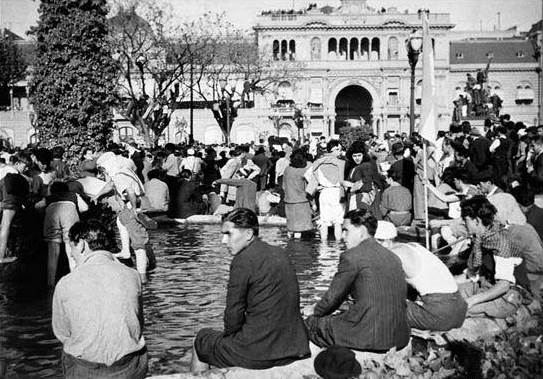
Foto histórica conocida como Las patas en la fuente durante la manifestación en Plaza de Mayo del 17 de octubre de 1945.

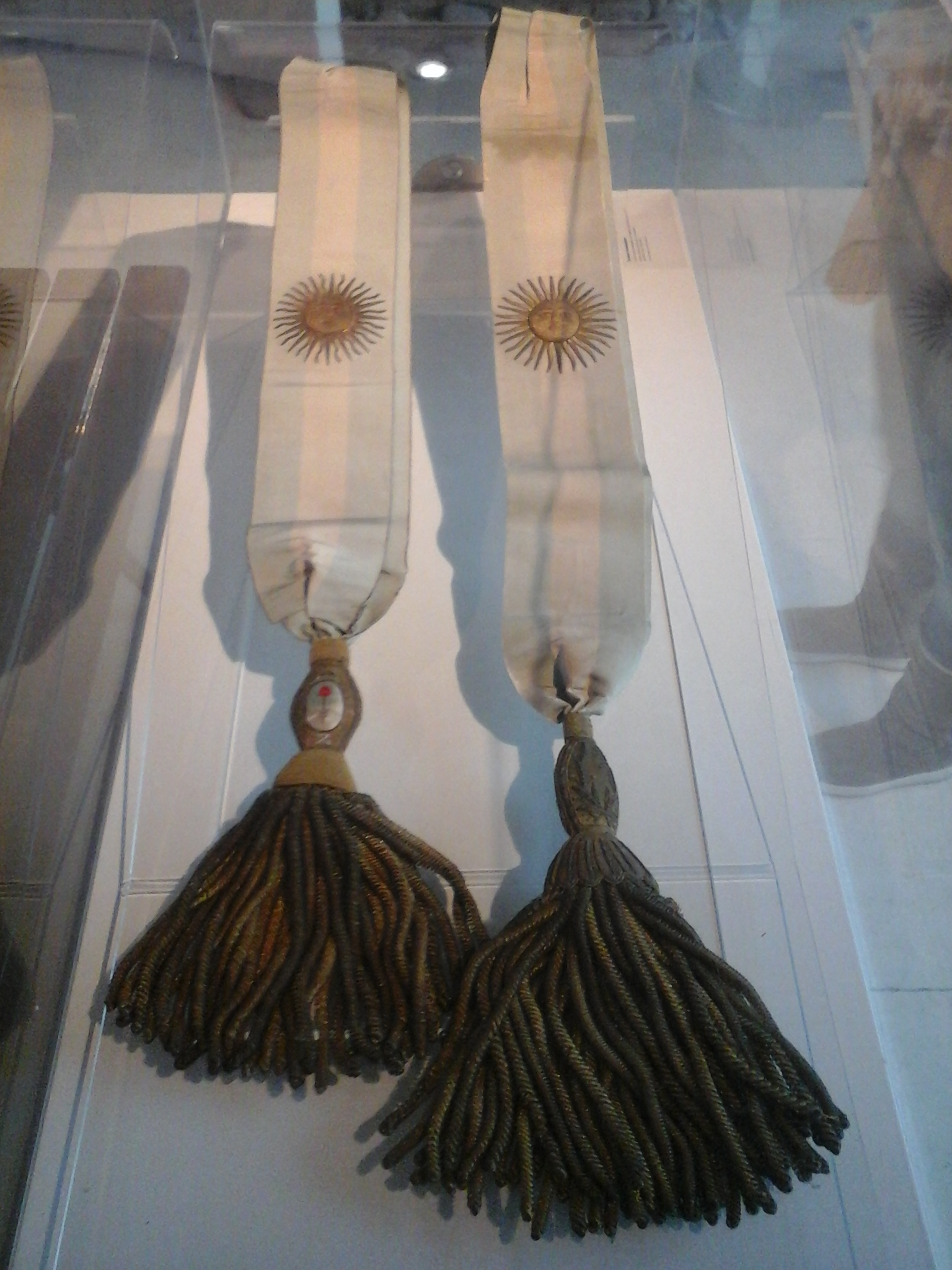
Banda de Perón, expuesta en el Museo del Bicentenario.

El miércoles 17 de octubre de 1945, se produjo una masiva movilización de entre 300 000 (según cálculos de Félix Luna) y 500 000 personas, la mayoría trabajadores de sectores muy humildes, que ocuparon la Plaza de Mayo exigiendo la libertad de Perón. En la misma jugaron un papel decisivo los dirigentes sindicales, los metalúrgicos Ángel Perelman y Patricio Montes de Oca, Alcides Montiel del gremio cervecero, Cipriano Reyes del gremio de la carne, dirigentes de base de la CGT, que iban recorriendo las fábricas incitando a los trabajadores a abandonar el trabajo para marchar coreando consignas en favor de Perón por las calles principales hacia el centro de la Capital Federal, y activistas como la escritora uruguaya Blanca Luz Brum. Previamente, en la madrugada del día 17, comenzó una movilización de los trabajadores de La Boca, Barracas, Parque Patricios y de los barrios populares del oeste de Capital Federal así como de las zonas industriales de sus alrededores. Fue muy importante también el número de trabajadores que salió de Berisso, localidad cercana a La Plata. La acción estaba apenas coordinada por algunos dirigentes gremiales que habían estado agitando los días anteriores, y la principal fuerza de impulso provenía de esas mismas columnas que mientras marchaban retroalimentaban el movimiento.
El presidente Edelmiro J. Farrell mantuvo una actitud prescindente. Los sectores más antiperonistas del gobierno, como el almirante Vernengo Lima, propusieron abrir fuego contra los manifestantes. El nuevo hombre fuerte del gobierno militar, el general Eduardo Ávalos, se mantuvo pasivo, esperanzado que la manifestación se disolviera sola, y se negó a movilizar las tropas. Finalmente, ante la contundencia de la presión popular, negociaron con Perón y pactaron las condiciones: Perón hablaría a los manifestantes para tranquilizarlos, no haría referencia a su detención y obtendría que se retiraran y por otra parte el gabinete renunciaría en su totalidad y Ávalos solicitaría su retiro; Perón también se retiraría y no volvería a detentar ningún cargo pero a cambio exigiría que el gobierno convocara a elecciones libres para los primeros meses de 1946.
A las 23:10 Perón salió a un balcón de la Casa de Gobierno y habló a los trabajadores mientras celebraban el triunfo. Anunció su retiro del Ejército, celebró la «fiesta de la democracia» y antes de pedir que volvieran pacíficamente a sus casas con cuidado de no dañar a las mujeres presentes dijo:

Muchas veces he asistido a reuniones de trabajadores. Siempre he sentido una enorme satisfacción: pero desde hoy, sentiré un verdadero orgullo de argentino, porque interpreto este movimiento colectivo como el renacimiento de una conciencia de trabajadores, que es lo único que puede hacer grande e inmortal a la Patria… Y recuerden trabajadores, únanse y sean más hermanos que nunca. Sobre la hermandad de los que trabajan ha de levantarse nuestra hermosa Patria, en la unidad de todos los argentinos.
Juan Domingo Perón, 17 de octubre de 1945

### Elecciones de 1946

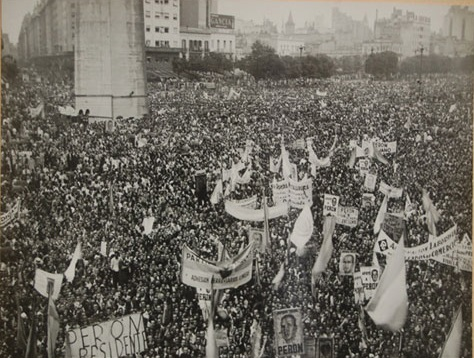
Proclamación de la fórmula Perón-Quijano, el 10 de febrero de 1946.

Tras un corto lapso de descanso, durante el cual contrajo matrimonio con Eva Duarte en Junín (provincia de Buenos Aires) y su amigo Mercante asumía la conducción de la Secretaría de Trabajo y Previsión, el 22 de octubre Perón comenzó la campaña política que culminaría siendo elegido presidente en las elecciones del 24 de febrero de 1946. El sector de la Unión Cívica Radical, que lo apoyaba, formó la UCR Junta Renovadora, a la cual se sumaron el Partido Laborista y el Partido Independiente; por su parte, la organización radical FORJA se disolvió para sumarse al movimiento peronista.
Un rol activo en la campaña cumpliría la Sociedad Rural Argentina (SRA), contando con el respaldo activo de Spruille Braden, embajador de Estados Unidos en Argentina. Durante la campaña se produjeron dos hechos que afectaron profundamente el resultado, por un lado el descubrimiento de un importante cheque entregado por una organización patronal como contribución a la campaña de la Unión Democrática. El segundo fue el involucramiento en cuestiones internas del Departamento de Estado de los Estados Unidos ―a instancias del embajador Braden― en la campaña electoral a favor de la fórmula Tamborini-Mosca.
Al mismo tiempo, salió a la luz que Raúl Lamuraglia, un hombre de negocios, había financiado la campaña de la Unión Democrática, a través de millonarios cheques del Bank of New York que habían tenido como destino sostener el Comité Nacional de la Unión Cívica Radical y a sus candidatos José Tamborini y Enrique Mosca. Posteriormente, en 1951, el empresario aportó recursos para apoyar el golpe de Estado fallido del general Benjamín Menéndez contra Perón, y en junio de 1955 financió el bombardeo de Plaza de Mayo.
En 1945, la embajada de Estados Unidos dirigida por Spruille Braden promovió la unificación de la oposición en un frente antiperonista, que incluyó a los partidos Comunista, Socialista, Unión Cívica Radical, Demócrata Progresista, Conservador, la Federación Universitaria Argentina (FUA), la Sociedad Rural (terratenientes), la Unión Industrial (grandes empresas), la Bolsa de Comercio, y los sindicatos opositores. Durante su breve gestión como embajador, y valiéndose de un excelente dominio del idioma castellano, Braden actuó como un líder político de la oposición, en una evidente violación del principio de no intervención en los asuntos internos de un país extranjero. Braden propició en 1946, pocos días antes de las elecciones, la publicación de un informe denominado «El Libro Azul», acusando al gobierno militar como al anterior ―la presidencia de Castillo― de colaborar con las potencias del Eje, de acuerdo a documentos recopilados por el Departamento de Estado estadounidense. Como respuesta, los partidos políticos que sostenían la candidatura presidencial de Perón, publicaron un libro de respuesta que se tituló «El Libro Azul y Blanco», que instaló hábilmente la consigna Braden o Perón.
En medio de la campaña electoral de 1946, sectores ligados a la Sociedad Rural Argentina, la sección local de la Unión Cívica Radical y el Partido Liberal de Corrientes, planearon un atentado contra su vida en Corrientes. El día 3 de febrero de 1946, este grupo, ante la marcha de Perón por las calles de Goya, se posicionó sobre los techos con armas. Desde un vehículo en el que viajaban los liberales Bernabé Marambio Ballesteros, Gerardo Speroni, Juan Reynoldi y Ovidio Robar, dispararon con armas de fuego a la gente que desde el puerto, enterada de la noticia, marchaba hacia el centro para repudiar el intento de asesinato.
La Unión Democrática apoyó el Libro azul y la inmediata ocupación de Argentina por fuerzas militares lideradas por Estados Unidos; adicionalmente, exigió la inhabilitación legal de Perón para ser candidato. Esto, sin embargo, no sucedió y solo sirvió para destruir las posibilidades de triunfo de la Unión Democrática. Perón a su vez publicó el Libro azul y blanco e hizo público un eslogan que establecía una disyuntiva contundente, «Braden o Perón», que tuvo una fuerte influencia en la opinión pública al momento de votar.
El apoyo popular, organizado por el Partido Laborista y la UCR Junta Renovadora, le dio la presidencia a Perón. En las elecciones del 24 de febrero de 1946, siendo derrotado únicamente en Córdoba, Corrientes, San Juan y San Luis, Perón se impuso con un 52,84 % de los votos, mientras que Tamborini se colocó en segundo lugar, con el 42,87 % de los votos, diez puntos por debajo del peronismo. En el Colegio Electoral (no existía el voto directo), Perón recibió 299 votos electorales contra solo 66 de Tamborini. La Unión Democrática colapsó al momento de su derrota y nunca volvió a unirse, mientras que los partidos aliados de Perón se unificaron en el Partido Peronista a finales de ese año.
A diferencia de las elecciones celebradas durante la «Década Infame», las elecciones de febrero de 1946 fueron reconocidas como absolutamente limpias por los propios dirigentes y diarios opositores.
Algunos medios opositores se negaron a publicar el resultado, una vez realizado los comicios presidenciales. El diario La Prensa no dio a conocer la noticia de que Perón había resultado elegido presidente. Tardó más de un mes en imprimir la novedad, de modo indirecto, publicando una cita del New York Times que daba por hecho que Perón había ganado las elecciones presidenciales. Al transmitirse el poder, el diario realizó la crónica del hecho sin mencionar ninguna vez a Perón.

## Primera presidencia (1946-1952)

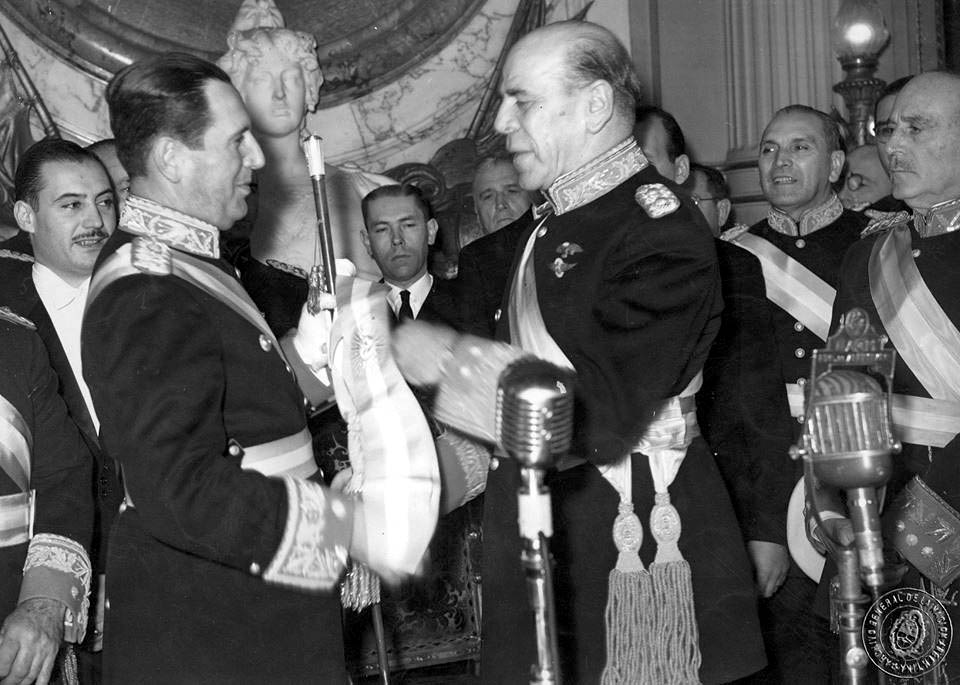
El presidente de facto saliente, Edelmiro Farrell entrega los atributos del mando presidencial a Juan Domingo Perón, el 4 de junio de 1946. Con esta ceremonia, Perón inauguraba oficialmente su primera presidencia.

El primer período presidencial de Juan Domingo Perón se extendió entre el 4 de junio de 1946 y el 4 de junio de 1952. Entre las acciones más destacadas se encuentra la conformación de un extenso estado de bienestar, con eje en la creación del Ministerio de Trabajo y Previsión Social y la Fundación Eva Perón, una amplia redistribución de la riqueza a favor de los sectores más postergados, el reconocimiento de los derechos políticos de las mujeres, una política económica que impulsó la industrialización y la nacionalización de sectores básicos de la economía y una política exterior de alianzas sudamericanas apoyada en el principio de la tercera posición. En el mismo período se realizó una reforma constitucional que sancionó la llamada Constitución de 1949.
En el ámbito partidario se unificaron los tres partidos que habían sostenido su candidatura ―Laborista, UCR-JR e Independiente― en el Partido Peronista y apoyó la fundación del Partido Peronista Femenino en 1949.

### Política económica
Durante el gobierno de Perón se profundizó la política de sustitución de importaciones mediante el desarrollo de la industria ligera que se venía impulsando desde la década anterior. Perón también invirtió fuertemente en la agricultura, especialmente en la siembra de trigo. Durante esta época el sector agropecuario se modernizó, a partir del desarrollo de la industria siderúrgica y petroquímica, se impulsó la tecnificación y la provisión de fertilizantes, plaguicidas y maquinarias, de forma que se incrementó la producción y eficiencia agropecuaria.
Los cuatro pilares del primer discurso económico peronista fueron: «mercado interno», «nacionalismo económico», «rol preponderante del Estado» y «papel central de la industria». El Estado cobró creciente importancia como regulador de la economía en todos sus mercados, incluido el de bienes, y también como proveedor de servicios.
En 1946, con Perón ya convertido en presidente electo, se nacionalizó el Banco Central de la República Argentina, mediante el decreto ley 8503/46.
Simultáneamente, tuvo lugar una política de asignación discrecional del crédito, mediante la conformación de bancos oficiales especializados: el recién creado Banco de Crédito Industrial apoyó la actividad de la «industria y la minería», el Banco Nación lo hizo con el «agro y el comercio», el Banco Hipotecario Nacional financió la «construcción de viviendas», y la Caja Nacional de Ahorro Postal los «créditos de consumo». La Caja fue además el organismo al que se asignó el impulso de la «captación del pequeño ahorro» surgido de las nuevas políticas distributivas.
El valor de la tasa activa difería según el destino de los créditos. Todos los depósitos de los bancos públicos y privados fueron nacionalizados. El período 1947-1951 indica una tendencia a la baja en las tasas de interés ―en consonancia con la estabilidad económica― y una marcada disminución de la deuda externa que se salda completamente en 1952, con el pago de más de 12 000 millones de m$n pertenecientes a las dos últimas cuotas semestrales del empréstito argentino-británico contenido en el convenio Roca-Runciman (1933).
Con esta medida, sumada al «control absoluto de la emisión monetaria» (en virtud de la nacionalización del BCRA), el Estado obtuvo la hegemonía de las fuentes de creación de dinero del sistema. Asimismo asumió la garantía total de los depósitos bancarios.
La activa participación del Estado en la actividad económica, sumada a la política salarial distributiva y a la recapitalización de la industria que había estado imposibilitada de equiparse durante todo el periodo de guerra, presionaron sobre la demanda global.
El conjunto de medidas tomadas denota claramente un fuerte estímulo al consumo, en detrimento del ahorro, para este subperiodo. [cita requerida]Pese a la aparición de una incipiente inflación, la demanda de dinero permanece alta durante toda la etapa, aunque con tendencia declinante a partir de 1950.
Ante la falta de divisas, producto del estancamiento del sector primario, con las que se importaban los bienes de capital e insumos necesarios para el proceso de industrialización, en 1946 Perón nacionalizó el comercio exterior mediante la creación del Instituto Argentino para la Promoción del Intercambio (IAPI) que significaba el monopolio estatal del comercio exterior. Este le permitió al Estado obtener recursos que utilizó para redistribuir hacia la industria. Dicho intercambio intersectorial del sector agrario a la industria, provocó conflictos con algunas asociaciones patronales agropecuarias, en especial la Sociedad Rural Argentina.

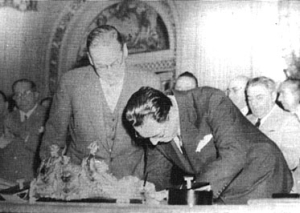
Perón firmando la escritura por la cual todos los ferrocarriles pasaron a manos del Estado.

En 1947 anunció un Plan Quinquenal para fortalecer las nuevas industrias creadas, y comenzar con la industria pesada (siderurgia y generación de energía eléctrica en San Nicolás y en Jujuy). Perón afirmaba que la Argentina había obtenido en 1810 la libertad política, pero no la independencia económica. La industrialización diversificaría y complejizaría la matriz productiva (Scalise, Iriarte, s.d) y esto, a su vez, permitiría a la Argentina trascender al rol asignado en la División Internacional del Trabajo. El Plan buscaba transformar la estructura socioeconómica; reducir la vulnerabilidad externa (disminuyendo la deuda y nacionalizando los servicios públicos); mejorar el nivel de vida (mediante redistribución y obras públicas en sanidad, educación y vivienda); acelerar la capitalización industrial y desarrollar el sistema financiero local (para estabilizar la balanza de pagos). Así, el Estado asume una participación activa en la economía.
Ese mismo año creó la Sociedad Mixta Siderúrgica Argentina (Somisa), designando a su frente al general Manuel Savio y la empresa Agua y Energía Eléctrica. En 1948 el Estado nacionalizó los ferrocarriles, en su mayoría propiedad de capitales ingleses, y creó la empresa Ferrocarriles Argentinos. También en 1948 creó la Empresa Nacional de Telecomunicaciones (ENTel). En 1950 creó Aerolíneas Argentinas, la primera empresa argentina de aviación.
En el área del desarrollo de la ciencia y tecnología inició el desarrollo de energía nuclear con la creación de la Comisión Nacional de Energía Atómica en 1950, con científicos como José Antonio Balseiro y Mario Báncora quienes sentaron las bases del plan nuclear argentino.
En el sector aeronáutico se dio gran impulso a la producción nacional a través de la Fábrica Militar de Aviones, la primera fábrica de aviones de Latinoamérica, creada en 1927 por el presidente radical Marcelo T de Alvear, destacándose el desarrollo de aviones de reacción mediante el Proyecto Pulqui dirigido por el ingeniero alemán Kurt Tank. En Europa se contrató a unos 750 obreros especialistas, dos equipos de diseñadores alemanes dirigidos por Reimar Horten, un equipo italiano a cargo de Cesare Pallavecino y al ingeniero francés Emile Dewoitine. Estos equipos, junto con ingenieros y técnicos argentinos, serían los encargados de proyectar los aviones de reacción Pulqui I y Pulqui II, el bimotor Justicialista del Aire, luego rebautizado I.Ae. 35 Huanquero, alas volantes Horten, etc. Asimismo, San Martín gestionó el ingreso al país de un importante grupo de profesores del Politécnico de Turín, con los cuales se creó la Escuela de Ingeniería de la Fuerza Aérea Argentina. Este personal académico también formó parte del claustro de la Facultad de Ingeniería de la Universidad de Córdoba. También se fabricaron los aviones I.Ae. 22 DL de entrenamiento avanzado, el I.Ae. 24 Calquín de bombardeo y ataque, el I.Ae. 23 de entrenamiento primario, el bimotor de caza I.Ae. 30 Ñancú. Completan ese período el planeador de asalto I.Ae. 25 Mañque, el motor de aviación «El Gaucho», el cohete teledirigido AM-1 Tábano y aeronaves de instrucción elemental y de uso civil: el Colibrí, el Chingolo, y el F.M.A. 20 Boyero. La concreción de estos proyectos aeronáuticos motivó la formación de una importante red de proveedores de partes de alta calidad, y como consecuencia, la creación del parque industrial que fue la base del posterior desarrollo y despegue industrial de Córdoba.
Cumplidos los tres primeros años de gobierno, se agota la fase clásica del proceso de sustitución de importaciones y concluye la fase expansiva de la política económica apoyada en el crecimiento de la demanda global y la redistribución del ingreso.
La reactivación posterior a la Segunda Guerra Mundial produjo que los países europeos compraran las cosechas argentinas debido al crecimiento en las áreas sembradas con cereales, especialmente en la pampa húmeda y la modernización de la agricultura.
La crisis política que comienza en este período tiene sus orígenes en el sector externo, con la caída de las importaciones y exportaciones en un 33 %, y apoyada en la estrepitosa caída de las reservas que descendieron a 150 millones de dólares cuando al comienzo de la gestión habían alcanzado niveles de 1500 millones de dólares.[cita requerida] Este escenario tenía un gran atenuante: «El estrangulamiento de la capacidad productiva» fruto de la insuficiente capitalización de la estructura productiva. Además, es importante destacar la caída en la producción agropecuaria de los años 1951-1952 generada por los efectos de las sequías.
El Gobierno sostiene su política monetaria, fiscal y salarial expansiva, pero la presión de la demanda global sobre una economía con menor cantidad de bienes y servicios disponibles enerva las presiones inflacionarias hasta que en el año 1951, se llega a un récord inflacionario en nuestro país para lo que iba del siglo XX. El costo de vida se elevó un 37 % y los precios mayoristas un 48 %.

### Política educativa

#### Enseñanza primaria y secundaria
Durante el gobierno peronista el número de inscriptos en las escuelas primarias y secundarias creció a tasas superiores a la de los años anteriores, mientras que en 1946 hubo 2 049 737 alumnos inscriptos en las escuelas primarias y 217 817 en las secundarias, para el año 1955 fueron 2 735 026 y 467 199 respectivamente.
La enseñanza religiosa en las escuelas primarias y secundarias que venía de la presidencia de Ramírez fue abolida el 16 de diciembre de 1954 en el marco del conflicto con la Iglesia católica.
Uno de los motivos de irritación de los opositores fue la introducción en los textos escolares de dibujos, fotografías y textos laudatorios de Perón y Evita tales como «¡Viva Perón! Perón es un buen gobernante. Perón y Evita nos aman» y otros similares. El libro La razón de mi vida de Eva Perón fue obligatorio en el nivel primario y secundario, y en la escuela secundaria se introdujo la materia «Cultura Ciudadana».
En 1951 se aprueba la ley 13 031, que reformó profundamente la educación pública argentina. La nueva norma estipulaba la  función social de la universidad. Se rechaza que la institución de educación superior sea un ámbito exclusivo de acumulación y transformación del saber y se propende a que se incorpore como promotora del desarrollo del país.
Tras quince años de democracias restringidas e intervenciones, en 1946 el Congreso sancionó una nueva Ley de Educación Superior que puso a las universidades bajo la órbita de las reglas de una democracia sin proscripción. Se incorporaban diversos postulados de la Reforma Universitaria, como la definición de la extensión y la participación directa de los estudiantes; esta ley profundizaba la participación estudiantil en el gobierno de las Facultades, otorgándoles el derecho al voto: los alumnos eran representados en la Asamblea Universitaria por medio de un representante sorteado entre los mejores promedios de los últimos años. El Estado se comprometía a otorgar becas para estudiantes que contasen con méritos y fuesen hijos de familias de obreros. Estas becas servían para costear los aranceles de las universidades, que no serían gratuitas hasta 1949.
El crecimiento más rápido de la escuela secundaria respecto de la primaria indica que se produjo el acceso a la educación secundaria de la mayor parte de los hijos de clase media y de una parte significativa de los estratos altos de la clase trabajadora, lo que se ve confirmado por la circunstancia de que el mayor aumento se dio en la enseñanza comercial y técnica.
En 1954, el Congreso, con mayoría peronista, derogó la enseñanza religiosa en las escuelas públicas (no así en las privadas). El Congreso aprobó el Estatuto para el Personal Docente de los Establecimientos de Enseñanza Privada y el Consejo Gremial de Enseñanza Privada que igualaba los derechos de los docentes de escuelas privadas a los que gozaban los públicos.
Respecto a los Jardines de Infantes, fue aprobada la ley Simini en 1946, que establecía los lineamientos para la enseñanza preescolar destinada a los párvulos de tres a cinco años. En 1951, se sancionó la Ley de Estabilidad y Escalafón número 5651 que, fue aprobada por todos los sectores. En lo que respecta al salario docente, establecía que estaría determinado por la ley del presupuesto y que las bonificaciones periódicas corresponderían tanto a los titulares como a los suplentes. Sobre los ascensos, especificaba que los cargos superiores a vicedirector de primera categoría se designarían a través de concurso de oposición. A su vez, los docentes consiguieron integrar el tribunal de clasificaciones docentes.

#### Enseñanza universitaria
En materia de política universitaria, durante su primera presidencia Perón impulsó medidas que tendieran a acercar a los sectores populares a la universidad pública. En 1948 envió al Congreso un proyecto de ley para crear la Universidad Obrera Nacional ―actualmente denominada UTN―, que fue creada por Ley 13 229 y puesta en funcionamiento en 1952, con centros en Buenos Aires, La Plata, Bahía Blanca y Avellaneda. El objetivo de la Universidad Obrera fue orientarla hacia la ingeniería productiva con regímenes de estudios gratuitos y que facilitaran el acceso de los jóvenes trabajadores.Las principales medidas de su gobierno fueron el ingreso irrestricto, la gratuidad y las becas, a fin de abrir la Universidad al pueblo, lo cual representaba toda una revolución sociocultural para la época. La gratuidad fue receptada en el decreto 29337 de 1949 (Broches, 2009). Durante el primer gobierno de Perón se coordinaron los planes de estudio, se unificaron las condiciones de ingreso a la Universidad, se crearon catorce nuevas universidades, se elevó el presupuesto desde 48 millones (1946) a 256 millones (1950). La gratuidad universitaria permitió que de 49 000 alumnos en 1946 se llegase a 96 000 en 1950. Se estableció la dedicación exclusiva para permitir a los profesionales investigar. Además, por primera vez se instauró un sistema de becas para estudiantes de bajos recursos a partir de un impuesto del 2 % sobre los sueldos establecido en los artículos 87 y 107 de la Ley n.º 13 013. Esto posibilitó que para el año 1956, Argentina fuera el país con mayor cantidad de estudiantes universitarios en toda América Latina.

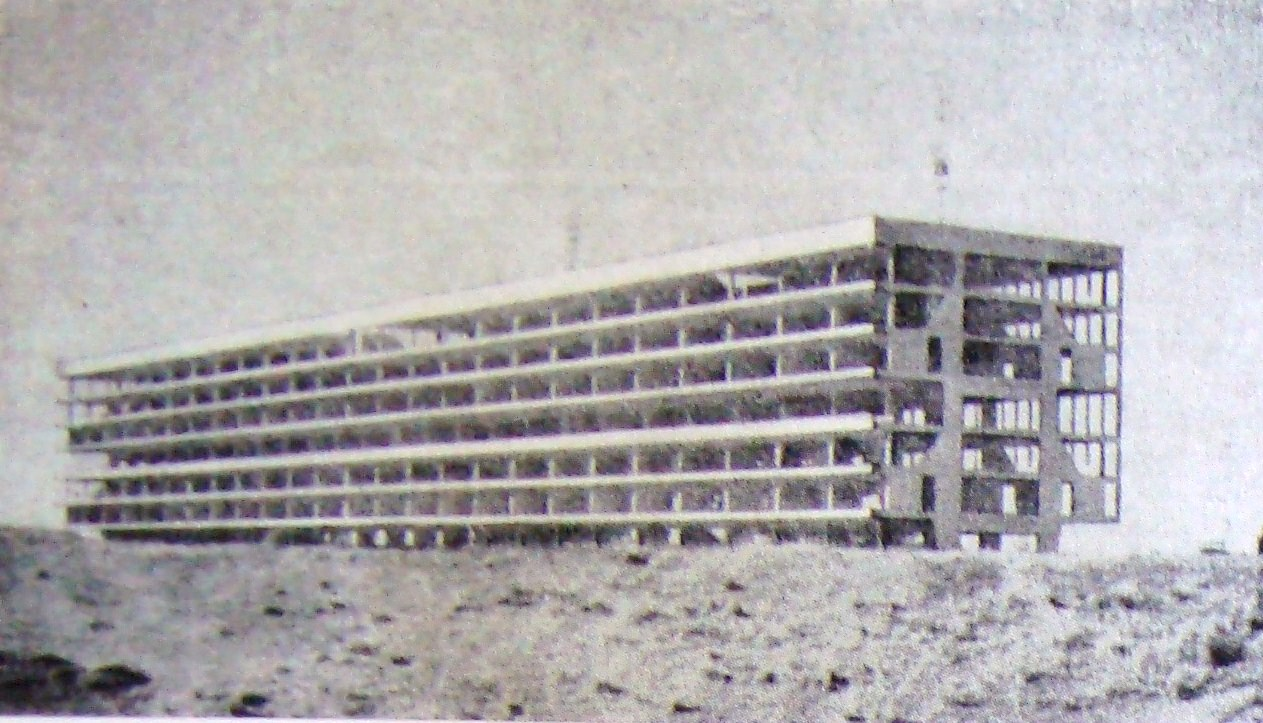
El bloque residencial de la Ciudad Universitaria, proyectado en 1949 y comenzado a construir ese año.

En 1949 decretó la gratuidad de la enseñanza pública universitaria (Decreto 29 337/1949); para 1955 la cantidad de estudiantes universitarios se triplicó.
Al anunciar el decreto Perón declaró:

Desde hoy quedan suprimidos los actuales aranceles universitarios en forma tal que la enseñanza sea absolutamente gratuita y esté al alcance de todos los jóvenes argentinos que anhelan instruirse para el bien del país.
Juan Domingo Perón

Durante su mandato se construyó también el edificio de la nueva Facultad de Derecho y se crearon las de Arquitectura y de Odontología, siempre de la Universidad de Buenos Aires. Ya en su segunda presidencia Perón creó el Consejo Nacional de Investigaciones Técnicas y Científicas (CONITYC) antecedente inmediato del Consejo Nacional de Investigaciones Científicas y Técnicas (CONICET) y se abrió una nueva sede regional de la Universidad Obrera en Tucumán. La creación del Instituto de Minería y Geología de la UNT en la Provincia de Jujuy, a lo que le seguirían la creación de institutos en el campo de las artes, el derecho, la economía y la investigación científica. De este modo, también planificó la construcción de la Ciudad Universitaria en la Sierra de San Javier, cuyas obras comenzaron en 1949. En el norte expandió la Universidad en la región, creando el Instituto de Geología y Minería, el Instituto de Biología de Altura y el Instituto de Medicina Popular, en Jujuy; la Escuela Técnica de Vespucio y el Instituto de Humanidades, en Salta; la Escuela de Agricultura en El Zanjón, en Santiago del Estero, por ejemplo. Incorporó a la UNT la Universidad Salesiana del Trabajo y creó el Servicio Médico Universitario.
Tras 15 años de democracias restringidas e intervenciones militares sobre los gobiernos civiles, en 1946 el Congreso sancionó una nueva Ley de Educación Superior que puso a las universidades bajo la órbita de las reglas de una democracia sin proscripción. Para eso, y marcando un hito en la historia de la legislación sobre educación superior, el peronismo dictó en 1947 la Ley N.º 13 031, denominada Ley Guardo, en honor al diputado justicialista creador de su articulado. Esta legislación puso punto final a la larga vigencia de los cuatro artículos de la reducida Ley N.º 1597 de 1885, «Ley Avellaneda», que ofició de marco legal hasta entonces.
En 1949 con la intención de atender a algunos planteamientos de los universitarios e incorporar avances de la ley sancionada en 1947 y sentar las bases para una nueva Ley, se incorpora un artículo en la Constitución Argentina de 1949. En el año 1954 se sanciona una nueva Ley, la 14 297. En ella se incorporan algunos otros postulados de la Reforma Universitaria, como la definición de la extensión y la participación directa de los estudiantes, esta ley profundiza la participación estudiantil en el gobierno de las Facultades, otorgándoles el derecho al voto. En la Universidad Nacional de Tucumán se realizó profunda transformación, a través de múltiples creaciones y una vasta expansión regional, como la construcción de la Ciudad Universitaria, en el cerro San Javier; la fundación del Gymnasium Universitario, en 1948. La creación en 194 del Instituto de Minería y Geología de la UNT en la Provincia de Jujuy. Se planificó la construcción de la Ciudad Universitaria en la Sierra de San Javier, cuyas obras comenzaron en 1949. Expandió la Universidad en la región, creando el Instituto de Geología y Minería, el Instituto de Biología de Altura y el Instituto de Medicina Popular, en Jujuy; la Escuela Técnica de Vespucio y el Instituto de Humanidades, en Salta; la Escuela de Agricultura en El Zanjón, en Santiago del Estero, por ejemplo. Incorporó a la UNT la Universidad Salesiana del Trabajo y creó el Servicio Médico.
En 1946, bajo la presidencia de Perón, y debido a la creciente industrialización de la Argentina durante la Segunda Guerra Mundial, se creó la Comisión Nacional de Aprendizaje y Orientación Profesional (CNAOP) y se fundaron escuelas-fábricas destinadas a la capacitación de operarios. De esta manera, por medio de la Ley 13 229 del año 1948 se creó la Universidad Obrera Nacional (UON). Hacia 1955 ya tenía institutos en Capital federal, Córdoba, Mendoza, Santa Fe, Rosario, Bahía Blanca, La Plata y Tucumán. Los planes de estudio privilegiaban especialidades tales como las construcciones mecánicas, los automóviles, la industria textil, y las instalaciones eléctricas.

### Política sanitaria

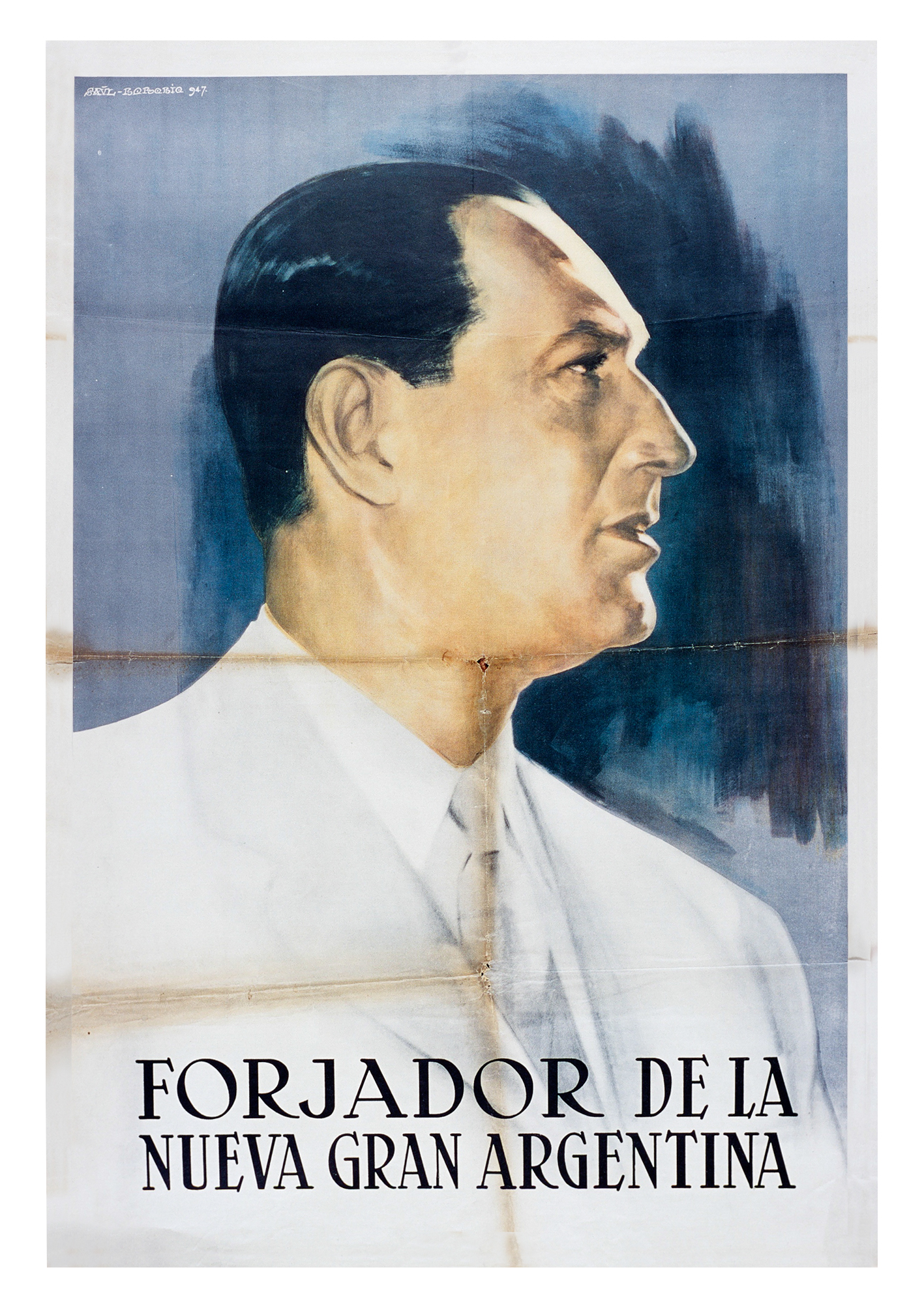
Forjador de la Nueva Argentina (1948), pintado por Raúl Manteola, expuesto en el Museo del Bicentenario.

En 1946 Ramón Carrillo fue designado secretario de Salud Pública y en 1949 al crearse nuevos ministerios pasó a ser ministro del área. Desde su cargo trató de llevar a cabo un programa sanitarista que se dirigía hacia la creación de un sistema unificado de salud preventivo, curativo y de asistencia social de carácter universal en el cual el Estado cumpliría un papel preponderante. En cuanto a la política sanitaria se caracteriza por la expansión de centros hospitalarios y la implementación de estrategias sanitarias a nivel nacional dirigidas por la Secretaría de Salud Pública. Carrillo decidió dedicarse a atacar las causas de las enfermedades desde el poder público a su alcance. Bajo una concepción ideológica que privilegiaba lo social sobre el lucro individual permitió avanzar en planos como la mortalidad infantil que del 90 por mil en 1943 bajó al 56 por mil en 1955. En tanto que la tuberculosis de 130 cada cien mil en 1946 a 36 cada cien mil en 1951. Desde la gestión se comenzaron a cumplir normas sanitarias incorporadas en la sociedad argentina como las campañas masivas de vacunación y la obligatoriedad del certificado para la escuela y para realizar trámites. Se implementaron campañas masivas a nivel nacional contra la fiebre amarilla, las enfermedades venéreas y otros flagelos. Al frente de la Secretaría de Salud llevó a cabo una campaña exitosa para erradicar el paludismo, dirigida por los doctores Carlos Alberto Alvarado y Héctor Argentino Coll; la creación de EMESTA, primera fábrica nacional de medicamentos; y el apoyo a los laboratorios nacionales por medio de incentivos económicos para que los remedios estuviesen disponibles para toda la población. Durante su gestión se inauguraron casi quinientos nuevos establecimientos sanitarios y hospitales.
La acción gubernamental comportó un mejoramiento sustantivo en las condiciones de la salud pública. También el periodo se caracterizó por la constitución o el afianzamiento de las obras sociales de los sindicatos, especialmente aquellos con mayor número de afiliados tales como los ferroviarios y los bancarios. El número de camas en hospitales que era de 66 300 en 1946 (cuatro cada mil habitantes) pasó en 1954 a 131 440 (siete cada mil habitantes). Se hicieron campañas para combatir enfermedades endémicas como el paludismo, la tuberculosis y la sífilis utilizando a gran escala los recursos del DDT para el primero y la penicilina para las últimas y se acentuó la política sanitaria en las escuelas al hacer obligatoria la vacunación en su ámbito. Aumentó el número de camas existentes en el país, de 66 300 en 1946 a 132 000 en 1954. Erradicó, en sólo dos años, enfermedades endémicas como el paludismo, con campañas sumamente agresivas. Hizo desaparecer prácticamente la sífilis y las enfermedades venéreas. Creó 234 hospitales o policlínicas gratuitos. Disminuyó el índice de mortalidad por tuberculosis de 130 por 100 000 a 36 por 100 000. Terminó con epidemias como el tifus y la brucelosis. Redujo drásticamente el índice de mortalidad infantil del 90 por mil a 56 por mil.
En 1942 unos 6,5 millones de habitantes tenían provisión de agua corriente y 4 millones, servicios cloacales, y en 1955 los beneficiarios eran 10 millones y 5,5 millones respectivamente. La mortalidad infantil que era de 80,1 por mil en 1943 bajó a 66,5 por mil en 1953 y la esperanza de vida que era de 61,7 años en 1947 subió a 66,5 años en 1953.

### Política deportiva
Durante su gobierno el deporte alcanzó un alto grado de desarrollo, se lanzó los Torneos Nacionales Evita, la unificación en 1947 de la Confederación Argentina de Deportes (CAD) con el Comité Olímpico Argentino (COA), la presencia de centenares de deportistas en el exterior compitiendo en diferentes disciplinas, la promoción de deportes no tradicionales, la organización del mundial de básquet de 1950, de los Juegos Panamericanos de 1951, del auspicio estatal a Juan Manuel Fangio, fueron los primeros eslabones de una política deportiva a nivel nacional. El piloto Juan Manuel Fangio ganó cinco campeonatos mundiales en Fórmula 1. La Selección argentina de básquetbol masculino se adjudicó el primer Campeonato Mundial y el boxeador Pascual Pérez, se convirtió en el primer campeón mundial argentino, iniciando una larga saga de campeones, que harían de Argentina una potencia en el boxeo profesional. En la misma época, la pelota paleta argentina, ganó las dos medallas de oro en juego de esa especialidad en el primer Campeonato del Mundo de Pelota Vasca, dominando la disciplina desde entonces hasta la actualidad. Los Juegos Olímpicos de Helsinki 1952 marcaron la mayor época de esplendor de los Juegos Olímpicos para la Argentina, luego de estos juegos Argentina no volvería a ganar tantas medallas de oro hasta los Juegos Olímpicos de Atenas 2004, para 1956 la delegación presentó sólo 28 deportistas, la cantidad más reducida de la historia del país y fueron los primeros juegos que Argentina no ganó ninguna medalla de oro.

### Política comunicacional

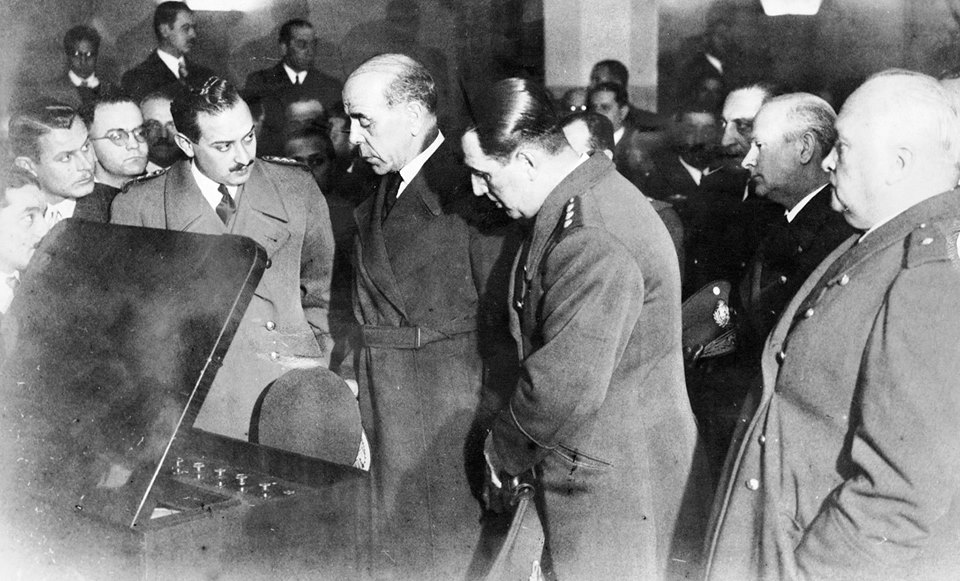
Martín Tow mostrándole al Presidente de la República Edelmiro Farrel y al vicepresidente Perón distintos equipamientos de transmisión de televisión, en 1944. (Foto del Archivo General de la Nación).

El gobierno de Perón fue el primero en realizar una política acerca de los medios de comunicación.
La prensa gráfica se favoreció con la ratificación de la ley del Estatuto del Periodista Profesional declarada en 1946.
La cinematografía se vio beneficiada por la puesta en marcha de tres medidas: la obligatoridad de la exhibición de películas argentinas en todo el país (Ley 1299/47), la reglamentación de la ley de protección a la industria cinematográfica (Decreto 16688/50) y la protección a la industria cinematográfica (Decreto 11731/52), logrando como resultado que en 1950 se produjeran 58 películas; todo un récord de producción, expandiéndose a otros países de habla hispana, incluyendo la película Dios se lo pague, de Luis César Amadori, que batió récords de audiencia en buena parte del planeta. En el período 1946-1955, se reformularon tradiciones culturales populares, se integraron influencias de los realismos europeos, pero básicamente se modalizaron las propuestas del cine clásico de Hollywood. Estas políticas beneficiaron de distintas maneras a la industria cinematográfica, favorecida además por las medidas distribucionistas que garantizaron un aumento del caudal de espectadores y posicionaron al cine como uno de los entretenimientos populares de mayor repercusión. Esta legitimación del sector se había acentuado, además, con la realización, en Mar del Plata, del primer Festival de Cine Argentino en el mes de marzo de 1948.lográndose la llamada Época de Oro del cine argentino, durante la cual la producción cinematográfica nacional pasó por un proceso de industrialización y estandarización que implicó el surgimiento de la producción en masa, el establecimiento del sistema de estudios, géneros y estrellas.
En 1951, el empresario Jaime Yankelevich, director de Radio Belgrano y pionero de la radiofonía en el país, viajó a pedido del gobierno a los Estados Unidos para comprar los primeros equipos de transmisión Standard Electric, para así traer la televisión a la Argentina. Luego de algunas pruebas, el 23 de septiembre de 1951 se pudieron ver las primeras imágenes transmitidas a receptores ubicados en los comercios del centro de Buenos Aires. Ese día comenzó a funcionar LR3 Radio Belgrano TV, que pronto se convertiría en Canal 7, cuya transmisión inaugural fue el acto político conocido como el Día de la Lealtad desde la Plaza de Mayo (frente a la Casa Rosada, la casa de Gobierno de la Argentina, en la ciudad de Buenos Aires, el 17 de octubre de 1951 y el comienzo de las emisiones regulares, poco después, el 4 de noviembre de ese año. Ese mismo día se considera el inicio de la Canal 7, en los meses siguientes comenzarían a ser televisados los grandes eventos deportivos.

Se dictó la primera Ley de Radiodifusión del país (14241/53) en 1953, la cual define al servicio como de «interés público», crea el Ministerio de Comunicaciones, establece la necesidad de 70 % de capital nacional a los licenciatarios, decreta las licencias por 20 años con la posibilidad de prórroga sujeta a la aprobación del Ministerio de Comunicaciones, obliga a la promoción de la acción de gobierno, educación y cultura nacional, y no restringe la publicidad. En el artículo 24 de la ley se establecía que el llamado debía realizarse en el término de 45 días desde su promulgación.
En junio de 1954, mediante el Decreto 9967/54 se realizó la licitación de las licencias de las tres cadenas de radio que existían en el país (LR1 y «Red Azul y Blanca», LR3 y «Primera Cadena Argentina de Broadcasting» y LR4 y «Red Argentina de Emisoras Splendid») y la licencia para Canal 7 y otras dos licencias para canales de televisión. La adjudicación de las licencias se dio a través del Decreto 17959/54. LR1 fue adjudicada a la Editorial Haynes, presidida por Oscar Maroglio, expresidente del Banco de Crédito Industrial, de propiedad del Estado, LR3 a la Asociación de Promotores de Teleradiodifusión, gerenciada por Jorge Antonio, amigo personal de Perón, y LR4 a La Razón, presidida por Miguel Miranda, expresidente del Consejo Económico y Social.
En opinión de Sergio Arribá, el Estado conformó un monopolio de la información y los medios de comunicación a través de un conjunto articulado de normas y restringió tres libertades básicas del individuo: la libertad de expresión y sus dos variantes, libertad de pensamiento y libertad de opinión; la libertad de imprenta; y la libertad de prensa. Y por otro lado, el gobierno posibilitó la conformación oligopólica del sistema de medios de radiodifusión fundado en un conjunto articulado de normas. Este proceso se dio en un contexto de manipulación y distorsión informativa utilizada tanto por los medios afines al gobierno como por los medios condenatorios con Perón. Entre el 27 de enero hasta el 19 de marzo, Evita pronunció seis discursos por radio exigiendo la sanción de la ley del voto femenino; con excepción del diario Clarín, estos discursos fueron silenciados por los principales periódicos de entonces, como La Prensa y La Nación, ambos de tendencia antiperonista.

### Política exterior

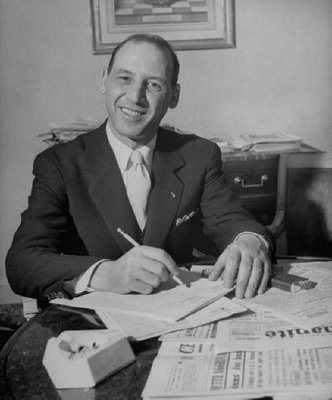
Juan Atilio Bramuglia, exdirigente sindical de la Unión Ferroviaria de origen socialista y fundador del peronismo, fue el primer ministro de Relaciones Exteriores del presidente Perón y autor de la doctrina peronista de la tercera posición frente al enfrentamiento entre Estados Unidos y la Unión Soviética en los inicios de la Guerra Fría.

Perón asumió la presidencia en 1946, a pocos meses de finalizar la Segunda Guerra Mundial, que encumbró a Estados Unidos como máxima potencia mundial. Entre las causas del enfrentamiento de Estados Unidos con la Argentina durante el gobierno de Perón se encuentran la histórica prioridad que Argentina daba a las relaciones con Gran Bretaña, la tradicional política de neutralidad, que Argentina mantuvo casi toda la Segunda Guerra Mundial, y las economías competitivas de ambos países, a las que se agregaron la política nacionalista y la fuerte incidencia sindical en el gobierno peronista.
Como consecuencia de varias muestras del gobierno argentino de cumplimiento de los compromisos interamericanos, los Estados Unidos, en julio de 1946, liberaron el oro y los fondos argentinos del Banco Nación y del Banco Provincia bloqueados desde 1944. Además, la convocatoria a la Argentina para participar de la Conferencia de Río de Janeiro celebrada en 1947 fue acompañada por un cambio de actores diplomáticos relacionados con la política exterior estadounidense hacia nuestro país. Truman anunció la renuncia de Braden, para acercar posiciones con Argentina.
Por otra parte, las relaciones bilaterales mejoraron gracias a un nuevo cambio de gabinete en el gobierno de Estados Unidos, donde el presidente Truman nombró Secretario de Estado al General Marshall. Con Marshall se logró la consolidación en la burocracia estadounidense de funcionarios partidarios de la cooperación y del equilibrio militar en todo el continente.
En cuanto a la definición de la zona de seguridad, el delegado argentino, Pascual La Rosa, pidió que se incluyera a las Islas Malvinas y la Antártida dentro de esta zona, cediendo tal vez a las presiones de los sectores nacionalistas civiles y militares. El comité militar especial formado por Argentina, Chile y los Estados Unidos, aceptó la propuesta argentina de incluir a las Islas Malvinas y a la Antártida dentro de la zona de seguridad del Tratado Interamericano de Asistencia Recíproca (TIAR).
Las Argentina y la Unión Soviética nunca mantuvieron relaciones diplomáticas desde la Revolución Rusa de 1917. Durante el año 1945, cuando Perón era vicepresidente, se iniciaron algunos gestos de acercamiento, y poco después de haber asumido como presidente, y contando con el beneplácito de Estados Unidos, el gobierno argentino anunció el establecimiento de relaciones diplomáticas, consulares y comerciales  con la Unión Soviética. En los años siguientes inició tratativas comerciales y cerró acuerdos comerciales con Rumania, Bulgaria, Polonia, Checoslovaquia y Hungría.
El primer ministro de Relaciones Exteriores que designó Perón fue el abogado sindical de formación socialista Juan Atilio Bramuglia, uno de los fundadores del peronismo. En ese contexto se desarrolló la tercera posición justicialista, una postura filosófica, política e internacional que tomaba distancia tanto del mundo capitalista como del mundo comunista. El propio Perón esbozó por primera vez el contenido de la tercera posición justicialista en un Mensaje a Todos los Pueblos del Mundo pronunciado el 16 de julio de 1947, cuando a la Argentina le tocó presidir el Consejo de Seguridad durante la primera crisis de la Guerra Fría: el bloqueo de Berlín. El mensaje de Perón fue transmitido por más de mil radioemisoras todo el mundo, incluida la BBC de Londres:

La labor para lograr la paz internacional debe realizarse sobre la base del abandono de ideologías antagónicas y la creación de una conciencia mundial de que el hombre está sobre los sistemas y las ideologías, no siendo por ello aceptable que se destruya la humanidad en holocausto de hegemonías de derecha o de izquierda.
Juan Domingo Perón

Más adelante, en el mensaje de apertura de sesiones del Congreso Nacional pronunciado el 1 de mayo de 1952 ampliaría el concepto:

Hasta que proclamamos nuestra doctrina, frente a nosotros se levantaba triunfante el individualismo capitalista y el colectivismo comunista alargando la sombra de sus alas imperiales por todos los caminos de la humanidad. Ninguno de ellos había realizado ni podía realizar la felicidad del hombre. Por un lado, el individualismo capitalista sometía a los hombres, a los pueblos y a las naciones a la voluntad omnipotente, fría y egoísta del dinero. Por el otro lado el colectivismo, detrás de una cortina de silencio, sometía a los hombres, a los pueblos y a las naciones al poder aplastante y totalitario del Estado... Nuestro propio pueblo había sido sometido durante varios años por las fuerzas del capitalismo entronizado en el gobierno de la oligarquía y había sido esquilmado por el capitalismo internacional... El dilema que se nos presentaba era terminante y al parecer definitivo: o seguíamos bajo la sombra del individualismo occidental o avanzábamos por el nuevo camino colectivista. Pero ninguna de las dos soluciones había de llevarnos a la conquista de la felicidad que nuestro pueblo merecía. Por eso decidimos crear las nuevas bases de una tercera posición que nos permitiese ofrecer a nuestro pueblo otro camino que no lo condujese a la explotación y a la miseria... Así nació el Justicialismo bajo la suprema aspiración de un alto ideal. El Justicialismo creado por nosotros y para nuestros hijos, como una tercera posición ideológica tendiente a liberarnos del capitalismo sin caer en las garras opresoras del colectivismo.
Juan Domingo Perón, 1 de mayo de 1952

La tercera posición argentina fue llevada adelante por Bramuglia primero y los cancilleres posteriores con un sentido pragmático, que evitaba confrontar con Estados Unidos.
En ejercicio de la presidencia se destacó en la profundización de las relaciones con Brasil que llevaron al llamado Pacto ABC (Argentina, Brasil y Chile) impulsado durante el gobierno de Juan Domingo Perón.
Tras la creación del Estado de Israel en 1948, meses después  el 14 de febrero de 1949 reconoció al nuevo estado y estableció de inmediato relaciones diplomáticas.
Argentina se negó reiteradamente a votar la proposición de la India sobre el racismo sudafricano (primero, tercero, quinto, sexto y octavo periodos de sesiones); votó en contra de todas las resoluciones censurando la anexión del territorio de África Sudoccidental por Sudáfrica (segundo, cuarto y séptimo periodos de sesiones), votó en contra de la moción tendiente a investigar la acción del colonialismo francés en Marruecos (noveno periodo); votó a favor de Chiang-Kai-Shek (desde entonces) al tratarse el problema chino; votó todos los proyectos norteamericanos en relación con la guerra de Corea (quinto, sexto, séptimo, octavo y noveno periodos); se abstuvo ante las mociones en favor de Puerto Rico (octavo periodo); se abstuvo cuando se reclamó la independencia de algunas colonias holandesas (décimo periodo). En cambio, en la décima conferencia panamericana, reunida en Caracas, se abstuvo a votar la condena del régimen de Jacobo Arbenz que gobernaba Guatemala.
A poco de asumir Perón envió al Congreso para su ratificación el Acta de Chapultepec, antecedente directo de la OEA) y el tratado de creación de la Organización de las Naciones Unidas. El Senado aprobó la ratificación por unanimidad, pero en la Cámara de Diputados siete diputados del oficialismo se abstuvieron en la votación, al igual que la oposición radical, que llegó a proponer rechazar ambos tratados, siendo fuertemente criticada por Ernesto Sanmartino, Luis Dellepiane y Arturo Frondizi.
En las Naciones Unidas, la Argentina llegó a presentar 28 reservas en defensa de su soberanía sobre las Islas Malvinas. Asimismo, las declaraciones a favor de la soberanía sobre las islas Malvinas, Georgias del Sur, Sandwich del Sur y las tierras del sector Antártico, se repitieron en el marco de las Conferencias Interamericanas en Río de Janeiro de 1947 y Bogotá en 1948. En esta última se creó la Comisión Americana de Territorios Dependientes. La misma distinguía entre territorios «bajo tutela colonial» —Groenlandia, las Antillas, Bahamas, Jamaica, y Trinidad y Tobago, entre otros— y los territorios «ocupados». Entre estos últimos se encontraban las Islas Malvinas, Islas Sandwich del Sur, islas Georgias del Sur, la zona americana de la Antártida y Belice.
En 1950 Argentina declaró formalmente su soberanía sobre las Islas Malvinas. Mientras tanto, la Corona británica expandía los límites de su soberanía sobre las islas, al incluir ese mismo año bajo su dominio la plataforma submarina, el fondo marino y el subsuelo contiguo a las islas.[cita requerida]
Especialmente a partir de 1953, Argentina buscó y logró firmar numerosos acuerdos de integración sudamericana. En primer lugar, en febrero de 1953 Perón visitó al presidente chileno Ibáñez y firmó el acta de Santiago. Ambos países establecieron, en esta ocasión, los fundamentos de la complementación económica. Se comprometían a la ampliación del intercambio comercial, a eliminar paulatinamente los derechos de aduana, y a impulsar la industrialización de las dos naciones, entre otras cosas. Cuatro meses más tarde, Ibáñez devolvió la visita a Perón, y ambos firmaron el tratado de Unión Económica Chileno-Argentina, más tarde Perón invitó a Brasil a participar de la unión económica.
Rápidamente Argentina firmaría otros acuerdos de unión económica con Chile, Paraguay, Ecuador y Bolivia, en los que se proponía la apertura de las fronteras. En 1946 se firmaron convenios con Brasil para el aprovechamiento del río Uruguay, con Chile sobre cooperación económica, financiera y cultural y con Bolivia sobre cuestiones comerciales y financieras. Más tarde se reforzó esta tendencia con varias iniciativas complementarias, a como la firma de un Acta de Unión con Chile, en febrero de 1953, con el fin de coordinar la política de desarrollo de ambos países; las propuestas de integración latinoamericana realizadas por la delegación argentina en la V reunión de la CEPAL en abril de 1953; el Tratado de Unión Económica firmado con Paraguay en agosto de 1953; d) el Convenio de Complementación con Nicaragua, en diciembre del mismo año; el Acta de Unión Argentino-Ecuatoriana, acordada en la misma fecha que el anterior; el Convenio de Unión Económica con Bolivia firmado en septiembre de 1954; los convenios sobre intercambio comercial y sistema de pagos alcanzados con Colombia y Brasil.
En 1947 la Argentina suscribió el Tratado Interamericano de Asistencia Recíproca (TIAR). En 1947 Argentina obtuvo un éxito internacional al ser elegida para integrar por dos años el Consejo de Seguridad de la ONU, llegando incluso en 1948 a asumir la presidencia del mismo para tratar el conflicto generado por el Bloqueo de Berlín, gestión que quedó a cargo de Bramuglia, quien adoptó una activa gestión mediadoras entre los dos bandos. El 3 de junio de 1947 en un gesto sin precedentes el presidente Truman invitó al embajador argentino Oscar Ivanissevich a concurrir a la Casa Blanca, donde departió amablemente con la visible ausencia de Braden que dos días después renunciaba. En forma inmediata Argentina estableció relaciones diplomáticas con la Unión Soviética y a continuación inició tratativas comerciales y cerró acuerdos comerciales con Rumania, Bulgaria, Polonia, Checoslovaquia y Hungría.
América Latina jugó un rol muy importante en la política exterior de Perón, porque fue vista como una carta de negociación frente al mundo. Era necesario mejorar y perfeccionar los lazos en el subcontinente para tener una mejor posición de negociación. Perón contribuyó para mejorar y consolidar las relaciones con los países vecinos.
Pese a todo ello Estados Unidos siguió actuando en perjuicio de la Argentina, llegando a prohibir que las divisas del Plan Marshall fueran utilizadas para comprar granos y carnes argentinas. El embajador estadounidense en Argentina Bruc envió al presidente Truman una misiva donde reveló parte de este plan contra el país...: «Fitzgerald... declaró que iba a utilizar la ECA para “poner a los argentinos de rodillas”… Fitzgerald dio instrucciones al ejército para que compren carne en cualquier país, menos en la Argentina, sin que importe cuánto más alto sea el precio».
La tercera posición adoptada por la Argentina fue considerada «desfavorable» para los intereses de Estados Unidos. Un memorándum del Departamento de Estado de los Estados Unidos del 21 de marzo de 1950 dice:

Hay una dimensión de la política argentina llamada la «tercera posición» que es desfavorable a los intereses de los Estados Unidos. Cuando fue publicada por primera vez a mediados de 1947, este concepto parecía ser una indicación de que, en asuntos mundiales, la Argentina no deseaba seguir ni a los capitalistas de los Estados Unidos ni a la Rusia comunista sino que elegía un curso independiente. Otras naciones fueron invitadas a unirse con la Argentina en un tercer grupo que trabajaría por la paz y contrarrestaría la tendencia hacia la guerra entre ambos bloques. Posteriormente, sin embargo, el presidente Perón nos ha asegurado que la «tercera posición» es una política de tiempos de paz y un «recurso político» que no tendrá efecto alguno si los Estados Unidos y la Unión Soviética entrasen en guerra, en cuyo caso la Argentina declararía la guerra inmediatamente del lado de los Estados Unidos. Cualesquiera sean las intenciones de Perón, los propagandistas argentinos de la «tercera posición» han dañado las relaciones norteamericano-argentinas y en medida menor han sido causa de embarazo para los Estados Unidos en sus relaciones con otras repúblicas americanas. En la Argentina y en el extranjero, han vilipendiado a Moscú y su influencia internacional, pero con igual y quizás mayor severidad han atacado al «imperialismo yanqui» y a «Wall Street» por diversas y supuestas actividades en el hemisferio occidental. Es nuestra política contrarrestar esta propaganda siempre que sea posible. A través de canales diplomáticos le señalamos a Perón y sus representantes que si el Gobierno argentino es sincero en su deseo profeso de colaborar con los Estados Unidos contra el comunismo, debe abstenerse de debilitar la causa de la democracia mediante ataques a los Estados Unidos.

Otra polémica fue el ingreso a la Argentina y otros países sudamericanos, de numerosos nazis prófugos durante y después de la Segunda Guerra Mundial, entre ellos, Adolf Eichmann, Josef Mengele, Erich Priebke, Dinko Šakić, Josef Schwammberger, Gerhard Bohne, Walter Kutschmann, Ante Pavelić.
La Jewish Virtual Library escribió que «Perón expresó también simpatía por los derechos de los judíos y estableció relaciones diplomáticas con Israel en 1949. Desde entonces, más de 45 000 judíos emigraron a Israel desde Argentina».
En ese período Argentina acogió a varios exiliados políticos provenientes de Bolivia tras el derrocamiento del coronel Gualberto Villarroel en julio de 1946, como Víctor Paz Estenssoro, Augusto Céspedes, Carlos Montenegro y el general Alfredo Pacheco Iturri.
A través de la Fundación Eva Perón, el país brindó asistencia también a otros países, como
Bolivia,
Chile,
Croacia,
Egipto,
España,
Francia,
Honduras,
Israel,
Japón,
Paraguay y
Uruguay,

### Igualdad de derechos entre hombres y mujeres

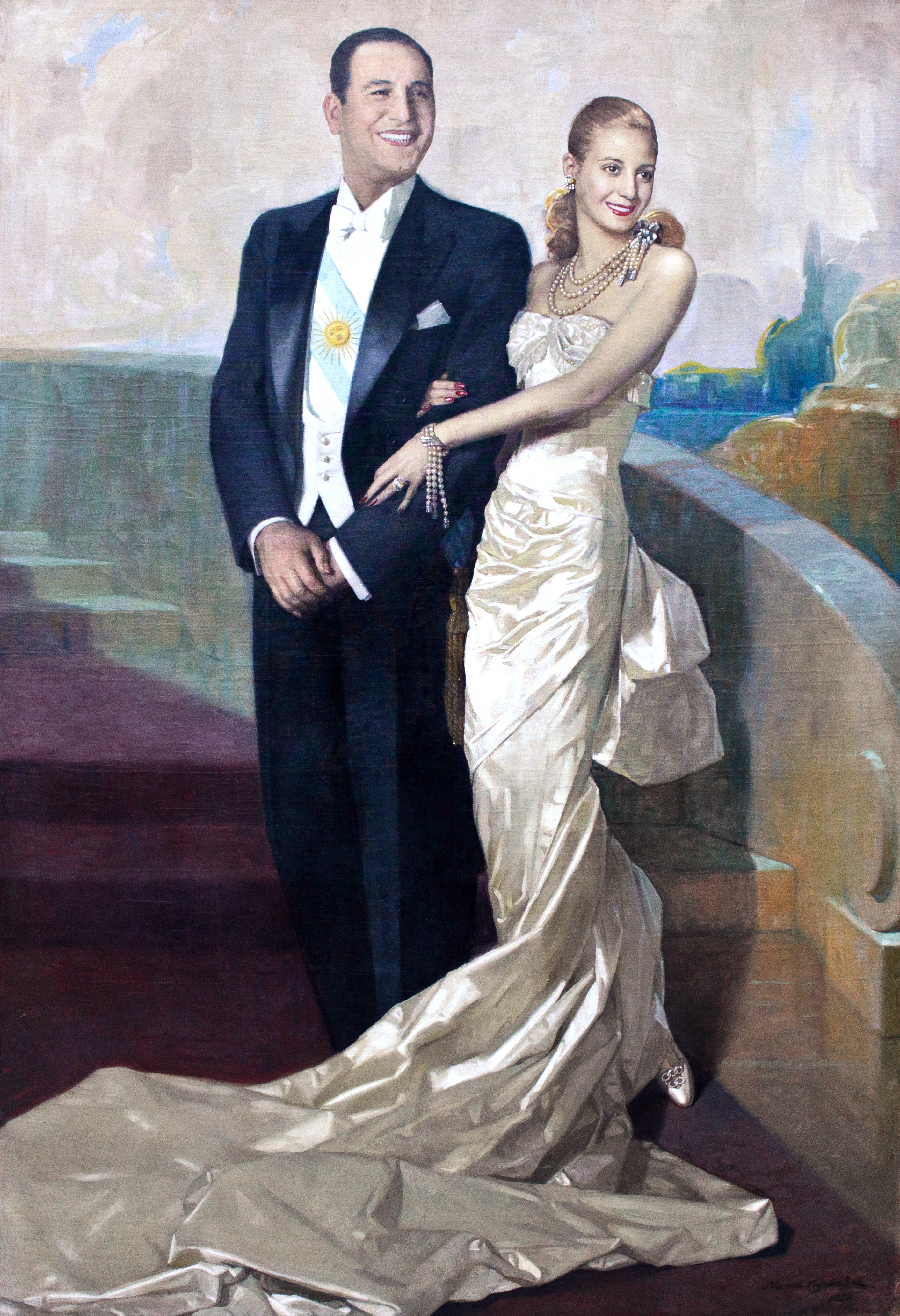
Juan Domingo Perón junto a su esposa Eva Duarte, la principal impulsora de los derechos de la mujer. Este retrato de Numa Ayrinhac, exhibido en el Museo del Bicentenario, es el único oficial de un presidente argentino acompañado de la primera dama.

Durante el primer gobierno de Perón se produjo un cambio histórico en lo que respecta al reconocimiento de los derechos de la mujer. Se incorporaron al máximo texto jurídico los nuevos derechos sociales como también el voto femenino, que había sido aprobado en 1947, y que reivindicaba a la mujer hasta entonces marginada de la vida política argentina.
Perón fue el primer jefe de Estado argentino que puso el tema femenino en la mesa. Perón y Evita abrieron el camino para la participación política de las mujeres. Los avances fueron rápidos. En los años cincuenta, ningún país tenía la cantidad de mujeres en el Congreso que tuvo Argentina.

#### El sufragio femenino
En 1947 se sancionó la ley reconociendo a todas las mujeres mayores de 18 años el derecho a votar y ser votadas (sufragio femenino), existiendo recién entonces sufragio universal en la Argentina. El derecho ya había sido reconocido en San Juan por la reforma constitucional de 1927. A nivel nacional, el derecho al voto venía siendo reclamado por las mujeres desde 1907, cuando Alicia Moreau y otras mujeres fundaron el Comité Pro Sufragio Femenino. Sin embargo ni la Unión Cívica Radical ni los conservadores apoyaron institucionalmente el reclamo y los proyectos presentados fueron sistemáticamente rechazados. En 1945 Juan Domingo Perón impulsó el voto femenino y corrió la versión de que el mismo sería habilitado por decreto, pero la iniciativa fue rechazada por varios grupos y finalmente no sucedió. Durante la campaña para las elecciones de 1946, la coalición peronista incluyó en sus plataformas el reconocimiento del sufragio femenino.
Eva Perón (Evita) jugó un papel importante. Luego del 17 de octubre de 1945, a propuesta de Evita, Perón ―desde su cargo de vicepresidente―, intentó sancionar la Ley del Voto Femenino. Sin embargo las resistencias tanto dentro de las Fuerzas Armadas en el gobierno, como de la oposición, que alegaba intenciones electoralistas, frustraron el intento. También influyó el hecho de que la influencia de Evita dentro del peronismo era relativamente débil antes del 24 de febrero de 1946. Entre el 27 de enero hasta el 19 de marzo, Evita pronunció seis discursos por radio exigiendo la sanción de la ley del voto femenino, que con la excepción del diario Clarín, fueron silenciados por los principales periódicos de entonces, como La Prensa y La Nación, ambos de tendencia antiperonista.
Luego de las elecciones de 1946, Evita comenzó a hacer abierta campaña por el voto femenino, a través de mítines de mujeres y discursos radiales, al mismo tiempo que su influencia dentro del peronismo crecía. El proyecto de ley fue presentado inmediatamente después de asumido el gobierno constitucional (1 de mayo de 1946). A pesar de que era un texto brevísimo en tres artículos, que prácticamente no podía dar lugar a discusiones, el Senado dio media sanción al proyecto el 21 de agosto de 1946, y finalmente fue aprobado en Cámara de Diputados el 9 de septiembre de 1947 la Ley 13 010, estableciendo la igualdad de derechos políticos entre hombres y mujeres. El Partido Peronista Femenino logró obtener veintitrés diputadas, tres delegadas de territorios nacionales y seis senadoras ―las únicas mujeres presentes en el Congreso Nacional―, y ochenta legisladoras provinciales.

#### Igualdad jurídica en el matrimonio y la patria potestad

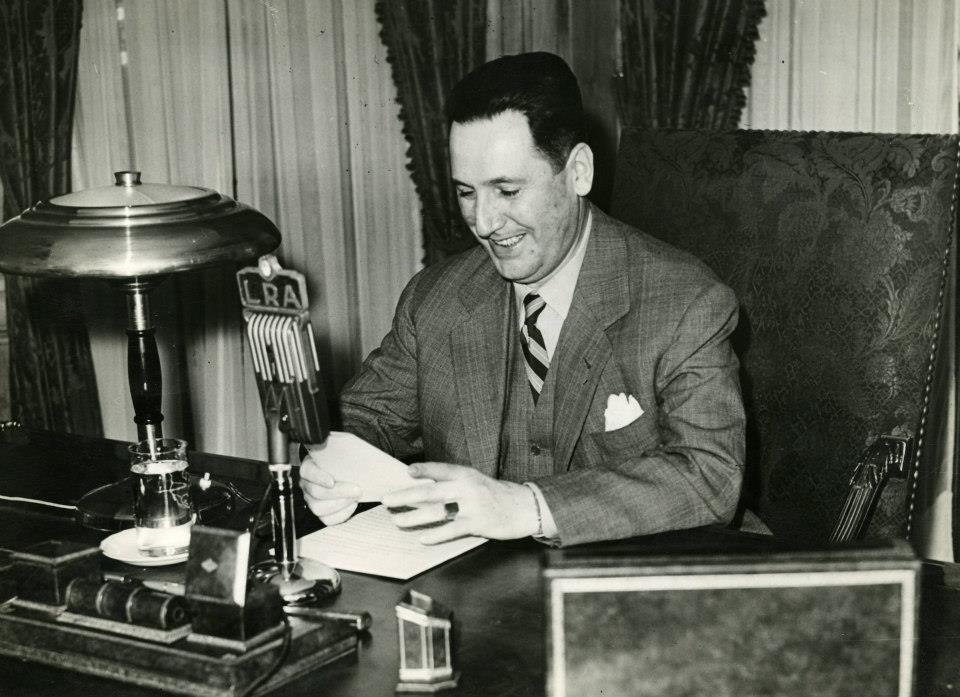
Perón habla desde su despacho por LRA Radio Nacional en vivo. (Foto: AGN)

La igualdad política de hombres y mujeres, se complementó con la «igualdad jurídica de los cónyuges y la patria potestad» compartida que garantizó el artículo 37 (II.1) de la Constitución de 1949.
En 1955 la Constitución fue derogada, y con ella la garantía de igualdad jurídica entre el hombre y la mujer en el matrimonio y frente a la patria potestad, reapareciendo la prioridad del hombre sobre la mujer.
La reforma constitucional de 1957 tampoco reincorporó esta garantía constitucional, y la mujer argentina permaneció discriminada legalmente hasta que se sancionó la ley de patria potestad compartida en 1985, durante el gobierno de Raúl Alfonsín. La Constitución fue una constitución incluida en la corriente del constitucionalismo social que incorporó los derechos de los trabajadores (decálogo del trabajador), los derechos de la familia, de la ancianidad, de la educación y cultura;la protección estatal para la ciencia y el arte; la enseñanza primaria obligatoria y gratuita. Además de la igualdad de hombres y mujeres en las relaciones familiares; la autonomía universitaria; la función social de la propiedad; la elección por voto directo para diputados, senadores y presidente; y la reelección inmediata del presidente.

### Política social
Entre otras reformas sociales y políticas, durante su primer gobierno Perón derogó la ley que establecía la discriminación entre hijos legítimos e ilegítimos y se desarrolló un amplio plan de viviendas para trabajadores. En 1951 comenzó a transmitir LR3 Televisión Radio Belgrano, actualmente llamado Canal 7.

### Política obrera
Durante el primer gobierno peronista, el componente salarial del ingreso nacional superó, por primera vez en la historia, a la retribución obtenida en concepto de ganancias, intereses y renta de la tierra; en 1948, aquél ascendía a 53 % contra 47 % de éste, lo que se comparaba favorablemente con la situación imperante sólo un lustro atrás, cuando los trabajadores percibían 44,4 % y los empresarios, capitalistas y rentistas recibían 55,6 %». Se amplió el sistema de jubilaciones, beneficiando a trabajadores independientes, empresarios y profesionales. Se estableció en 1948 el fondo de pensiones para personas sin recursos no acogidas en el sistema jubilatorio, y se legisló sobre la pensión para viudas. En 1946 se ratificaron con la Ley 12 921 los decretos de la dictadura del año anterior que incorporaron como derecho el pago del aguinaldo, crearon y se pusieron en funcionamiento los primeros juzgados laborales, se estableció el Estatuto del Peón Rural, el régimen de convenciones colectivas de trabajo y el Instituto Nacional de Remuneraciones que nunca fue puesto en marcha.
En la década de 1950 la independencia y autonomía en el manejo de los recursos posibilitaron el crecimiento y colocaron a los gremios en una posición privilegiada. Las OSS (obras sociales sindicales) representaron una parte mayoritaria de la población económicamente activa (entre el 70 y 80 % del total). Nació el seguro de salud en la Argentina con aportes desde el salario, de manera voluntaria, por rama de actividad y con criterios de equidad y solidaridad. De esta manera, los mejores salarios colaboraban con sus aportes con los de menores ingresos en un fondo solidario administrado por los trabajadores a través de sus propias organizaciones.
En 1947, proclamó los diez derechos básicos de los trabajadores y logró que el Congreso Nacional los sancionara con fuerza de ley: el derecho al trabajo, a una justa distribución, a la capacitación, a condiciones dignas de trabajo y de vida, a la salud, al bienestar, a la seguridad social, a la protección de la familia, al mejoramiento económico y a la defensa de los intereses profesionales. Estos derechos fueron formalizados a través de un decreto del Poder Ejecutivo Nacional, bajo el número 4865, y luego fueron incorporados en el artículo 37 de la Constitución de la Nación Argentina, sancionada por la Convención Constituyente, el 11 de marzo de 1949.

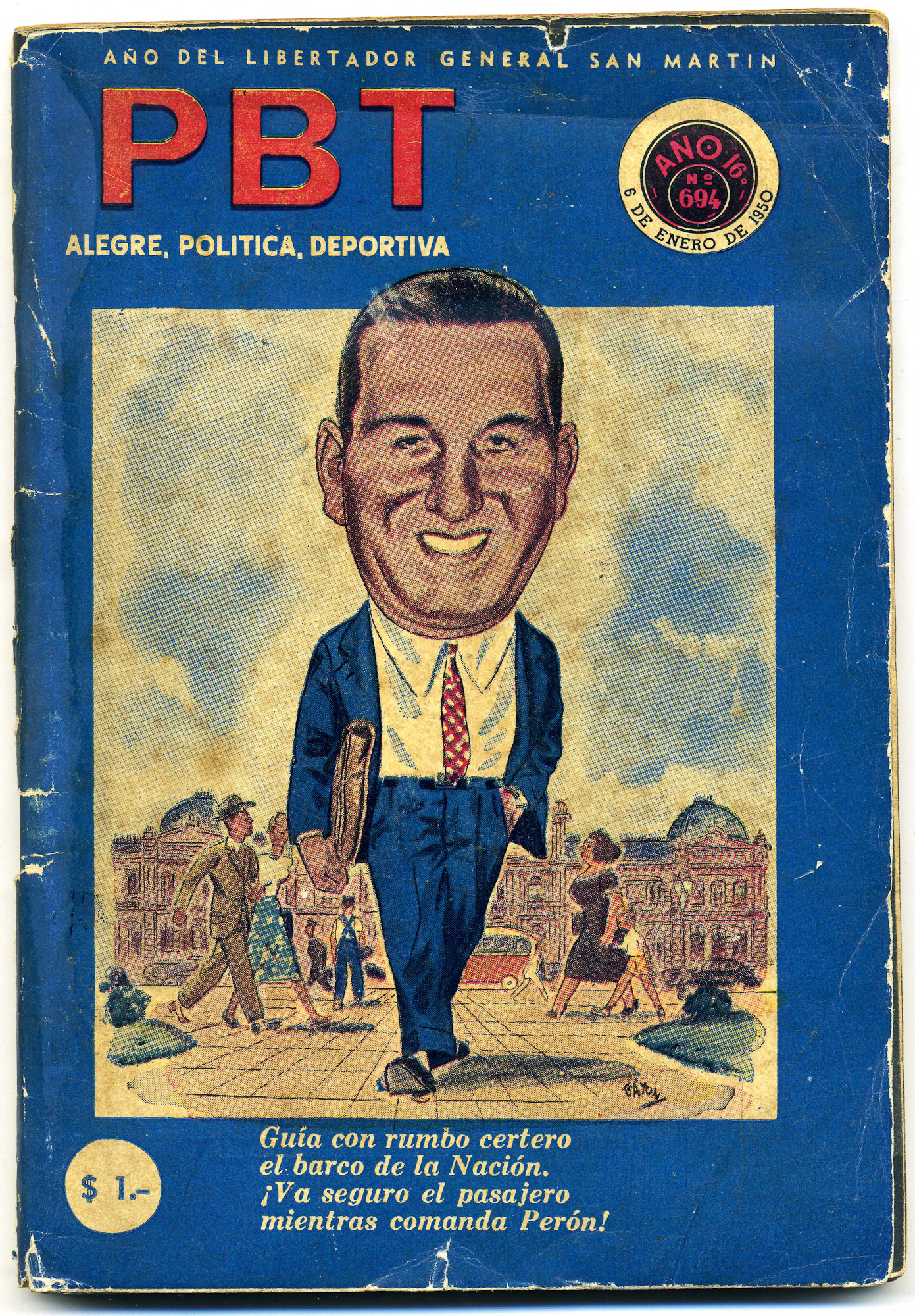

El 15 de noviembre de 1950, comenzó una huelga ferroviaria en Argentina por reclamos salariales. Finalizó ocho días después con un «acuerdo de caballeros» entre huelguistas y Juan Francisco Castro (ministro de Trabajo), conforme al cual se decidió que retornarían al trabajo al día siguiente. Se les concedería un aumento salarial y se dejarían sin efecto las sanciones aplicadas a los huelguistas.
En la primera semana de diciembre de 1950, el gobierno dejó sin efecto el convenio alcanzado. El 16 de enero de 1951, Perón hizo renunciar al ministro Castro. Comenzó luego una nueva huelga para reclamar la libertad de los dirigentes presos; el gobierno declaró ilegal el conflicto. En un discurso pronunciado el 24 de enero de 1951, Perón afirmó, refiriéndose a los trabajadores ferroviarios: «El que vaya a trabajar, estará movilizado, y el que no vaya será procesado e irá a los cuarteles para ser juzgado por la justicia militar, de acuerdo con el código de justicia militar». Cerca de dos mil trabajadores fueron detenidos y unos trescientos quedaron en prisión, produciéndose el retorno al trabajo de los huelguistas tres días después. El 20 de junio de 1951, Perón indultó a 611 obreros procesados, quedando alrededor de 24 en prisión.
Entre 1945 y 1948, los salarios reales de los empleados públicos tuvieron un alza del 35 %, y los de los obreros industriales subieron en un promedio del 50 %. En el mismo período, el consumo ―tanto en el sector público como en el privado― subió alrededor del 20%. Las cajas de jubilaciones pasaron de tener 300 000 afiliados en 1944 a 3 500 000 en 1949. Se estableció por ley un fondo para otorgar pensiones a toda persona de escasos recursos mayor de 60 años, no amparada por ningún sistema jubilatorio.
A esta realidad se sumaron los beneficios del salario indirecto:
- planes de vivienda;
- distribución gratuita de indumentaria para escolares;
- distribución gratuita de textos escolares;
- colonias de vacaciones gratuitas;
- atención personalizada de necesidades individuales y familiares, por parte de la Fundación Eva Perón.

### Política energética

Logotipo de la empresa Gas del Estado.

Juan Domingo Perón retomó la política energética de corte nacionalista que había impulsado Yrigoyen con la creación de YPF, mediante la nacionalización de los hidrocarburos que quedó respaldada gracias al artículo 40 de la Constitución de 1949. En seis años de gobierno se llegó a aumentar en un 50 % la producción de petróleo, llegando a tener el 84 % del total de la extracción de crudo, con una política de subsidios al consumo. Sin embargo, no llegó a alcanzar el autoabastecimiento. Fue estatizada la ANSEC, que tenía la explotación del servicio eléctrico en la mayor parte del interior del país. Creó la empresa estatal Agua y Energía Eléctrica y fomentó el desarrollo de usinas populares cooperativas.
El plan aprobado por Perón en materia energética, incluía asimismo la electrificación rural ―abandonada por los trusts internacionales―, y la prohibición de nuevas concesiones de energía y gas, que quedarían a cargo del Estado, salvo razones excepcionales.
Desde el primero de enero de 1946 había quedado estructurado el mecanismo de la Dirección Nacional de Energía, dando nacimiento a cuatro entidades: Gas del Estado, Combustibles Sólidos y Minerales; Centrales Eléctricas del Estado y Combustibles Vegetales y Derivados. En 1943, el país tenía una potencia instalada en centrales hidroeléctricas de 45 000 kW; para 1952, la empresa nacional Agua y Energía tenía siete veces más: 350 000 kW.
A esto debe agregarse una cartera de estudios y proyectos por valor de 6 millones de kilovatios.
De esta manera el gobierno consolidó un sistema energético integrado que junto a la producción de combustibles por parte de YPF se articulaban de forma estratégica. En este modelo, las empresas del Estado eran la punta de lanza de un sistema energético integrado y centralizado, en el que la producción de energía y agua se consolidaron como un «bien público» y la producción de petróleo y acero bienes estratégicos para abastecer el entramado industrial. En los años cincuenta se crea también la CNEA (Comisión Nacional de Energía Atómica).
Durante el Gobierno de Perón, se realizaron en el marco del Primer Plan Quinquenal (1947-1952), grandes obras de infraestructura en todo el país: se interconectaron las Centrales Puerto Nuevo (CADE) y Nuevo Puerto (CIADE) con lo que se logró un sistema interconectado de generación en el ámbito de la Capital Federal y el Gran Buenos Aires, al que se sumarían 14 provincias. Además a través del Primer Plan Quinquenal se llevaron a cabo un conjunto de importantes obras públicas, en el área energética y las industrias pesada y minera, acompañándolos con un mejoramiento en la infraestructura, es decir en los transportes, caminos y obras hidroeléctricas, destinadas a modernizar la infraestructura del país, necesaria para el proceso de industrialización acelerado que su gobierno desarrollista promovía. La producción de energía eléctrica entre 1946 y 1955 (en millones kWh y considerando la autoproducción) pasó de 3,84 en 1946 a 7,20 millones en 1952.
El Primer Plan Quinquenal (1947-1952) había dado como resultado la iniciación de obras de 41 centrales hidroeléctricas en todo el país. Las más importantes por su potencia instalada eran:
- Condarco y Nihuil I y II (en Mendoza),
- Escaba (en Tucumán),
- Ameghino (en Chubut) y
- Cassaffousth, Molinos I y San Roque (en Córdoba).[181]

En lo concerniente a las líneas de transmisión se habían finalizado importantes tramos tales como Río Tercero-Córdoba (100 km), Escaba-Tucumán (100 km) y Concepción del Uruguay-Rosario (92 km), y existían diversas líneas en construcción en diversos puntos de la Argentina.
También hubo un vertiginoso aumento de producción de acumuladores, lámparas eléctricas, motores eléctricos, pilas, baterías y discos fonográficos. La venta de heladeras entre 1950 y 1955 aumentó más de cuatreo veces y las máquinas de coser en los mismos años creció cincuenta veces.
Para el Segundo Plan Quinquenal (1952-1957) se inició la construcción de 11 centrales térmicas y 45 hidroeléctricas más. También para la distribución de aguas para regado se inició la construcción de 29 embalses, 59 diques y otras obras. (En 1955, la dictadura de Pedro Eugenio Aramburu ―la Revolución Libertadora― descontinuó todas las obras públicas del Segundo Plan Quinquenal, que solo llevaba tres años).
Perón también impulsó la diversificación energética. En 1948, el gobierno peronista proyectó el desarrollo de los biocombustibles. Esta visión innovadora en materia energética se completaría en 1950 con la creación de la Comisión Nacional de Energía Atómica (CNEA). Se interconectaron las centrales Puerto Nuevo (CADE) y Nuevo Puerto (CIAE).
Se construyeron 41 centrales hidroeléctricas en todo el país, aumentando la potencia hidroeléctrica instalada de 45 000 kW (kilovatios) en 1943, a 350 000 kW en 1952. Firmó un contrato el 11 de diciembre de 1947 entre YPF y la empresa petrolera estadounidense Drilexco, para la exploración de cuarenta pozos de petróleo, ya que los recursos que tenía el Estado no eran suficientes para logar por sí solo el autoabastecimiento. El presidente mandó al Congreso una ley para inversiones en el rubro petrolero. La ley fue sancionada con éxito en 1953.
Comenzado el segundo mandato de Perón en 1952, la Argentina se encontraba en una aguda crisis energética: YPF se encontraba muy lejos de autoabastecer de combustible al país, importaba un 60 % y en 1954 tuvo su primera crisis en la balanza de pagos.
Ante esta situación, Perón decide ir a fondo con el objetivo del autoabastecimiento y plantea la firma del contrato con la Standard Oil de California, reconociendo la imposibilidad operativa de YPF para alcanzar este objetivo, la compañía explotaría una extensa área del sur argentino con yacimientos. El contrato establecía una explotación de carácter mixto (joint venture), mediante el cual la California produciría en forma conjunta con YPF los 9 000 000 de metros cúbicos que la Argentina importaba, anulando un gasto extra de casi trescientos millones de dólares en concepto de importación de combustible. Por medio de este acuerdo, Perón buscaba incrementar la producción petrolera en los años sucesivos con el fin de mantener el abastecimiento interno y e incluso comenzar la exportación de petróleo y sus derivados, para poder aumentar así la disponibilidad de divisas.
Existía el temor de que se produjeran concesiones abusivas a las petroleras extranjeras bajo la nueva reglamentación, el legislador John William Cooke fue un notable opositor de la misma, y el mismo quedó sin efecto tras el golpe de Estado que derrocó a Perón en 1955. también se opondría fuertemente el futuro presidente Frondizi.
Se creó la empresa distribuidora Gas del Estado, para la distribución de aquel recurso. Se puso en marcha el primer gasoducto que conectó la ciudad de Comodoro Rivadavia con la Ciudad de Buenos Aires, de una longitud de 1600 km. Fue inaugurado el 29 de diciembre de 1949, siendo el primero de su especie en Sudamérica y el más largo del mundo para ese momento, se construyó además sin financiamiento externo. Pero tras el golpe de Estado de 1955 no se llegaron a construir las válvulas y terminales para que el gasoducto fuera capaz de transportar gas a los hogares. A su vez, la reforma constitucional nacionalizó los yacimientos petroleros, haciendo así de YPF un monopolio estatal.
Durante sus años en el exilio, Perón dijo al respecto de YPF:

Yo creo que YPF no tiene ni capacidad organizativa ni capacidad técnica ni capacidad financiera para un esfuerzo de esa naturaleza. Los sistemas empleados en la Argentina distan mucho de los nuevos métodos de exploración, prospección, cateo y exploración racional de los yacimientos modernos. Los costos de producción de YPF son absolutamente antieconómicos. Hacer de esto una cuestión de amor propio es peligroso y estúpido… Estos nacionalistas de opereta han hecho tanto mal al país con sus estupideces como los colonialistas con su viveza. Unos negativos y otros excesivamente positivistas representan dos flagelos para la economía del país.
Juan Domingo Perón.

En este sentido, para 1946, la capacidad de refinación de YPF era de 2 435 000 m³ anuales, mientras que hacia el fin del segundo gobierno peronista, esta se había ampliado a 6 083 054 m³: la perforación de pozos se multiplicaría por tres. Durante los años de gobierno peronista se descubrieron los importantes yacimientos de Campo Durán y Madrejones, así como también otras en Mendoza, Plaza Huincul, Río Gallegos y Tierra del Fuego.

### Actos de violencia
Las dos primeras presidencias de Perón se caracterizaron por una violencia política creciente. Los peronistas cuestionaron las acciones racistas, clasistas, golpistas y terroristas de los antiperonistas, concretadas en asesinatos, masacres y golpes de Estado,
en tanto que éstos cuestionaron las torturas policiales, las detenciones arbitrarias, la violación a la libertad de prensa y expresión y los asesinatos políticos producidos por la acción u omisión del gobierno.
Entre los actos de violencia más cuestionados al gobierno, se encuentran: la detención y condena al sindicalista Cipriano Reyes acusado de formar parte de un complot golpista; las torturas causadas por la Policía Federal a Ernesto Mario Bravo, Luis Vila Ayres, Juan Ovidio Zavala, Roque Carranza, Yolanda J. V. de Uzal, los hermanos María Teresa y Jorge Alfredo González Dogliotti; la renuncia y cesantía de gran cantidad de docentes universitarios; la detención de diputados opositores como Ricardo Balbín, Ernesto Sanmartino y Alfredo Palacios; las restricciones a la libertad de expresión y de prensa; la expropiación de los diarios La Prensa y La Nueva Provincia; la condena judicial por desacato y encarcelamiento de Michel Torino propietario del diario El Intransigente de Salta; la quema del local central y biblioteca del Partido Socialista y de otros locales de partidos no peronistas y del Jockey Club; la quema de iglesias del 16 de junio de 1955; la tortura, asesinato y desaparición del médico Juan Ingallinella,
a la vez que tomó el control de todas las emisoras de radio e impulsó la creación de medios peronistas.
Entre los actos de violencia más cuestionados a los antiperonistas, se encuentran: la detención y plan de asesinato de Perón en octubre de 1945; el plan de golpe de Estado de febrero de 1946; la generalización de expresiones públicas de odio y discriminación como «aluvión zoológico», «grasas», «cabecitas negras», «sarampión populista», «¡Viva el cáncer!» cuando Eva Perón estaba muriendo de esa enfermedad; la creación de comandos civiles terroristas; el golpe de Estado del 28 de septiembre de 1951, el atentado terrorista del 15 de abril de 1953 en Plaza de Mayo; el bombardeo y ametrallamiento de Plaza de Mayo del 16 de junio de 1955, que causó más de 350 muertos y 800 heridos; el golpe de Estado del 16 de septiembre de 1955 que derrocó a Perón; la vejación, secuestro y desaparición del cadáver de Eva Perón; los fusilamientos y asesinatos de peronistas de 1956 que causaron la muerte del teniente coronel José Albino Yrigoyen, el capitán Jorge Miguel Costales, Dante Hipólito Lugo, Clemente Braulio Ros, Norberto Ros, Osvaldo Alberto Albedro, Carlos Lizaso, Nicolás Carranza, Francisco Garibotti, Vicente Rodríguez, Mario Brión, Carlos Irigoyen, Ramón R. Videla, Rolando Zanetta, teniente coronel Oscar Lorenzo Cogorno, subteniente de reserva Alberto Abadie, coronel Eduardo Alcibíades Cortines, capitán Néstor Dardo Cano, coronel Ricardo Salomón Ibazeta, capitán Eloy Luis Caro, teniente primero Jorge Leopoldo Noriega, suboficial Néstor Marcelo Videla, suboficial principal Ernesto Gareca; suboficial principal Miguel Ángel Paolini; cabo músico José Miguel Rodríguez; sargento Hugo Eladio Quiroga, Miguel Ángel Maurino, sargento ayudante Isauro Costa, sargento carpintero Luis Pugnetti, sargento músico Luciano Isaías Rojas, general de división Juan José Valle y Aldo Emil Jofré; la ilegalización del peronismo realizada en 1956 y los miles de detenciones y cesantías de militantes, artistas, deportistas, empleados públicos y docentes simpatizantes del peronismo; la intervención militar de los sindicatos en 1956; la derogación por proclama militar de la Constitución de 1949; las restricciones a la libertad de expresión y de prensa; la anulación de las elecciones de 1962; la desaparición y encubrimiento del asesinato del sindicalista Felipe Vallese en 1962; la detención del avión en que Perón pretendía volver a la Argentina en 1964 por parte la dictadura militar brasileña a pedido del gobierno argentino de Arturo Illia; la proscripción del Partido Peronista entre 1955 y 1972 y de Perón hasta 1973.
El odio mutuo entre peronistas y antiperonistas se extendería por muchos años. En 1973 Perón y el líder radical Ricardo Balbín, se abrazaron públicamente con el fin de transmitir a la población la necesidad de cesar en ese odio, con un resultado limitado. Entre muchas otras personas involucradas, el peronista Antonio Cafiero -que fuera Ministro de Economía de Perón- y el historiador y político radical Félix Luna, han reflexionado sobre la violencia política mutua entre peronistas y antiperonistas:

Félix Luna (1993): Era una atmósfera en donde la oposición era tomada como si fuese una sombra negativa en el país, un sector que, por no compartir los ideales de la mayoría, debía ser marginado del proceso político.

Antonio Cafiero (2003): Los atentados terroristas de aquella infausta tarde marcaron el comienzo de una etapa de violencia, dolor y muerte que habría de extenderse durante treinta años de Historia argentina. Aquellos vientos sembrados en la tarde del 15 de abril trajeron estas tempestades posteriores. Debo decirlo: fueron los peronistas los que pagaron el tributo más alto a esta ordalía. Porque la violencia tuvo dos caras. La del peronismo, durante la época de la proscripción y del exilio (1955-1973), se caracterizó por una suerte de jactancias verbales y el ataque a bienes físicos simbólicos, por cierto muy valiosos y respetables. En cambio, la del antiperonismo se caracterizó por el terrorismo brutal y el desprecio al valor de la vida humana. Los peronistas fueron insolentes. Pero el antiperonismo rezumaba odio. Los peronistas alardeaban: los antiperonistas fusilaban. Hubo que esperar veinte años para alcanzar la reconciliación de peronistas y antiperonistas que nos legaron Perón y Balbín.

La dictadura militar instalada en 1976, de ideología antiperonista, llevó la violencia política al paroxismo del genocidio y terrorismo de Estado sistemático. Luego de recuperada la democracia el 10 de diciembre de 1983, la violencia política entre peronistas y antiperonistas se redujo sustancialmente.

### Reforma constitucional
En 1949, durante el primer gobierno de Perón, se reformó la Constitución Nacional, incorporándose los derechos laborales y sociales (Art. 37) que caracterizaron al constitucionalismo social y las bases jurídicas para expropiar grandes empresas monopólicas (Art. 40). Al mismo tiempo se establecía la reelección presidencial indefinida (Art. 78). Esta Constitución sería derogada por una proclama del régimen militar que derrocó al gobierno peronista.

### Derechos políticos de los habitantes de los territorios nacionales

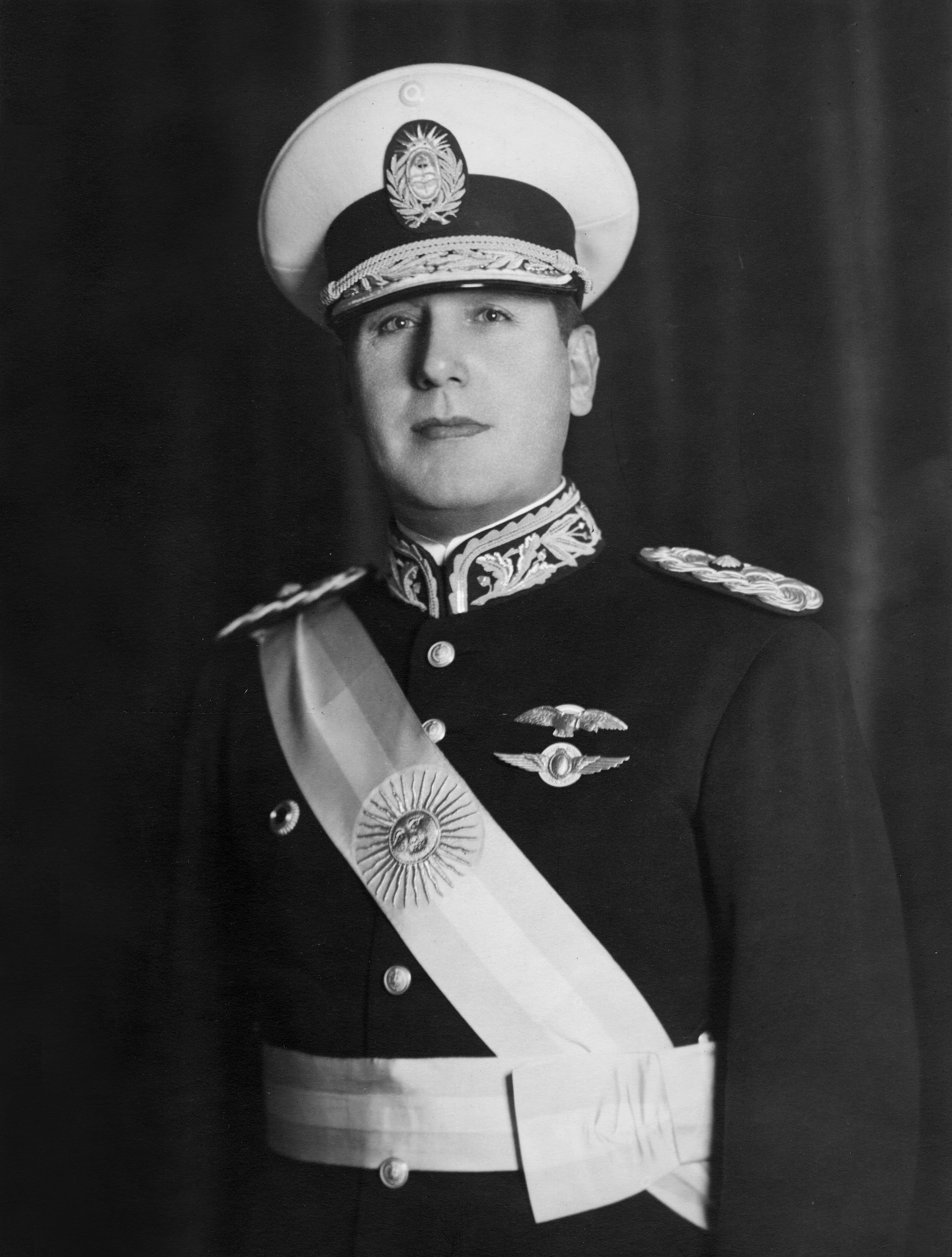
Retrato oficial durante el primer mandato de Juan Domingo Perón, en 1946.

Perón daría inicio durante su primera presidencia a una política de reconocimiento de los derechos políticos en los territorios nacionales ―Chaco, Chubut, Formosa, La Pampa, Misiones, Neuquén, Río Negro, Santa Cruz y Tierra del Fuego, Antártida e Islas del Atlántico Sur―, cuyos habitantes no podían elegir sus propias autoridades, ni elegir las autoridades nacionales. Por entonces sólo tenían derechos políticos los ciudadanos que habitaban las catorce provincias existentes ―Buenos Aires, Catamarca, Córdoba, Corrientes, Entre Ríos, Jujuy, La Rioja, Mendoza, Salta, San Juan, San Luis, Santa Fe, Santiago del Estero y Tucumán― y la Capital Federal.
El artículo 82 de la Constitución de 1949 había establecido que las elecciones del presidente y vicepresidente debía realizarse por voto directo de todos los ciudadanos que habitaran las provincias, la Capital Federal y los territorios federales. Hasta entonces, la elección la realizaban los colegios electorales provinciales, que sólo podían ser elegidos por quienes habitaban las provincias y la Capital Federal. A fin de reglamentar ese derecho, Perón dictó el Decreto n.º 17 821 del 10 de septiembre de 1951, habilitando por primera vez la participación de los habitantes de los territorios nacionales en las elecciones presidenciales de 1951, en las que también votaron por primera vez las mujeres.
En el mismo decreto Perón estableció el cargo de delegado de cada territorio nacional ante la Cámara de Diputados de la Nación, elegidos por los ciudadanos de cada uno de los territorios. Los delegados tenían voz y voto en las comisiones, pero en las sesiones plenarias solo tenían voz y no integraban el cuórum. Finalmente estableció que a partir de 1951 las autoridades de los municipios localizados en los territorios nacionales serían elegidos por el voto popular.
La política de ampliación de derechos políticos se completó con el proceso de provincialización de los mismos, a fin de que sus autoridades fueran elegidos por los propios habitantes de los territorios nacionales. Por Ley 14 037 del 8 de agosto de 1951 se provincializaron los dos primeros territorios provincializados: Chaco y La Pampa. Las nuevas provincias se constituyeron pocos meses después mediante sendas asambleas constituyentes, elegidas democráticamente, que sancionaron sus respectivas constituciones y el nombre que llevarían, decidiendo llamarlas Juan Perón y Eva Perón, respectivamente. Durante su segunda presidencia se sancionaron las leyes provincializando todos los demás territorios nacionales, aunque la dictadura que lo derrocó revertiría parcialmente la decisión, reestableciendo el territorio nacional de Tierra del Fuego. El restablecimiento del voto indirecto impidió que los habitantes de Tierra del Fuego votaran en las elecciones presidenciales hasta 1973.

## Segunda presidencia (1952-1955)

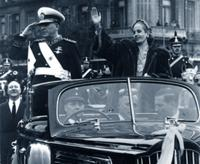
Perón y Evita el 4 de junio de 1952, durante su segunda asunción presidencial.

La reforma de la Constitución Nacional Argentina, permitió la reelección del presidente; Perón se presentó nuevamente como candidato ―en las primeras elecciones nacionales en que votaban las mujeres― y obtuvo la victoria con un 62% de los votos.
Al sancionarse la reforma constitucional de 1949, el principal partido opositor, la Unión Cívica Radical, debatió si sus representantes en el Congreso debían jurar sobre la Constitución de 1949, o negarse a hacerlo; el sector unionista, encabezado por Miguel Ángel Zavala Ortiz, con una postura golpista, sostuvo que la UCR debía desconocer la legitimidad de la Constitución de 1949; en contra se pronunció el jefe de la bancada radical, Ricardo Balbín, quien sostuvo que la UCR debía jurar por la Constitución de 1949; la postura de Balbín fue mayoritaria y la bancada radical juró por la Constitución de 1949. Algunos diputados opositores [¿quién?] contemporáneos consideraron la reforma, y por lo tanto la reelección, ilegítima, pero no les permitieron impugnar la candidatura; Al día de hoy, historiadores y especialistas en derecho, sostienen esta misma ilegitimidad, mientras otros historiadores y juristas sostienen su plena legitimidad, y precisamente, la reforma constitucional de 1949 nunca volvió a aplicarse, luego de que fuera abolida en 1956 por el dictador Pedro Eugenio Aramburu. Luego de que el peronismo hubiera reemplazado a cuatro de los cinco miembros de la Corte Suprema en 1947, ésta consideró legítima la Constitución de 1853; cuando se sancionó la reforma constitucional de 1949, sostuvo la legitimidad de la misma y la aplicó en diversos fallos, incluso elaborando una jurisprudencia interpretando orgánicamente los preceptos de la reforma de 1949. Años después, esa Corte fue depuesta por la dictadura que usurpó el poder en 1955, y la reforma fue deslegitimada al año siguiente por una proclama del dictador Pedro Eugenio Aramburu. Nunca más esta reforma sería legitimada por la Corte Suprema, en su validez posterior al momento en que fuera abolida por la dictadura.
En la Convención Constituyente de 1957 (en la que el peronismo estaba proscripto), el Partido Laborista y el Partido de los Trabajadores exigieron respetar la vigencia de la Constitución de 1949. El dictador Pedro Eugenio Aramburu había abolido la reforma constitucional a través de la proclama del 27 de abril de 1956, argumentando que el artículo 30 de la Constitución, ya que, en el momento de votar la necesidad de la reforma constitucional, esta ley se aprobó sin cumplir con los dos tercios de los miembros de la cámara de diputados; La abolición fue realizada por un gobierno de facto sin cumplir con los requisitos de la Constitución. Los cambios realizados durante este tipo de gestión son luego aprobados o revertidos en democracia (como, por ejemplo, sucedió con el decreto de aguinaldo de 1945 aprobado por Edelmiro Julián Farrell, y luego legitimado en democracia), cosa que no sucedió con la reforma constitucional de 1949, que continúa sin aplicarse al día de hoy. En 1994 peronistas y radicales realizaron un pacto para realizar una nueva reforma constitucional en la que ambos partidos compatibilizaron sus propuestas constitucionales históricas, entre ellas la posibilidad de una reelección presidencial y el voto directo.

### Derechos políticos de los habitantes de los territorios nacionales
En su segunda presidencia, Perón continuó su plan de ampliación de los derechos políticos de los habitantes de los territorios nacionales, impulsando la provincialización de todos los territorios que aún restaban: Chubut, Formosa, Misiones, Neuquén, Río Negro, Santa Cruz y Tierra del Fuego ―estos dos últimos fusionados en una sola provincia. Estas medidas fueron parcialmente anuladas por la dictadura que derrocó a Perón en 1955, reestableciendo el territorio nacional de Tierra del Fuego, cuyos habitantes perderían así los derechos que les otorgaba la provincialización.
El 21 de diciembre de 1953 se firmó un acta de unión económica entre Argentina y Ecuador, y el 9 de septiembre de 1954 se firmó otro acta de unión económica con Bolivia. Se creó la empresa distribuidora Gas del Estado, para la distribución de aquel recurso. Se puso en marcha el primer gasoducto que conectó la ciudad de Comodoro Rivadavia con la Ciudad de Buenos Aires, de una longitud de 1600 km. Fue inaugurado el 29 de diciembre de 1949, siendo el primero de su especie en Sudamérica y el más largo del mundo para ese momento, se construyó además sin financiamiento externo. También a partir de 1953 a 1955 se construyeron los autos justicialistas. En su segundo mandato Perón continuó su plan de ampliación de la industria. En 1955 el gobierno fundó el Instituto Balseiro que forma profesionales en Física, Ingeniería Nuclear, Ingeniería Mecánica, Ingeniería en Telecomunicaciones y postgraduados en Física, Física Médica e Ingeniería.

### Economía
El IAPI comenzó nuevamente a subvencionar al sector agrario y se llevó adelante un «Plan Económico de Coyuntura», además de iniciar la búsqueda de inversiones de capital extranjero en el sector petrolero con el propósito de desarrollar la industria pesada. Fue motivo de polémicas y atrajo las críticas de los opositores, entre ellos Frondizi. Los productos argentinos habían sido excluidos de forma deliberada de los mercados europeos que participaron en el Plan Marshall debido a las diferencias políticas entre los Estados Unidos y el gobierno de Perón; llevando a una crisis en 1952. Esto dañaría al sector agrario argentino, dependiente de Europa en lo que respecta a sus exportaciones agrarias, y ayudaría a precipitar el deterioro de la economía del país, la fuente de ingresos genuinos del Estado Argentino se vio cercenada en gran medida
que se hizo evidente desde finales de la primera presidencia de Perón. Los salarios, que habían aumentado considerablemente hasta ese momento, se congelaron ―al igual que los precios― por medio de contratos bianuales.
El gobierno respondió con un aumento las tasas de interés de los créditos bancarios, disminuyendo la presión inflacionaria pero frenando el rápido crecimiento de la participación de los sueldos en la producción total.
En 1952 el gobierno peronista decidió saldar completamente la deuda externa, el país deudor de m$n 12 500 millones se convertía en acreedor por más de m$n 5000 millones. Quedaron a cargo del Estado las tareas de venta de los saldos exportables de la producción nacional y de compra de los combustibles, materias primas y bienes de capital que requiriera el desarrollo agropecuario, industrial y minero del país.
Comercio regional: el Estado debía encarar las tratativas con las naciones latinoamericanas teniendo en cuenta la necesidad de complementación entre las economías nacionales y de defensa conjunta de sus intereses. Asimismo, en el conjunto de relaciones comerciales con países de la misma región y de otras y ante los organismos económicos internacionales, el Estado debía defender los siguientes principios: las relaciones económicas internacionales sólo podían realizarse plenamente entre naciones libres; el comercio internacional debía contribuir a la independencia económica dentro del marco de la cooperación. El desarrollo de los países económicamente menos evolucionados debía lograrse mediante la industrialización progresiva, en términos de intercambio equitativos y condiciones de menor vulnerabilidad externa; el comercio internacional debía realizarse mediante la aceptación generalizada de la paridad entre precios de artículos manufacturas y materias primas; la adopción de una política anticíclica universal y permanente preservaría a las naciones menos desarrolladas de las tendencias depresivas que podían generarse en las economías desarrolladas; debían condenarse las medidas discriminatorias que amenazaran la estabilidad, el desarrollo y la independencia económica de los países; se debía propender a que los fines, estructura y decisiones de las organizaciones económicas internacionales se adecuaran a los principios y objetivos fundamentales que planteaba el plan.
Las ramas industriales privilegiadas en esta segunda etapa del proceso de sustitución de importaciones, del Segundo Plan Quinquenal (1952-1957) fueron la automotriz, la petrolera y petroquímica, la química, la metalúrgica y la de maquinarias eléctricas y no eléctricas, orientadas a ser industrias de base para el país. Las inversiones se orientaron hacia el aprovechamiento de las posibilidades que ofrecía un mercado interno protegido.El sector agropecuario se modernizó: a partir del desarrollo de la industria siderúrgica y petroquímica, se impulsó la tecnificación y la provisión de fertilizantes, plaguicidas y maquinarias, de forma que se hizo incrementar la producción y productividad agropecuaria.
La locomotora diésel eléctrica n.º 1, CM1 Justicialista, fue construida desde 1952 y comenzó a desempeñarse durante el verano de 1952-1953, cubriendo el recorrido de 400 kilómetros entre Constitución y Mar del Plata en 3 horas y 45 minutos. En el siguiente año hizo periódicos viajes a Bariloche y Mendoza, con una velocidad promedio de 150 km/h.
En 1953 se promulgó la ley n.º 14 122, que trató de otorgar garantías jurídicas a los propietarios; su principal objetivo era atraer empresas a la producción metal-mecánica en Córdoba en asociación con la Fábrica Militar de Aviones. También en Córdoba se instaló una fábrica de automóviles denominada Industrias Kaiser Argentina. Ambas empresas obtuvieron créditos generosos de parte del Banco Industrial, garantías de reserva del mercado interno e instalaciones, equipos y personal calificado, logrando así beneficios desde el primer año de actividad. Estos fueron los mayores frutos de expansión industrial asociada con el capital externo, creando el primer y mayor polo metal-mecánico del país hasta el momento. Se instalaron grandes fábricas para la producción de motores, automotores, locomotoras y aviones, además de crear la Fábrica Militar de Aviones en IAME (Industrias Aeronáuticas y Mecánicas del Estado) y luego en DINFIA (Dirección Nacional de Fabricaciones e Investigaciones Aeronáuticas). Las ramas industriales privilegiadas en esta segunda etapa del proceso de sustitución de importaciones, del Segundo Plan Quinquenal (1952-1957) fueron la automotriz, la petrolera y petroquímica, la química, la metalúrgica y la de maquinarias eléctricas y no eléctricas, orientadas a ser industrias de base para el país. Las inversiones se orientaron hacia el aprovechamiento de las posibilidades que ofrecía un mercado interno protegido. El sector agropecuario se modernizó: a partir del desarrollo de la industria siderúrgica y petroquímica, se impulsó la tecnificación y la provisión de fertilizantes, plaguicidas y maquinarias. A partir de 1953 se dio un acercamiento entre Estados Unidos y Argentina, se alentó la incorporación a la economía nacional de capitales extranjeros.
Logró una serie de importantes acuerdos económicos con Chile, Ecuador, Paraguay, Bolivia, Nicaragua y finalmente con Brasil, la Unión Económica. Estos acuerdos estipularon la reducción de las barreras aduaneras, liberación de impuestos de ciertos productos y la apertura de una línea de crédito entre los países firmantes.
Hacia 1953 se logró controlar el proceso inflacionario, y la economía volvió a crecer aceleradamente desde principios de 1955.

### Crisis social y conflicto con la Iglesia
El 26 de julio de 1952 murió la primera dama Eva Perón, lo que produjo una crisis en Perón que empezó a tomar ciertas medidas que deterioraron la relación entre la Iglesia católica y el gobierno peronista que se fue agravando con el tiempo.
Eva fue designada desde entonces como «jefa espiritual de la nación», título honorífico que había recibido días antes. A partir de entonces, cada día al llegar las 20:25 todas las emisoras de radio debieron informar que a esa hora Evita «pasó a la inmortalidad».

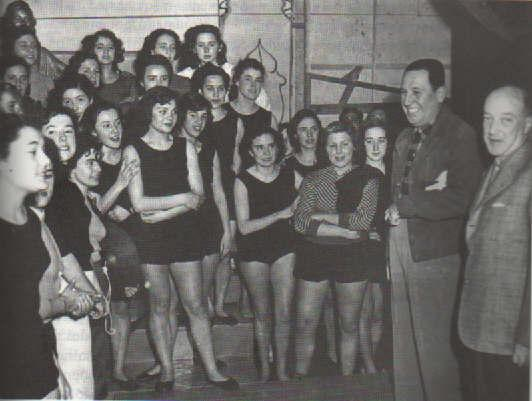
Perón con estudiantes de la Unión de Estudiantes Secundarios (UES) en 1953.

Durante este período convergió la irritación de grupos que hasta entonces habían apoyado al gobierno con el de la oposición, que consideraba al peronismo un tipo de populismo basado en el resentimiento social de las clases populares contra lo que denominaba genéricamente «la oligarquía», que incluye a la clase media-alta y alta argentina, atribuyéndoles una posición promotora de la desigualdad social.
A fines del año 1954 se inició una compleja escalada de enfrentamientos entre el gobierno y la Iglesia católica, que hasta ese año había apoyado activamente al peronismo. A partir de gestos opositores relativamente modestos por parte de la jerarquía eclesiástica, el gobierno reaccionó sancionando la Ley N.º 14 394, cuyo artículo 31 incluye el divorcio.
Poco después, la municipalidad de Buenos Aires, entonces controlada por el presidente de manera directa, prohibió a los comerciantes exponer pesebres u otras figuras religiosas en conmemoración de la Navidad.
En una escalada de pocos meses, el gobierno suprimió el carácter de días no laborables a ciertas festividades religiosas católicas,
permitió la apertura de establecimientos para ejercer la prostitución,
prohibió las manifestaciones religiosas en los lugares públicos,
y expulsó a dos obispos ―Manuel Tato y Ramón Novoa― del país.

### El derrocamiento (1955)

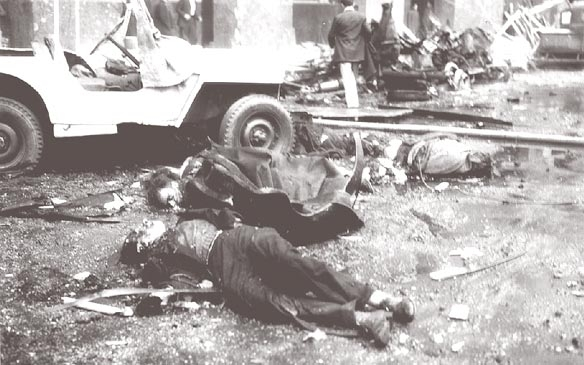
Víctimas del Bombardeo de la Plaza de Mayo.

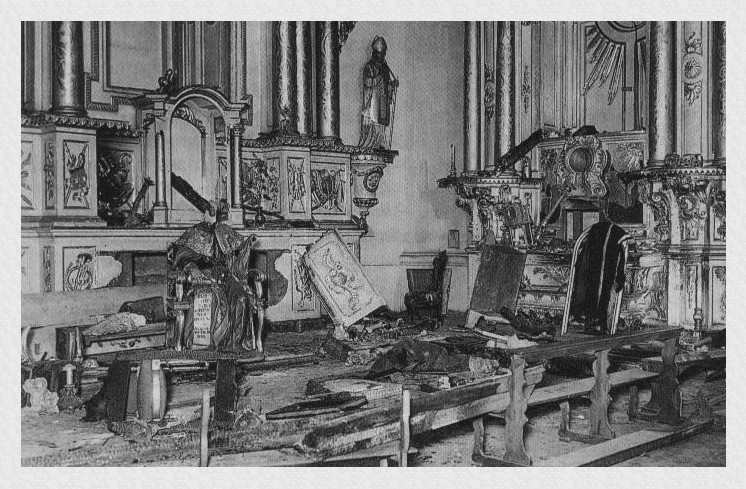
Iglesia de San Ignacio después de la quema de iglesias del 16 de junio de 1955, perpetrada por los seguidores del presidente Perón en respuesta al bombardeo de Plaza de Mayo perpetrado por los antiperonistas.

Desde 1951 sectores cívico-militares antiperonistas habían venido desarrollando actos terroristas a través de los denominados comandos civiles.
El 16 de junio de 1955 los comandos civiles, integrados por conservadores, radicales
y socialistas, junto con la Marina de Guerra y sectores de la Iglesia católica intentaron un golpe de Estado que incluyó el Bombardeo de la Plaza de Mayo y el centro de la ciudad de Buenos Aires con más de 364 muertos y centenares de heridos. El ataque se produjo con una veintena de aviones de la Aviación Naval sobre la multitud que se encontraba en una manifestación. Los ataques continuaron hasta las 18 horas. El Ejército instaló tanques y baterías antiaéreas para proteger al presidente, por lo que a los insurgentes se les ordenó atacar a los miembros del Ejército y a los civiles que apoyaban a Perón. Finalmente, los atacantes pidieron asilo político en Uruguay.

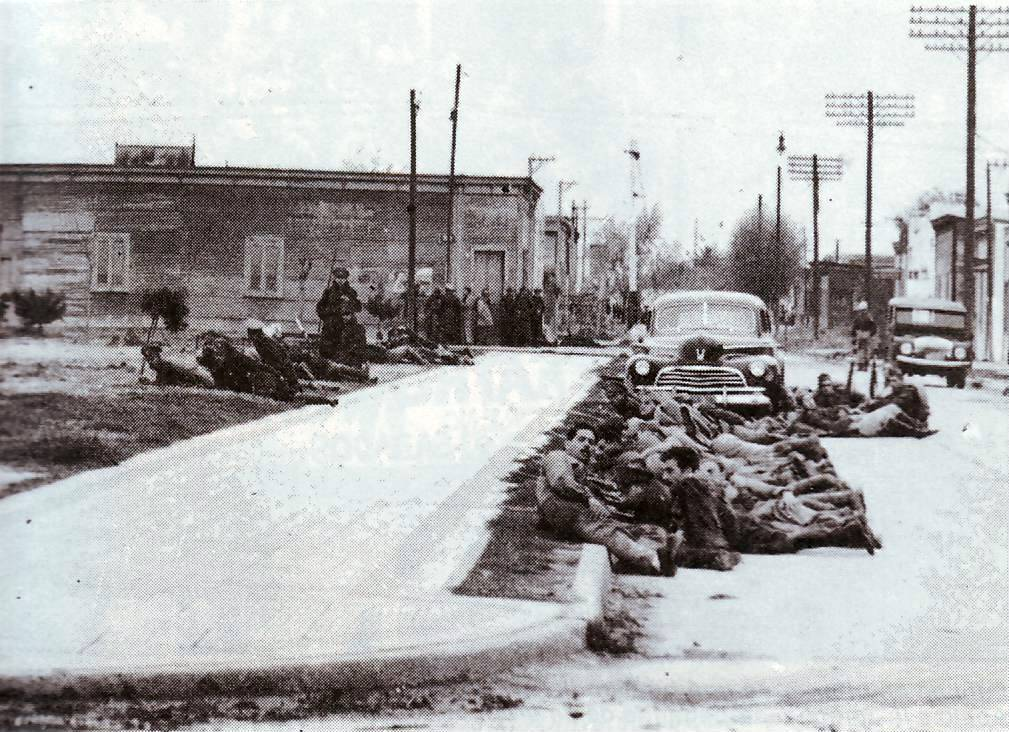
Tropas leales al gobierno de Perón resisten el Golpe de Estado en la localidad bonaerense de Ensenada.

Luego Perón pidió calma a la población, en un discurso público por radio, pero se produjo la quema de varias iglesias ―atribuidas a los peronistas o a los comunistas― mientras la policía no actuaba y los bomberos se limitaban a impedir que el fuego se propagase a los edificios vecinos.
Perón dio entonces por finalizada la llamada revolución peronista, y llamó a los partidos políticos opositores a establecer un proceso de diálogo que evitara la guerra civil. El 15 de julio Perón en un discurso insistió en el llamado a la pacificación; los partidos políticos opositores volvieron a pedir el uso de la radio y esta vez fue concedido. Por primera vez en diez años los opositores pudieron utilizar los medios de difusión estatales.
En su discurso del 27 de julio de 1955 Arturo Frondizi aceptó la pacificación a cambio de un plan concreto que comprendiera desde el restablecimiento de las garantías constitucionales hasta la industrialización del país, el discurso debió ser entregado previamente y cuando era leído se iba grabando y se transmitía al aire con una demora de 10 segundos, lapso durante el cual un coronel del Servicio de Informaciones controlaba que no se apartara del texto previamente enviado.
Los días 9 y 22 de agosto hablaron por radio los dirigentes del Partido Demócrata y del Partido Demócrata Progesista.
La noticia sobre el asesinato del dirigente comunista Ingallinella, tuvo un impacto tremendo y fue difundido en los impresos católicos.
Perón sustituyó a Alberto Teisaire como presidente del Partido Peronista por Alejandro Leloir. El 31 de agosto de 1955, Perón dio por concluidas las conversaciones en el célebre discurso del cinco por uno.
Finalmente, el 16 de septiembre de 1955 se inició el golpe de Estado que derrocaría al presidente constitucional Juan Domingo Perón, al Congreso de la Nación y a los gobernadores provinciales. Se inició en los cuarteles del ejército en Córdoba y la base naval de Puerto Belgrano, fue liderada por el general Eduardo Lonardi y el almirante Isaac Rojas, y se extendió hasta el 23 de septiembre. El 16 de septiembre de 1955, después de ingresar a la Escuela de Artillería en Córdoba, Lonardi se dirige al dormitorio del jefe de la unidad, y ante un amago de resistencia de este le descerrajó un balazo. La consigna era: hay que ser brutales y proceder con la máxima energía.
Una investigación sobre la cantidad de personas muertas en el golpe, documentando al menos 156 víctimas fatales.
Ante ello sectores del peronismo e incluso sectores opositores fueron a reclamar armas para impedir la toma del poder por los militares, pero el presidente se las negó y se exilió temporalmente en Paraguay, delegando el poder en una Junta Militar que luego se rendiría ante los sublevados.

## Exilio

### 1955 a 1966

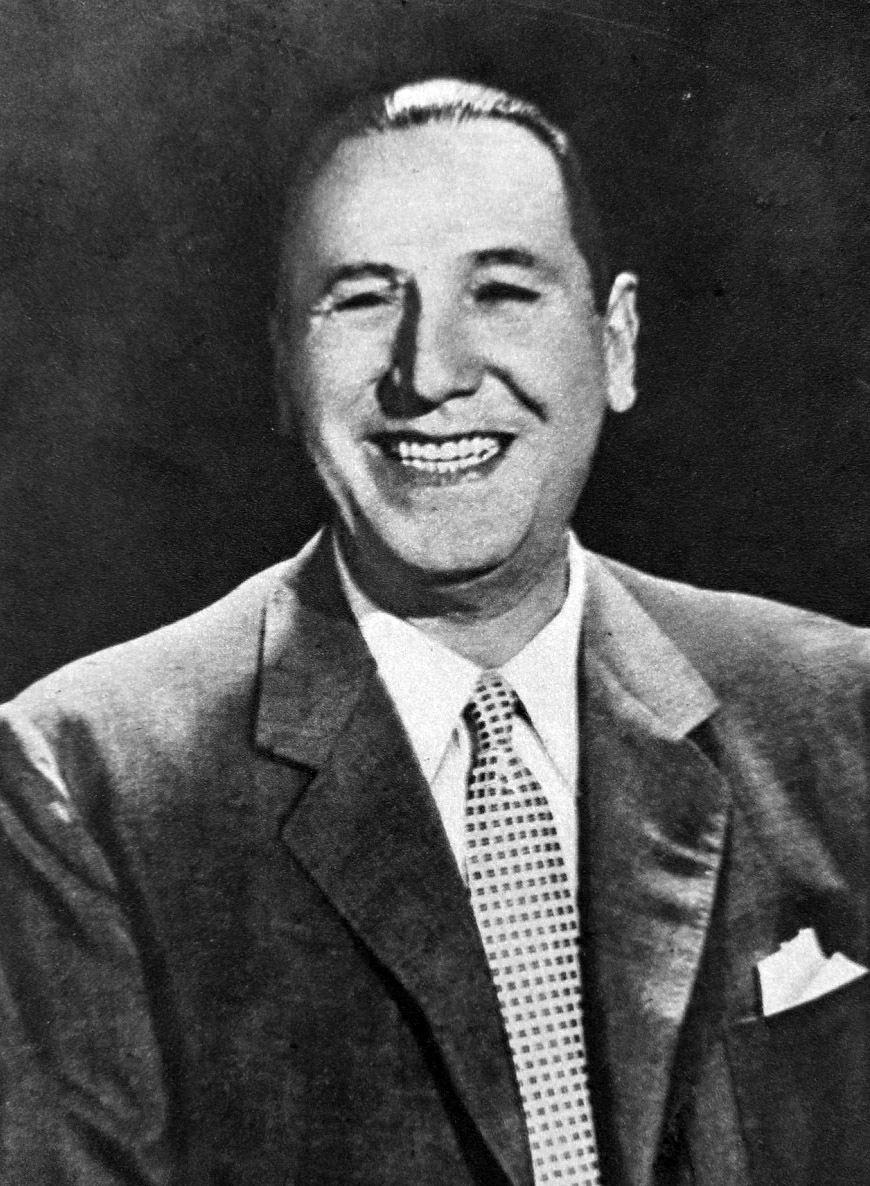
Perón durante su exilio en 1958

Producida la Revolución Libertadora que derrocó a Perón en 1955 el presidente de facto Eduardo Lonardi mantuvo la Constitución sin cambios e intentó lograr la «reconciliación nacional», sin «vencedores ni vencidos», manteniendo los cambios políticos y sociales que se habían gestado anteriormente. Poco después fue obligado a renunciar por los sectores más duros del Ejército y la Armada, y asumió el general Pedro Eugenio Aramburu, que proscribió al peronismo y al propio Perón, cuya sola mención era considerada delito. La proscripción del peronismo se prolongaría ―con cortas excepciones, que nunca incluyeron permitir la actuación de Perón― hasta principios de los años 1970.
El 12 de octubre de 1955 se formó en el Ejército un tribunal de honor presidido por el general Carlos von der Becke, e integrado además por los generales Juan Carlos Bassi, Víctor Jaime Majó, Juan Carlos Sanguinetti y Basilio Pertiné, para juzgar la conducta de Perón, algunos de cuyos integrantes habían servido con lealtad al mismo.
Días después, el Tribunal dictaminó que Perón había cometido una amplia gama de delitos que incluía el de incitación a la violencia, quema de la bandera nacional, ataques a la religión católica y estupro ―acusándolo de mantener una relación con Nelly Rivas, a la sazón menor de edad― y recomendó que se lo degradara y se le prohibiera el uso de uniforme. Posteriormente el general Lonardi firmó un decreto aprobando y poniendo en ejecución esas recomendaciones.
Tras marcharse al Paraguay, el presidente Alfredo Stroessner le aconsejó dejar el país, debido a que no podría garantizar su seguridad en caso de posibles atentados contra su vida.
Stroessner le dio un salvoconducto para dirigirse a Nicaragua, pero estando en camino decidió asilarse en Panamá; se alojó en el Hotel Washington, de la ciudad de Colón ―en el extremo caribeño del Canal― donde concluye el libro que había empezado a escribir en Asunción: La fuerza es el derecho de las bestias. El libro no pudo ser publicado en la Argentina, ya que todo lo relacionado con Perón estaba prohibido, incluso mencionar su nombre. Debió abandonar Panamá, debido a que se iba a realizar una conferencia panamericana con la asistencia del presidente estadounidense Dwight D. Eisenhower, de modo que pasó unos días en Nicaragua, donde fue recibido por el presidente Anastasio Somoza, y en agosto de 1956 decidió con su entorno ir a Venezuela, que estaba gobernada por el dictador Marcos Pérez Jiménez; durante su estadía en Caracas gozó de protección oficial de la Dirección de Seguridad Nacional, aunque el dictador venezolano nunca recibió al expresidente argentino, que no era de su agrado por diferencias políticas. Sin embargo, tras el derrocamiento de Pérez Jiménez el 23 de enero de 1958, Perón tuvo que refugiarse en la embajada de la República Dominicana
y de allí salió rumbo a ese país, donde fue recibido por el dictador Rafael Leónidas Trujillo.
Se trasladó de la República Dominicana a España, y llegó a Sevilla el 26 de enero de 1960. Se radicó en Madrid, donde se casó con la bailarina María Estela Martínez de Perón, Isabelita, a quien había conocido en Panamá en 1956. Tras vivir algún tiempo en dos casas alquiladas, se estableció en la zona residencial de Puerta de Hierro,
donde se construyó una vivienda conocida como «Quinta 17 de Octubre», en el número 6 de la calle de Navalmanzano.
Según el dirigente francmasón Licio Gelli, Perón también fue iniciado en su logia Propaganda Due (P2) por el propio Gelli, en una ceremonia en Puerta de Hierro.
Durante la Revolución Libertadora, grupos de sindicalistas y militantes peronistas llevaron adelante actos de sabotaje en fábricas y oficinas públicas, detonaron explosivos en vías de ferrocarril y realizaron cortes de calles y avenidas entre otros hechos. Esas acciones, conocidas como la Resistencia Peronista, eran organizadas por el exdiputado John William Cooke, a quien Perón designó su delegado personal en la Argentina y en quien delegó la conducción del peronismo. El expresidente respaldó estas acciones, e incluso apoyó la intención de Cooke de convertir al peronismo en un movimiento revolucionario de izquierda o centro-izquierda.
También hubo algunas conspiraciones militares, entre los cuales destacó la sublevación castrense del 9 de junio de 1956, bajo el mando del general Juan José Valle: un grupo de militares y militantes peronistas intentaron un alzamiento contra el gobierno de facto. La intentona fracasó y tanto Valle como varios de sus seguidores militares y civiles fueron fusilados. La represión se extendió a sectores no peronistas de la clase obrera. Sin embargo, los dirigentes sindicales conservaron su enorme influencia sobre los gremios industriales y de servicios. En una carta que Perón envió a Cooke ―el mismo día del levantamiento de Valle― no mostraba la más mínima compasión por los militares rebeldes: el conductor criticaba su apresuramiento y falta de prudencia, y aseguraba que sólo su ira por haber debido sufrir el retiro involuntario los había motivado a actuar.
Durante sus años de exilio Perón publicó varios libros: Los vendepatria (1956), La fuerza es el derecho de las bestias (1958), La hora de los pueblos (1968), etc.
En el año 1958, ante la inminencia de las elecciones presidenciales se presume que Perón pactó con Arturo Frondizi, candidato de la UCRI, el apoyo de los peronistas a la candidatura presidencial de este, a cambio de la devolución de la personería gremial a los sindicatos y el fin de la proscripción electoral del general y su movimiento. Frondizi obtuvo la presidencia, pero cumplió lo pactado sólo en parte.
La mayor parte de los sindicatos volvió a estar controlados por el peronismo.
Las circunstancias en las que se llevó a cabo el pacto, así como la existencia del mismo es materia de debate por parte de los historiadores. Por un lado, Enrique Escobar Cello en su libro Arturo Frondizi el mito del pacto con Perón desmiente dicho pacto, argumentando que hasta hoy en día no existen copias ni constancias verídicas en donde aparezca la firma de Frondizi, cabe destacar que el mismo Frondizi siempre negó el pacto.
El historiador Félix Luna también ha puesto en duda el pacto por las mismas razones esgrimidas que Cello.
A su vez Albino Gómez en su libro Arturo Frondizi, el último estadista, también cuestiona la existencia del pacto, además, sugiere que el apoyo peronista hacia Frondizi pudo ser producto de la coincidencia de ideas entre Perón y Frondizi sobre las medidas que había que adoptar en el país, cabe destacar que el general era lector de la revista Qué!, dirigida por Rogelio Frigerio. En 2015 Juan Bautista Yofre afirmó en el libro Puerta de Hierro que Perón recibió medio millón de dólares por realizar el pacto con Frondizi. En contra, el historiador Felipe Pigna, quien cuenta que sus seguidores negaron que haya aceptado dinero por el mismo.
Entre el 17 de marzo y el 17 de abril de 1964 Perón se habría reunido con el Che Guevara en su casa de Madrid. El encuentro fue mantenido en el mayor de los secretos y ha podido conocerse gracias al periodista Rogelio García Lupo.
El Che le entregó a Perón fondos para apoyar la operación de retorno a la Argentina que estaba preparando.
En dicha reunión Perón se habría comprometido a apoyar las iniciativas guerrilleras contra las dictaduras latinoamericanas, cosa que efectivamente hizo hasta 1973.
En diciembre de 1964, durante el gobierno de Arturo Illia, Perón intentó regresar en avión a la Argentina. Pero el gobierno ratificó la decisión tomada por la dictadura de 1955 de prohibir su radicación en el país y solicitó a la dictadura militar que gobernaba en Brasil que lo detuviera al realizar escala técnica en ese país y lo reenviara a España.

### 1966-1972
En la Argentina, los años 1950 y 1960 fueron marcados por frecuentes cambios de gobierno, casi siempre frutos de golpes de Estado. Estos gobiernos estuvieron signados por continuas demandas sociales y laborales. Los peronistas alternaron la oposición frontal con la negociación para participar en política a través de partidos neoperonistas.
Luego de la dictadura instalada en 1955 y sobre todo luego de la dictadura instalada en 1966, que abolió los partidos políticos, aparecieron en Argentina varios grupos armados que tenían como objetivo combatir la dictadura y se produjeron puebladas insurreccionales en varios puntos del país, de las cuales la más conocida fue el Cordobazo.
La mayor parte de estos grupos armados adhirieron al peronismo, como Montoneros, la marxista-peronista FAR (Fuerzas Armadas Revolucionarias), las FAP (Fuerzas Armadas Peronistas) y las FAL (Fuerzas Argentinas de Liberación).
Pocos meses después de que se instalara la dictadura de Onganía, entre septiembre y octubre de 1966, Perón se reunió en Madrid por segunda vez con el Che Guevara, quien le pidió apoyo del peronismo a su proyecto guerrillero en Bolivia. Perón se comprometió a no impedir que aquellos peronistas que quisieran acompañar a Guevara lo hicieran, pero no aceptó involucrar al movimiento peronista como tal en una acción guerrillera en Bolivia, aunque si comprometió el apoyo del peronismo cuando la guerrilla del Che trasladase su acción al territorio argentino.
Perón apoyó públicamente al peronismo revolucionario y sus organizaciones guerrilleras ―a las que llamaba «formaciones especiales»― y justificó la lucha armada contra la dictadura. Aún sin haberla pronunciado textualmente, una de las frases más conocidas que se le atribuyen a Perón es «La violencia de arriba engendra la violencia de abajo».
Desarrolló además una «actualización política y doctrinaria» del peronismo, adaptándolo a las luchas revolucionarias tercermundistas que se estaban llevando a cabo por entonces, definiendo al peronismo de la década de 1970 como un «socialismo nacional».
Para expresar el contenido socialista que asumía el peronismo en la década de 1970, la Tendencia adoptaría la consigna «Perón, Evita, la patria socialista». En 1970 Perón exponía su adhesión al socialismo en estos términos:

Es muy conocida mi posición con respecto a la influencia foránea sobre el problema argentino: el país se libera del imperialismo que lo neocoloniza o jamás podrá solucionar su problema económico... El mundo actual marcha hacia una ideología socialista, tan distante del capitalismo ya perimido como del marxismo internacional dogmático... El justicialismo es un socialismo nacional cristiano.
Juan Domingo Perón

Asimismo, durante estos años Perón elogió a figuras como el Che Guevara, a quien llamó «el mejor de los nuestros» tras su muerte en Bolivia; y también citó a figuras como el líder de la Revolución Cultural China Mao Zedong en diferentes entrevistas, que fueron filmadas durante su exilio (Entrevista realizada en Madrid). En este sentido, se considera que el Perón de finales de los años 60 se inclinó por posiciones de izquierda, a la vez que indagó en posturas revisionistas de la historia oficial argentina, en la utilización de metáforas combativas y de términos asociados a movimientos revolucionarios tales como el de «socialismo nacional», y en postular posiciones ambiententalistas y críticas de la utilización y potenciación de la tecnología entendidas sin consideración de la armonía entre el humano y la naturaleza (Mensaje Ambiental a los Pueblos y Gobiernos del Mundo de 1972). 
Respecto al contexto argentino, entre las acciones más destacadas de la guerrilla peronista durante la dictadura autodenominada Revolución Argentina, se encuentran las ejecuciones del exdictador Pedro Eugenio Aramburu, figura clave del golpe de Estado contra Perón en 1955 y responsable de la desaparición del cadáver de su esposa Eva Perón,
de los sindicalistas Augusto Timoteo Vandor y José Alonso, la toma de La Calera, y la fuga del penal de Rawson.
Una semana después del asesinato de Aramburu por parte de Montoneros ―1 de junio de 1970―, el dictador Onganía se vio obligado a renunciar, colapsando el proyecto de instalar una dictadura corporativa permanente. El régimen militar se vio obligado entonces a iniciar un proceso de salida hacia un gobierno elegido, que incluyera al peronismo, pero que fuera conducido y controlado por los militares. El ideólogo de ese proyecto era el dictador general Alejandro Agustín Lanusse, quien denominó al plan Gran Acuerdo Nacional (GAN).
Perón tomó entonces contacto con el líder del ala antiperonista del radicalismo, Ricardo Balbín, quien había sido desaforado como diputado y detenido durante su presidencia. Perón y Balbín iniciaron una relación de reconciliación histórica, expresada en La Hora del Pueblo
y la designación como delegado personal de Héctor J. Cámpora, que desbarataría los planes de la dictadura para imponer un gobierno de «acuerdo nacional» bajo tutela militar.
En 1971 y sobre todo en 1972, Perón apoyaría su accionar en cuatro campos:
- En el campo político y a partir de su alianza con Balbín, Perón buscó reconciliar al peronismo con las corrientes políticas que habían sido antiperonistas durante su gobierno: el radicalismo del pueblo, el frondizismo, la democracia cristiana y el sector popular del conservadorismo.[273]
- En el campo sindical, Perón buscó neutralizar al sindicalismo neovandorista, partidario de un peronismo sin Perón y de llegar a un acuerdo con el dictador Lanusse, apoyando a José Ignacio Rucci en la Confederación General del Trabajo, hombre con escaso poder propio pero partidario de lograr la vuelta de Perón, como objetivo prioritario del movimiento obrero.[274]
- En el campo empresarial, Perón estableció una alianza con el grupo de empresarios nacionales liderados por José Ber Gelbard, afiliado secretamente al Partido Comunista y presidente de la Confederación General Económica.[275]
- Finalmente Perón dio prioridad en ese momento al campo juvenil, ligado a la militancia de base, a las puebladas insurreccionales y a las luchas guerrilleras. Para ello nombró como secretario de la Juventud Peronista a Rodolfo Galimberti, líder de JAEN, organización guerrillera que integraría Montoneros.[276]

### «Perón vuelve»

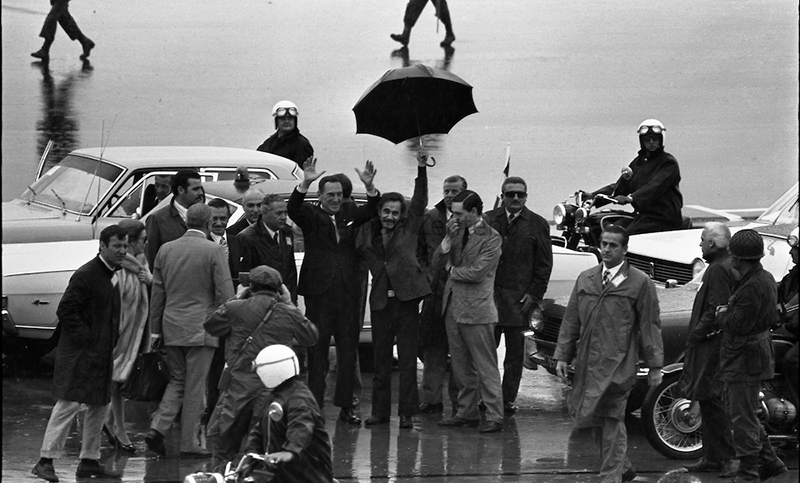
Perón en Ezeiza, bajo el paraguas de José Ignacio Rucci, regresando de su exilio, 17 de noviembre de 1972.

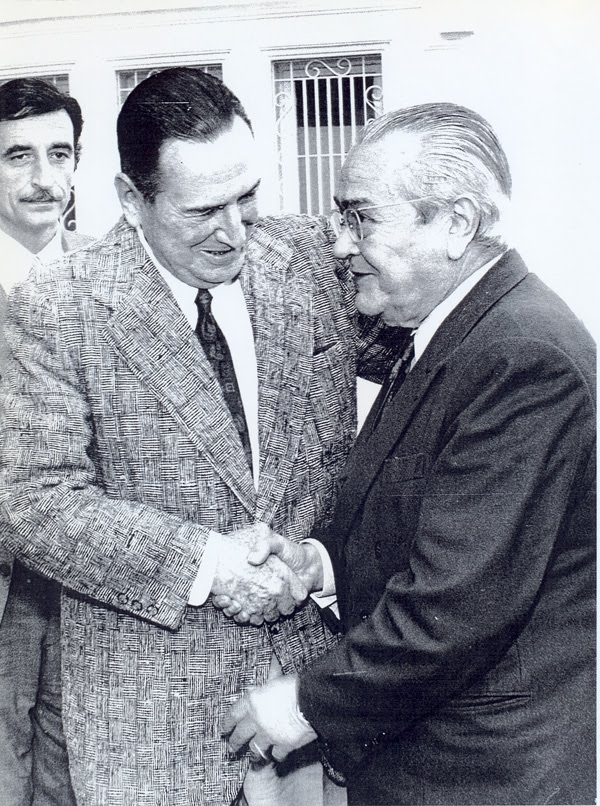
El 18 de noviembre de 1972 Perón y Balbín, los dos máximos líderes del peronismo y el radicalismo se reunieron y se abrazaron públicamente para dar un mensaje y un símbolo de concordia que pudiera atenuar la violencia política en Argentina.

En la segunda mitad de 1972 el centro de la situación política fue ocupado por una puja frontal entre Perón y el dictador Alejandro Agustín Lanusse, cabeza del Gran Acuerdo Nacional, quien tenía la expectativa de ser elegido presidente con apoyo del peronismo y el radicalismo.
En el mes de julio, Lanusse pronunció un mensaje público al país, en el que trataba a Perón de cobarde ―«no le da el cuero»― y lo desafiaba a volver a la Argentina en un mes, si quería presentarse como candidato en las elecciones.
El 22 de agosto el sector más antiperonista de la Marina, opositor a que se realizaran elecciones, asesinó a 16 guerrilleros detenidos en lo que se conoce como la Masacre de Trelew, delito que varios historiadores consideran como uno de los antecedentes del terrorismo de Estado que se desplegaría en la Argentina en los años siguientes.
Perón sorprendió a la opinión pública anunciando su retorno el 17 de noviembre de 1972.
El Operativo Retorno fue conducido por el recién designado secretario general del Movimiento Peronista, Juan Manuel Abal Medina y apoyado fuertemente por el peronismo revolucionario bajo el lema de «Luche y Vuelve», sobre el que recayó el peso organizativo.
Perón volvió en un avión de Alitalia que aterrizó en Ezeiza acompañado de decenas de personalidades de las más diversas áreas.
Ese día cientos de miles de personas se movilizaron para recibir a Perón, a pesar de la represión llevada adelante por la dictadura para impedirlo, motivo por el cual el 17 de noviembre es considerado por el peronismo, como Día de la Militancia.
Perón se domicilió en la casa de Avenida Gaspar Campos 1075, en Vicente López y permaneció en Argentina casi un mes, hasta el 14 de diciembre.
En ese lapso desbarató completamente el proyecto de Lanusse y la dictadura de realizar elecciones tuteladas por el poder militar. Su primer gesto fue reunirse con Balbín, su más enconado adversario, y abrazarse públicamente como símbolo de la «unidad nacional» que ambos proponían como eje de sus propuestas políticas. Perón y Balbín examinaron en ese momento la posibilidad de realizar un frente peronista-radical que levantara la candidatura de Perón-Balbín, pero las luchas internas dentro de sus propios partidos lo impidió.
De todos modos, Perón concretó en esos días la organización de una amplia coalición política, llamada Frente Justicialista de Liberación (Frejuli), integrada con varios sectores que habían sido históricamente antiperonistas: el frondizismo, la democracia cristiana de José Antonio Allende y el Partido Conservador Popular de Vicente Solano Lima, quien sería el candidato a vicepresidente del Frente.
En ese período Perón concreta otro acuerdo de gran importancia: las Coincidencias Programáticas del Plenario de Organizaciones Sociales y Partidos Políticos, firmadas o avaladas el 7 de diciembre por casi todos los partidos políticos, el movimiento obrero a través de la Confederación General del Trabajo (CGT) y el empresariado nacional a través de la Confederación General Económica (CGE) y la Federación Agraria Argentina (FAA). Este acuerdo sería la base del Pacto Social de 1973, que sería el eje de gobierno democrático hasta la muerte de Perón en 1974.
Pese a que Perón aparecía evidentemente como una de las figuras políticas con mayor apoyo popular en el país, la dictadura tomó la decisión de no permitir que se presentara en las elecciones fijadas para el 11 de marzo de 1973, debido a que no se encontraba domiciliado en Argentina cuando las elecciones fueron convocadas. Pese a las alianzas establecidas, Perón se vio sin fuerza suficiente para forzar a la dictadura a revertir su proscripción, razón por la cual debió elegir una persona que representara su significación política, para encabezar la fórmula presidencial. El último acto de Perón, antes de partir nuevamente hacia Madrid ―pasando antes por Paraguay y Perú―, fue designar reservadamente a Héctor J. Cámpora, un hombre cercano al peronismo revolucionario y las organizaciones guerrilleras peronistas,
hecho que fue anunciado en el Congreso del Partido Justicialista del 16 de diciembre y resistido durante varias horas por el sindicalismo neovandorista liderado por Rogelio Coria, hasta recibir la orden directa de Perón, vía telefónica.
La campaña electoral adoptaría como lema: «Cámpora al gobierno, Perón al poder».

## El tercer peronismo
El 11 de marzo de 1973, Argentina tuvo elecciones generales. Héctor José Cámpora, con el visto bueno de Perón en el exilio, ganó las elecciones con el 49,5 % de los votos, el líder radical, Ricardo Balbín, había salido segundo con un 21,3 %, y, como el FreJuLi no había obtenido más del 50 % de los votos tenía que realizarse un ballotage entre la primera y segunda fuerza. Sin embargo, Balbín reconoció la victoria de Cámpora y renunció al ballotage. El delegado de Perón asumió el 25 de mayo de 1973, dándose así por finalizado el período dictatorial de la autoproclamada Revolución Argentina.
Perón regresó al país el 20 de junio de 1973. Ese día, durante el acto preparado para recibirlo, se produjo un tiroteo en el que estuvieron involucrados sectores del peronismo «ortodoxo» ubicados en el palco ―entre los que se encontraba gran parte del sindicalismo― y sectores juveniles ligados a Montoneros. El hecho es conocido como la Masacre de Ezeiza y tuvo un saldo de 13 muertos y 365 heridos.
Las circunstancias de la masacre varían según los diferentes testimonios: Miguel Bonasso que pertenecía a Montoneros, sostiene que no hubo enfrentamiento y sólo hubo una masacre.
El historiador Felipe Pigna sostiene que las columnas juveniles fueron atacadas desde el palco.
Horacio Verbitsky sostiene que fue una emboscada realizada desde el palco por el «aparato sindical y político antiguo del peronismo».
En el juicio que se investiga a la Triple A se han agregado dos investigaciones realizadas por Marcelo Larraquy (López Rega: la biografía) y Juan Gasparini (La fuga del Brujo) que coinciden en señalar como autores de la masacre a los sectores de ultraderecha.
Cámpora renunció el 13 de julio de 1973, dejando el camino libre para que Perón se presentara en las nuevas elecciones.

## Tercera presidencia (1973-1974)

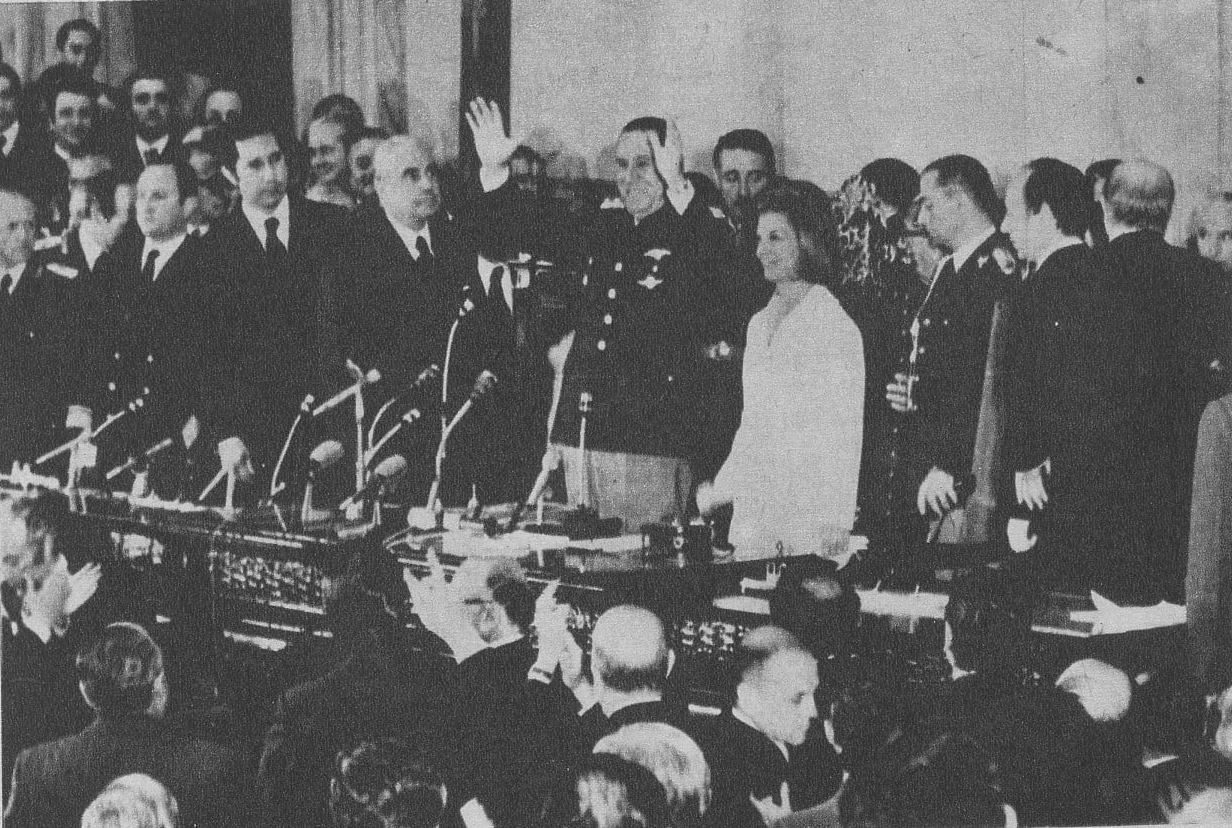
Juan Domingo Perón al asumir su tercera presidencia, luego de haber jurado ante la asamblea legislativa el 12 de octubre de 1973.

En las elecciones del 23 de septiembre Perón ganó con el 62 % de los votos contra el candidato radical Ricardo Balbín. Tomó posesión como presidente por tercera vez el 12 de octubre de 1973 con su esposa María Estela Martínez de Perón como vicepresidenta. El general Perón junto a Jorge Abelardo Ramos acordaron que el Frente de Izquierda Popular (FIP) lleve junto al Frente Justicialista de Liberación (FREJULI) la misma fórmula: Perón - Perón. Esta opción desde la izquierda nacional sumó un millón de votos al triunfo popular. Varias figuras destacadas manifestaron públicamente que votaron por esta alternativa, como Arturo Jauretche o Cristina Fernández de Kirchner.
Perón asumió su tercera presidencia en una situación internacional muy complicada. Poco antes, el 23 de agosto de 1973, había comenzado a nivel mundial la crisis del petróleo, que cambió completamente las condiciones en las que el capitalismo y el estado de bienestar se venían desarrollando desde la década de 1930. Casi simultáneamente, el 11 de septiembre, un golpe de Estado militar con el apoyo de la CIA estadounidense había derrocado en Chile al presidente socialista Salvador Allende, agravando las posibilidades de establecer gobiernos democráticos en América Latina. En ese momento, sólo Argentina tenía un gobierno elegido democráticamente en el Cono Sur, mientras que Bolivia, Brasil, Chile, Paraguay y Uruguay estaban bajo dictaduras militares apoyadas por Estados Unidos, dentro del marco más amplio de la Guerra Fría.

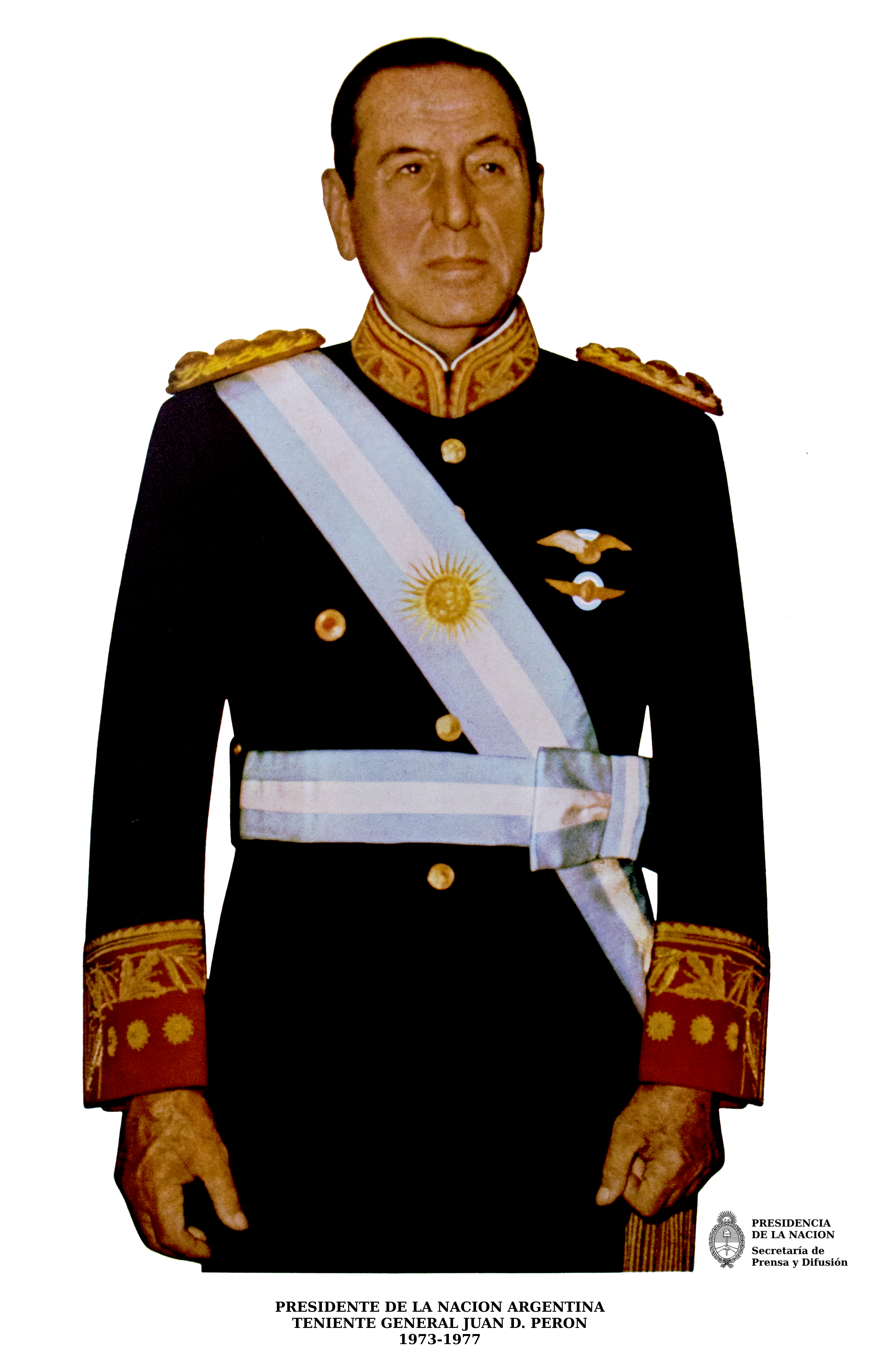
Presidente de la Nación Argentina Teniente Gral. Juan Domingo Perón 1973-1977

En octubre de 1973 comenzó a operar un grupo parapolicial conocido como Triple A ―Alianza Anticomunista Argentina― asesinando a militantes de izquierda, peronistas y no peronistas.
El grupo estaba financiado por el gobierno y dirigido por el ministro de Bienestar Social José López Rega. En los dos años siguientes asesinaría a 683 personas, unas 1100 según otras fuentes.
El conocimiento de Perón sobre las actividades de la Triple A es materia de debate entre los investigadores. Según la historiadora Marina Franco, a partir de ese momento comenzó a configurarse «un estado de excepcionalidad jurídica creciente vinculado con una lógica político-represiva centrada en la eliminación del enemigo interno».
El 19 de enero de 1974 la organización guerrillera ERP atacó la guarnición militar de Azul, la unidad militar mejor armada del país.
El intento de asalto, dirigido por Enrique Gorriarán Merlo, fracasó y durante el mismo el ERP mató al conscripto Daniel González, al coronel Camilo Gay y a su esposa, y tomó prisionero al teniente coronel Jorge Ibarzábal, que sería asesinado diez meses después. Por su parte, el ERP tuvo tres bajas mientras que desaparecieron dos guerrilleros capturados por los militares.
Perón respondió condenando enérgicamente al «terrorismo» por cadena nacional y culpó sin mencionarlo al gobernador de la provincia de Buenos Aires, Oscar Bidegain, uno de los cinco gobernadores aliados al peronismo revolucionario.
Ordenó también apurar en el Congreso Nacional una reforma al Código Penal para endurecer los delitos cometidos por grupos guerrilleros, agravando las normas de la dictadura depuesta. Los trece diputados con que contaba el peronismo revolucionario se oponían a la reforma: Armando Croatto, Santiago Díaz Ortiz, Nilda Garré, Nicolás Giménez, Jorge Glellel, Aníbal Iturrieta, Carlos Kunkel, Diego Muñiz Barreto, Juan Manual Ramírez, Juana Romero, Enrique Svrsek, Roberto Vidaña y Rodolfo Vittar, todos ellos ligados a Montoneros y la JP.
El 22 de enero Bidegain renunció, siendo reemplazado por Victorio Calabró, un sindicalista de la UOM, perteneciente al sector ortodoxo. El 25 de enero Perón convocó a los diputados disidentes a una reunión que hizo transmitir en forma directa por televisión. La tensión fue máxima y Perón sostuvo que si no estaban de acuerdo tenían que irse del peronismo:

Toda esta discusión debe hacerse en el bloque. Y cuando el mismo decida por votación lo que fuere, ésta debe ser palabra santa para todos los que forman parte de él; de lo contrario, se van del bloque. Y si la mayoría dispone, hay que aceptar o irse. El que no está contento... se va. Por perder un voto no nos vamos a poner tristes... Queremos seguir actuando dentro de la ley y para no salir de ella necesitamos que la ley sea tan fuerte como para impedir esos males. Ahora bien: si nosotros no tenemos en cuenta a la ley, en una semana se termina todo esto, porque formo una fuerza suficiente, lo voy a buscar a usted y lo mato, que es lo que hacen ellos. De esa manera, vamos a la ley de la selva y dentro de la ley de la selva, tendría que permitir que todos los argentinos portaran armas. Necesitamos esa ley, porque la República está indefensa.
Juan Domingo Perón

Ese mismo día 25 de enero, se aprobó la reforma penal y renunciaron a sus bancas ocho diputados del peronismo revolucionario. Cuatro días después Perón designó como subjefe de la Policía Federal al comisario Alberto Villar, una de las cabezas de la Triple A.
El 28 de febrero un golpe de Estado policial conocido como el Navarrazo, derrocaría al gobernador de la provincia de Córdoba Ricardo Obregón Cano, segundo de los cinco gobernadores cercanos al peronismo revolucionario en ser desplazado. Perón intervendría la provincia sin reponer en sus cargos a las autoridades constitucionales.
El 1 de mayo de 1974 se realizó en Plaza de Mayo una gran manifestación con motivo del día internacional de los trabajadores, durante la cual hablaría Perón. Los sectores del peronismo revolucionario asistieron en gran cantidad, cuestionando al gobierno con la consigna «¿Qué pasa General, que está lleno de gorilas el gobierno popular?» Perón respondió llamándolos «imberbes», «estúpidos» e «infiltrados», e inmediatamente después, en medio del discurso un enorme sector de manifestantes se retiró de la plaza en abierta ruptura.
El 6 de junio sería depuesto por un juicio político el gobernador de Mendoza Alberto Martínez Baca, tercero de los cinco gobernadores cercanos al peronismo revolucionario depuesto en ese año. En los seis meses posteriores a la muerte de Perón serían depuestos los dos restantes, Miguel Ragone de Salta y Jorge Cepernic de Santa Cruz.
El 12 de junio se realizó un nuevo acto en la Plaza de Mayo convocado por la CGT. Fue la última vez que Perón habló en un acto masivo. Para entonces su salud se encontraba seriamente amenazada y sus médicos le habían recomendado renunciar para poder ser tratado adecuadamente. Él se había negado diciendo «prefiero morir con las botas puestas».
Consciente de su estado, Perón aprovechó ese día para despedirse en público. Pidió a los manifestantes que cuiden las conquistas laborales porque se avecinaban tiempos difíciles y terminó con las siguientes palabras:

Yo llevo en mis oídos la más maravillosa música que es para mi la palabra del pueblo argentino.
Juan Domingo Perón, 12 de junio de 1974

Cuatro días después, el 16 de junio, Perón enfermó afectado por una broncopatía infecciosa que complicó su enfermedad circulatoria crónica de fondo.
Falleció el 1 de julio de 1974 y fue sucedido por su esposa, en su condición de vicepresidenta. El entonces secretario técnico de la presidencia de la Nación, Gustavo Caraballo, afirma que Perón le había solicitado que modificara la Ley de Acefalía, para permitirle al dirigente radical Ricardo Balbín asumir como su sucesor
pero el trámite legal para realizar esa reforma nunca se inició. En medio de la violencia política creciente, María Estela Martínez fue derrocada por el golpe de Estado del 24 de marzo de 1976 que dio inicio a la dictadura autodenominada Proceso de Reorganización Nacional.

## Fallecimiento, sepelio y posteridad
Juan Domingo Perón falleció el 1 de julio de 1974, en la Quinta presidencial de Olivos,
debido a un paro cardíaco resultado del agravamiento de la cardiopatía isquémica crónica que padecía.
El anuncio al país fue realizado por su viuda, la vicepresidenta María Estela Martínez, que poco después asumió la presidencia.

### Funeral

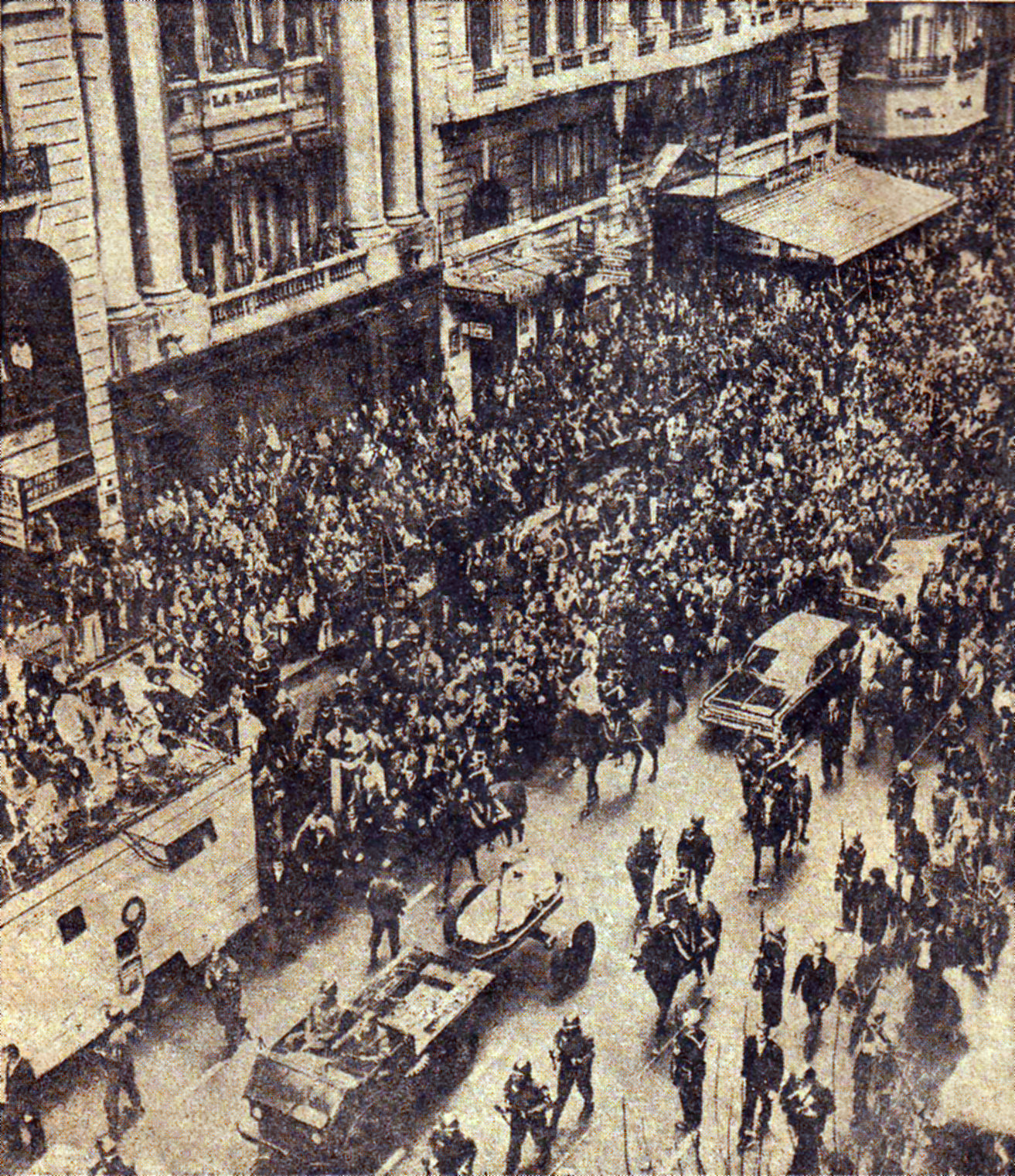
El cortejo fúnebre avanzando por la Avenida de Mayo.

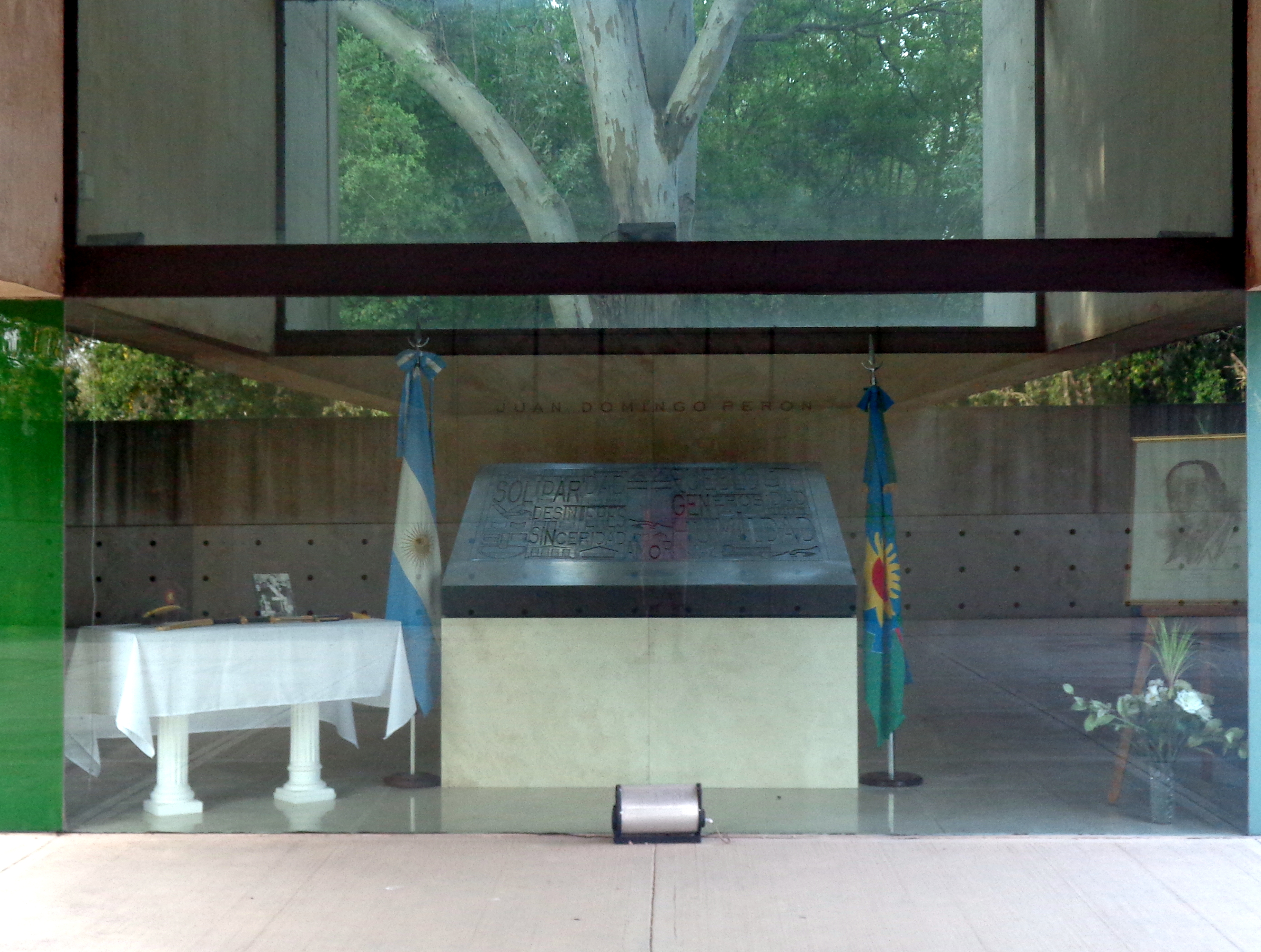
Quinta de San Vicente, mausoleo de Juan Domingo Perón.

Tras varios días de duelo nacional, en los que el cuerpo fue velado en el Congreso de la Nación por cientos de miles de personas, los restos fueron trasladados a una cripta en la Quinta Presidencial de Olivos. El 17 de noviembre de 1974 los restos de Evita, que habían quedado en España, fueron trasladados por el gobierno de María Estela Martínez de Perón y depositados en la misma cripta. Mientras tanto, el gobierno comenzó a proyectar el Altar de la Patria, un mausoleo gigantesco que albergaría los restos de Juan Perón, Eva Duarte de Perón, y todos los próceres de la Argentina.
Mientras se encontraba el cuerpo en el Congreso, desfilaron ante el féretro 135 mil personas; afuera, más de un millón de argentinos quedaron sin dar el último adiós a su líder. Dos mil periodistas extranjeros informaron de todos los detalles de las exequias.
Con la huida de López Rega del país y la caída del gobierno de Isabel, las obras del Altar de la Patria fueron suspendidas y los restos fueron trasladados al Cementerio de la Chacarita, en Buenos Aires.
El 17 de octubre de 2006, sus restos fueron trasladados a la quinta de San Vicente, la cual le perteneció en vida y luego se convirtió en un museo en su honor. Durante el traslado se produjeron disturbios entre sectores del sindicalismo.

### Profanación de sus restos
El 10 de junio de 1987 fue profanado el féretro, cuando se sustrajeron las manos del cadáver. Se ignora su destino o el motivo de dicha profanación,
pero existen diversas hipótesis sobre el motivo. En primer lugar, podría tratarse de una venganza: la profanación habría sido un acto de la célebre logia masónica Propaganda Due (P2), como respuesta a un incumplimiento de Perón, quien le había solicitado su «ayuda» antes de asumir su tercer mandato. El operativo habría sido realizado en complicidad con miembros del Ejército, en el marco del plan de desestabilización contra la democracia argentina.
La segunda hipótesis apuntaba a la existencia de una cuenta suiza: sus huellas digitales servirían para abrir sus propias cajas de seguridad en bancos suizos, donde habría guardados varios millones de dólares. Esta versión fue descartada porque en aquel momento en Suiza no existían cuentas con ese sistema.
También se ha atribuido la profanación a las Fuerzas Armadas: hubo falsos informantes relacionados con esa institución, muchos testigos o informantes muertos sospechosamente relacionados con esta, así como amenazas con indicios de provenir de fueros militares.
Y finalmente, se ha señalado a la oposición: sectores antiperonistas, en alusión a una declaración de Perón donde decía que se cortaría las manos antes de pedirle dinero prestado al Fondo Monetario Internacional, habrían llevado a cabo la cortadura de mano.

### El peronismo después de Perón
Tras la muerte de su fundador, el gobierno de su viuda y sucesora, María Estela Martínez, continuó el enfrentamiento -cada vez más violento- entre los dos sectores que se atribuían la representación del peronismo, la derecha ―dirigida por el ministro López Rega y apoyado por sectores del sindicalismo― y la izquierda, identificada principalmente con las organizaciones armadas de esa tendencia, en tanto empeoraba rápidamente la situación económica y se sucedían cambios ministeriales.
La lucha violenta y la falta de liderazgo fueron utilizadas como excusas por las Fuerzas Armadas, que derrocaron a la presidenta.
La dictadura militar que siguió, conocida como Proceso de Reorganización Nacional, se sostuvo en la práctica del terrorismo de Estado; todos los partidos políticos estuvieron prohibidos, y la militancia justicialista ―como así también la de los partidos de izquierda― fue duramente castigada por la represión.
Eso permitió implementar un plan económico liberal muy gravoso para la industria nacional.
La derrota argentina en la guerra de las Malvinas en 1982 obligó a la dictadura a convocar a elecciones libres en 1983, en las que Raúl Alfonsín de la Unión Cívica Radical venció al peronismo, con una campaña en la que se destacaron el rechazo y compromiso a su derogación de la ley de autoamnistía de los militares cuya validez aceptaba el candidato presidencial del Partido Justicialista, Ítalo Argentino Lúder y la denuncia de un supuesto pacto sindical-militar.
 Una gradual recuperación permitió el regreso al poder del justicialismo, en 1989, con el gobierno peronista de Carlos Saúl Menem como presidente, con una marcada orientación neoliberal.
Gracias a la aplicación de la Ley de Acefalía, el justicialista Eduardo Duhalde, llegó a la presidencia en 2002 y se mantuvo hasta 2003. Duhalde decidió apoyar a otro justicialista, Néstor Kirchner en las elecciones de 2003. Al acceder al gobierno nacional Néstor Kirchner, el peronismo se dividió, dando lugar al llamado Peronismo Federal, opositor al kirchnerismo. El peronismo kirchnerista gobernó ininterrumpidamente durante doce años al sumarse dos mandatos de la presidenta Cristina Fernández de Kirchner al de su esposo Néstor Kirchner.  Entre 2019 y 2023 volvió el peronismo al gobierno por un periodo más de cuatro años tras la victoria de Alberto Fernández en primera vuelta de las elecciones presidenciales; ese fue el más reciente gobierno nacional de origen peronista hasta la fecha.

## Producción escrita y audiovisual
Juan Domingo Perón incursionó en diversos géneros literarios a lo largo de su vida, destacándose particularmente en ensayos sobre política, estrategia militar e historia. Sus primeras obras fueron textos teatrales y técnicos vinculados a su formación castrense. Posteriormente, desarrolló una vasta producción doctrinaria que abarcó desde la formulación del justicialismo hasta la crítica política en el exilio.

### Libros y artículos

#### Primeras obras y textos militares (1915–1943)
- Silvino Abrojo (c. 1915), comedia teatral bajo el seudónimo José M. Casais.[316][317]
- El detective de la máscara negra (c. 1915), pieza teatral.[316]
- Reglamento de gimnasia alemán para el ejército y la armada (1923), ensayo técnico ilustrado por el propio Perón.[316]
- Moral militar (1925), ensayo sobre ética castrense.[316]
- Las campañas en el Alto Perú (1810-1814) (1928), estudio histórico.[316]
- Lo que yo vi de la preparación y realización de la revolución del 6 de septiembre de 1930 (1930), testimonio personal.[318]
- El frente oriental de la guerra mundial en 1914 (1931), ensayo histórico.[316]
- Apuntes de historia militar (1932), manual académico.[316][* 4]
- La guerra ruso-japonesa de 1904 a 1905 (1933), análisis bélico.[316]
- Memoria geográfica sintética del territorio nacional del Neuquén (1934), ensayo geográfico.[316]
- Toponimia patagónica de etimología araucana (1935–1936), estudio lingüístico.[316]
- La idea estratégica y la idea operativa de San Martín en la campaña de los Andes (1938), ponencia en el II Congreso Internacional de Historia de América.[316]
- Las operaciones en 1870 (1939), coautoría con Enrique Rottjer.[316]
- Infantería de Montaña (1941–1943), serie publicada en la Revista Militar.[316]
- Antecedentes de la Campaña Libertadora del General San Martín desde 1814 a 1817 (c. 1943), ensayo póstumo.[316][319]

#### Doctrina justicialista y pensamiento político (1949–1974)
- La comunidad organizada (1949).[* 5]
- Descartes, política y estrategia (No ataco, critico) (1952), artículos firmados como «Descartes» en el diario Democracia.[* 6]
- Conducción política (1952), clases dictadas en la Escuela Superior Peronista.[* 7]
- La fuerza es el derecho de las bestias (1956), escrito en Panamá.[* 8]
- Los vendepatria - Las pruebas de una traición (1957).[* 9]
- Del poder al exilio. Quiénes me derrocaron Artículos publicados en medios de Italia, España y Venezuela.[* 10]
- Tres revoluciones militares (1963), testimonios desde el exilio.[* 11]
- Latinoamérica, ahora o nunca (1967).[* 12]
- La hora de los pueblos (1968).[* 13]
- Modelo argentino para el proyecto nacional (1974).[* 14]

### Documentales
Durante su exilio en Madrid, Perón fue entrevistado en dos documentales dirigidos por Fernando Solanas y Octavio Getino, grabados entre junio y octubre de 1971. En ellos, reflexiona sobre la historia del peronismo y su doctrina política:
- Perón: La revolución justicialista (1971).[320]
- Perón: Actualización política y doctrinaria para la toma del poder (1971).[321]